# T-26

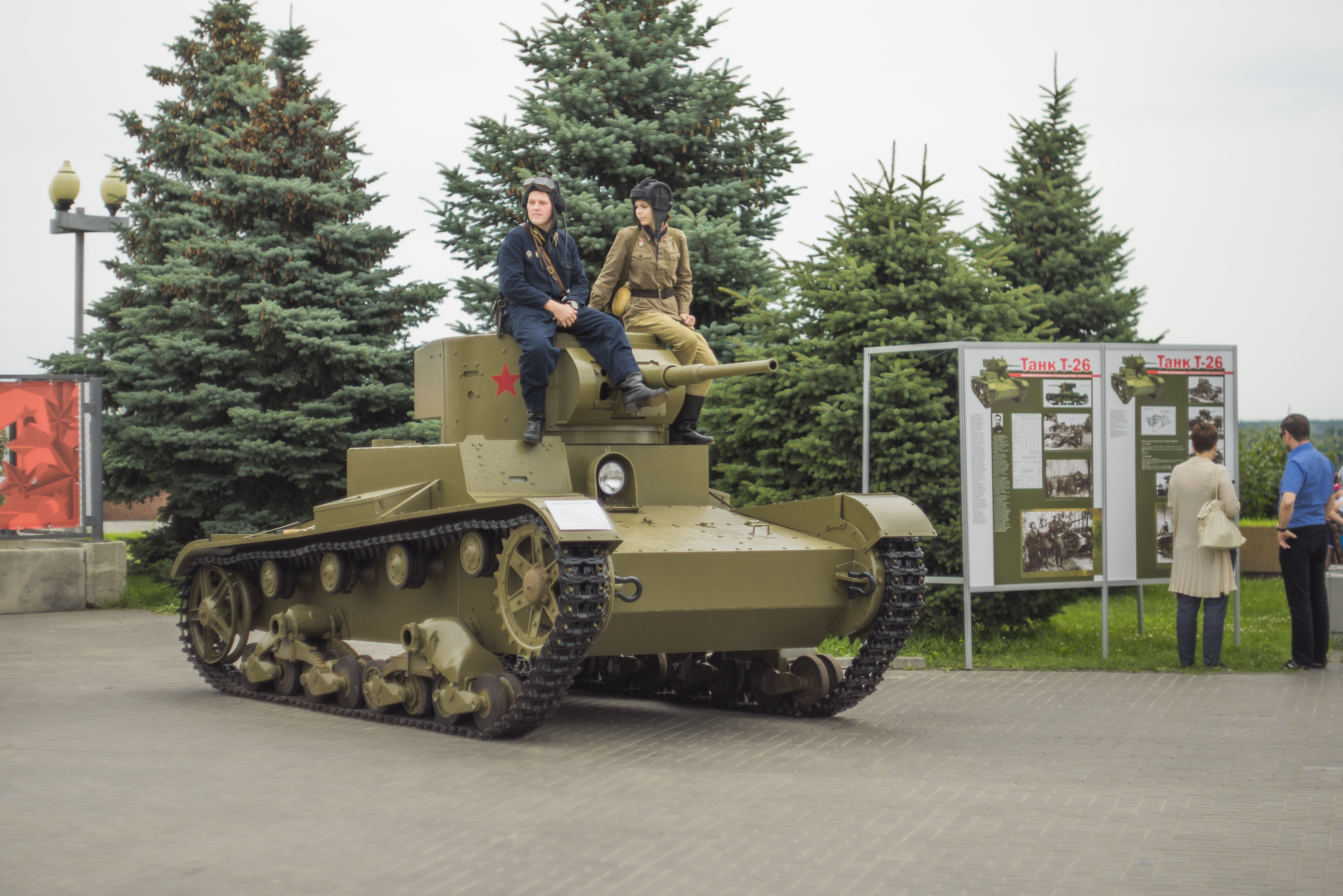
Một chiếc T-26

T-26 là một xe tăng bộ binh hạng nhẹ của Liên Xô, được sử dụng trong nhiều cuộc chiến hồi những năm 1930 cũng như trong Chiến tranh thế giới thứ hai. Nguyên mẫu của nó là xe tăng Vickers 6 tấn của Anh và được công nhận rộng rãi là một trong những mẫu thiết kế xe tăng thành công nhất của năm 1930.
T-26 được sản xuất với số lượng lớn hơn bất kỳ xe tăng nào khác của thời kỳ này, với hơn 11.000 chiếc. Trong những năm 1930, Liên Xô phát triển khoảng 53 biến thể của T-26, bao gồm cả xe chiến đấu khác dựa trên khung gầm của nó. Hai mươi ba trong số này đã được sản xuất hàng loạt.
T-26 đã được sử dụng rộng rãi trong quân đội của Tây Ban Nha, Trung Quốc và Thổ Nhĩ Kỳ. Các quân đội Đức, Phần Lan, Rumani và Hungary cũng sử dụng các xe tăng T-26 mà họ thu được từ các trận đánh.
T-26 là xe tăng quan trọng nhất của cuộc Nội chiến Tây Ban Nha và đóng một vai trò quan trọng trong Chiến dịch hồ Khasan vào năm 1938 cũng như trong Chiến tranh Mùa Đông. T-26 đáng tin cậy, bảo dưỡng rất đơn giản, và thiết kế của nó được liên tục hiện đại hóa trong thời kỳ 1931 đến 1940.
T-26 là xe tăng có số lượng nhiều nhất trong lực lượng thiết giáp của Hồng quân Liên Xô trong cuộc chiến tranh vệ quốc hồi tháng 6 năm 1941. Tuy nhiên, với mục đích thiết kế là xe tăng hạng nhẹ, hỏa lực và vỏ giáp của xe không thể đấu lại với những xe tăng hạng trung ra đời vào cuối thập niên 1930 như T-34, Panzer III. Trong các trận đấu tăng, T-26 có thể đọ lại các xe tăng hạng nhẹ của Đức như Panzer II, nhưng dễ dàng bị hạ bởi xe tăng hạng trung đối phương như Panzer III, Panzer IV. Do vậy, không có các phiên bản mới của T-26 đã được phát triển sau năm 1940.
Mặc dù gần như đã lỗi thời vào đầu Chiến tranh thế giới thứ hai, lần cuối người ta thấy Liên Xô sử dụng xe tăng T-26 là hồi tháng 8 năm 1945, tại Mãn Châu.

## Quá trình phát triển
Đến đầu những năm 1930, lực lượng xe tăng của Liên Xô chủ yếu bao gồm loại xe tăng hạng nhẹ hỗ trợ bộ binh T-18, cũng như các loại xe tăng khác do Anh phát triển trong Chiến tranh thế giới thứ nhất. Xe tăng T-18 tương đối hiện đại trong thời điểm đó, đáp ứng nhiệm vụ hỗ trợ bộ binh Hồng quân và phù hợp với trình độ phát triển của ngành công nghiệp Liên Xô. Tuy nhiên, T-18 chỉ là phiên bản hiện đại hóa sâu của FT-17 của Pháp, đến năm 1929 thì nó đã không còn đáp ứng được yêu cầu của Hồng quân.
Cuối năm 1929, tại một cuộc họp do hội đồng Công nghiệp quốc phòng Liên Xô tổ chức, họ đưa ra kết luận rằng do sự thiếu kinh nghiệm của các nhà thiết kế xe tăng cũng như ngành công nghiệp xe tăng Liên Xô khi đó đang kém phát triển, thời gian phát triển của xe tăng Liên Xô và các đặc tính cụ thể của chúng đã không được đáp ứng, và các dự án được tạo ra không phù hợp để sản xuất hàng loạt. Về vấn đề này, vào ngày 5 tháng 12 năm 1929, một đơn vị thuộc Ủy ban Phụ trách Công nghiệp nặng do Sergo Ordzhonikidze chủ trì đã quyết định chuyển sang học hỏi kinh nghiệm nước ngoài.

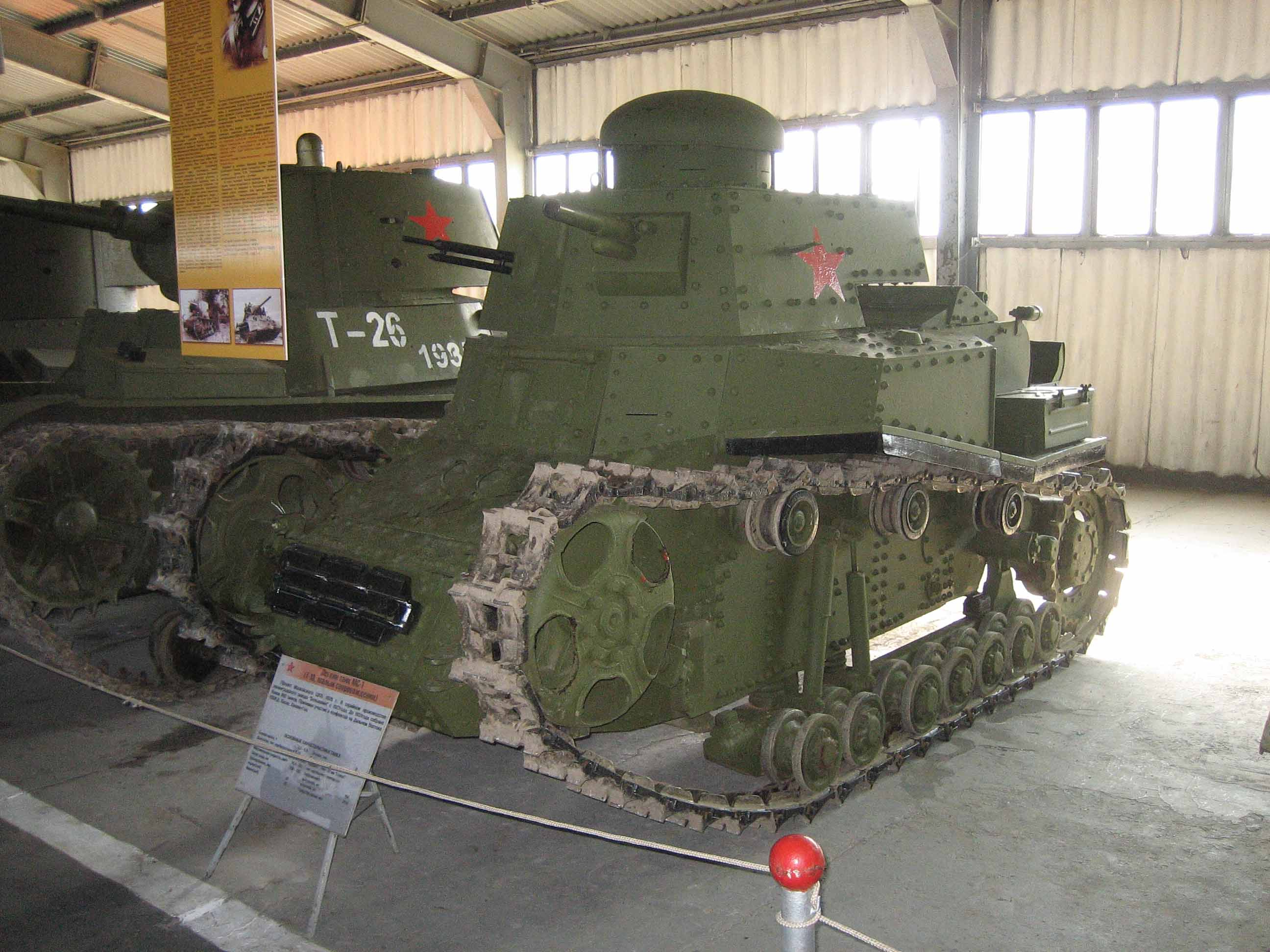
Xe tăng hỗ trợ bộ binh hạng nhẹ T-18

Sau quá trình nghiên cứu xe tăng do Đức phát triển trong giai đoạn hợp tác Xô-Đức, cũng như xe tăng của Mỹ và Châu Âu trong khuôn khổ chuyến thăm quan nghiên cứu của Chánh văn phòng thiết giáp và cơ giới hóa Hồng quân I.A Khalepsky, bắt đầu từ ngày 30 tháng 12 năm 1929, Liên Xô kết luận rằng họ đang bị tụt hậu về trình độ phát triển của xe tăng.
Năm 1930, một ủy ban được thành lập dưới sự lãnh đạo của Khalepsky và trưởng phòng thiết kế kỹ thuật xe tăng S.A. Ginzburg, với nhiệm vụ là chọn mua từ nước ngoài các mẫu xe tăng, máy kéo và phương tiện phù hợp để Hồng quân tiếp nhận. Vào mùa xuân năm 1930, ủy ban đã đến thăm Vương quốc Anh, quốc gia được coi là đứng đầu thế giới về sản xuất xe bọc thép vào thời điểm đó.
Ủy ban cảm thấy hứng thú với dòng xe tăng hạng nhẹ là Vickers Mk E hay "Vickers 6 tấn", được phát triển bởi hãng Vickers-Armstrong trong giai đoạn 1928-1929. Ủy ban dự định chỉ mua một bản mẫu của các thiết bị cần thiết nhưng công ty từ chối bán các mẫu đơn lẻ, và thậm chí từ chối chuyển giao tài liệu. Do đó một thỏa thuận đã đạt được về việc mua các lô xe tăng nhỏ, bao gồm cả 15 xe Mk. E với giá 42 nghìn rúp theo thời giá năm 1931, kèm theo đầy đủ tài liệu kỹ thuật và giấy phép sản xuất tại Liên Xô. Việc chuyển giao xe tăng được thực hiện từ tháng 9 năm 1930 đến tháng 1 năm 1931. Vickers-Armstrong cung cấp một số biến thể của xe tăng, đặc biệt là "Model A" với hai tháp pháo đơn trang bị súng máy Vickers 7,7 mm và Model B với một tháp pháo hai người trang bị một khẩu pháo nòng ngắn 47 mm và một súng máy 7,7 mm nhưng phía Liên Xô chỉ mua phiên bản xe hai tháp pháo. Tại Liên Xô, Mk.E nhận được định danh là V-26.
Quá trình lắp ráp xe tăng được thực hiện tại nhà máy Vickers-Armstrong và các chuyên gia Liên Xô đã cùng tham gia để học hỏi công nghệ. Chiếc V-26 đầu tiên được gửi cho Liên Xô vào ngày 22 tháng 10 năm 1930. Vào cuối năm đó, ba xe tăng nữa đã được chuyển giao cho Liên Xô.
Tại Liên Xô, chiếc đầu tiên trong số những chiếc xe tăng nhập khẩu được đặt dưới quyền quản lý của "Ủy ban đặc biệt về xe tăng mới của Hồng quân" (RKKA) đứng đầu là S. Ginzburg, người có nhiệm vụ chọn một chiếc xe tăng để quân đội tiếp nhận. Từ ngày 24 tháng 12 năm 1930 đến ngày 5 tháng 1 năm 1931, ba chiếc V-26 đã được thử nghiệm tại khu vực Đồi Poklonnaya, trên cơ sở đó ủy ban đã đưa ra các kết luận rằng chúng "khá hạn chế". Nhưng tại cuộc trình diễn hai xe tăng được tổ chức vào ngày 8 tháng 1 - ngày 11 tháng 1 trước sự giám sát của đại diện Bộ chỉ huy cấp cao của Hồng quân và Quân khu Matxcova, V-26 đã nhận được sự ủng hộ nhiệt tình. Ngày 9 tháng 1, nguyên soái K. Voroshilov ban hành chỉ thị: "...cuối cùng đã đến lúc giải quyết câu hỏi về tính khả thi của việc tổ chức sản xuất V-26 ở Liên Xô", và Ginzburg được lệnh trình lên Ban Quân ủy Nhân dân một danh sách những ưu điểm và nhược điểm của V-26 so với T-19 được ghi nhận trong các cuộc thử nghiệm.
Trong báo cáo được trình bày vào ngày 11 tháng 1 năm 1931, người ta kết luận rằng hệ thống truyền động và khung gầm của V-26 là đáng tin cậy và đơn giản, và các hệ thống này đáp ứng các yêu cầu của Hồng quân, nhưng cũng có ý kiến cho rằng động cơ không phù hợp để lắp đặt trên một chiếc xe tăng, và thiết kế của nó không cho phép tăng công suất bằng các phương pháp truyền thống. Trong số các ưu điểm của xe tăng, còn có súng máy với ống ngắm quang học và hình dáng thân xe dễ chế tạo. Còn các nhược điểm là khó tiếp cận động cơ và bộ truyền động, không thể tiến hành bảo dưỡng động cơ từ bên trong xe tăng trong quá trình chiến đấu. Nói chung, người ta ghi nhận rằng "... V-26, bất chấp những thiếu sót, được coi là có khả năng tăng tốc nhanh và khả năng cơ động cao, và chắc chắn là ví dụ điển hình nhất trong số các mẫu xe tăng nước ngoài được biết đến hiện nay." Trong phần kết luận của báo cáo, người ta nói về sự cần thiết phải bắt đầu thiết kế một chiếc xe tăng mới dựa trên thiết kế của T-19 và V-26.

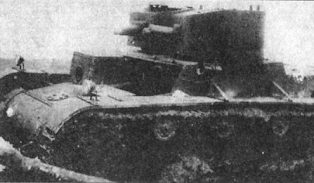
Nguyên mẫu của xe tăng bộ binh hạng nhẹ TMM-1 trong các cuộc thử nghiệm vào đầu năm 1932.

Học viện Thiết giáp Quân sự Malinovsky (WAMM) cũng đề xuất dự án của mình. Sau khi xem xét tài liệu về V-26, họ đã đề xuất bắt đầu thiết kế một chiếc xe tăng sử dụng cấu trúc thân xe của Anh, nhưng có vỏ giáp được tăng cường và dùng động cơ Hercules hoặc Franklin công suất 100 mã lực. Dựa trên kết quả các cuộc họp của ủy ban vào ngày 16-17 tháng 1 năm 1931, quyết định đưa hai nhiệm vụ: nhóm thiết kế S. Ginzburg sẽ tạo ra một chiếc xe tăng lai có tên "T-19 cải tiến" và VAMM sẽ tạo ra "Xe tăng công suất thấp" (TMM). Cả hai dự án đều có tiến triển, đặc biệt thiết kế sơ bộ của "T-19 cải tiến" đã được thông qua vào ngày 26 tháng 1 cùng năm, nhưng tình hình quốc tế đã khiến các kế hoạch phải điều chỉnh. Vào ngày 26 tháng 1, I. Khalepsky đã gửi một bức thư cho Ginzburg, trong đó nói rằng theo dữ liệu tình báo, Ba Lan cũng đang mua các mẫu xe Vickers Mk.E. Theo ước tính của ban lãnh đạo Hồng quân, cuối năm đó Anh-Pháp đã giúp Ba Lan sản xuất hơn 300 xe tăng loại này, điều này sẽ mang lại lợi thế cho lực lượng xe tăng Ba Lan. Về vấn đề này, Hội đồng quân nhân cách mạng (RVS) của Hồng quân cho rằng cần phải xem xét áp dụng ngay lập tức phiên bản V-26 hiện đại hơn. Kết quả là vào ngày 13 tháng 2 năm 1931, sau khi nghe Khalepsky báo cáo về tiến độ nghiên cứu các loại xe tăng mới, hội đồng quyết định đưa V-26 vào biên chế Hồng quân với vai trò là "xe tăng hộ trợ chủ lực cho các đơn vị hợp thành, cũng như các đơn vị xe tăng và cơ giới của Lực lượng dự bị của Bộ Tư lệnh Tối cao (RGK)" với định danh T-26.

## Sản xuất hàng loạt

### Giai đoạn đầu
Năm 1931, nhà máy duy nhất của Liên Xô thích hợp để sản xuất T-26 là Nhà máy Bolshevik ở Leningrad, nơi đã có kinh nghiệm sản xuất xe tăng hạng nhẹ MS-1 (T-18) từ năm 1927. Liên Xô cũng lên kế hoạch sử dụng Nhà máy Đầu kéo Stalingrad, đang được xây dựng vào thời điểm đó. Tuy nhiên, việc sản xuất T-26 phức tạp hơn nhiều so với việc lắp ráp bán thủ công của MS-1, do đó kế hoạch sản xuất 500 chiếc T-26 vào năm 1931 đã được chứng minh là bất khả thi. Các nhà máy Bolshevik cần chuyển đổi tất cả các bản vẽ xe tăng từ đơn vị đo lường Anh sang hệ mét, để phát triển công nghệ sản xuất, công cụ và thiết bị đặc biệt. 10 chiếc T-26 đầu tiên được lắp ráp vào tháng 7 năm 1931 - chúng giống hệt xe tăng 6 tấn Vickers của Anh ngoại trừ vũ khí trang bị. Xe tăng Liên Xô được trang bị pháo 37 mm Hotchkiss (PS-1) ở tháp pháo bên phải và súng máy DT 7,62 mm ở tháp pháo bên trái. Những chiếc T-26 này trong lô thử nghiệm có chất lượng thấp và được làm từ thép nhẹ, nhưng đây là một thử nghiệm quan trọng của công nghệ sản xuất xe tăng mới.
Việc sản xuất hàng loạt T-26 trang bị tháp pháo mới cao hơn với cửa sổ quan sát, bắt đầu vào tháng 8 năm 1931. Những tháp pháo như vậy được chứng minh là phù hợp hơn để sản xuất hàng loạt. Quá trình sản xuất T-26 gặp rất nhiều vấn đề: rất nhiều tấm vỏ thép và tháp pháo do Nhà máy Izhora cung cấp có chất lượng thấp (có vết nứt) và dày 10 mm thay vì 13 mm theo kế hoạch. Tiêu chuẩn sản xuất kém là nguyên nhân xảy ra những sự cố của động cơ xe tăng, hộp số, lò xo trong hệ thống treo, bánh xích và bánh xe bọc cao su của những chiếc T-26 đời đầu. 35 trong số 100 chiếc T-26 do Nhà máy Bolshevik sản xuất năm 1931 có thân xe và tháp pháo chỉ được làm từ thép nhẹ. Sau đó, người ta đã lên kế hoạch thay thế những thân xe này bằng những chiếc được chế tạo bằng tấm thép cứng cũng như lắp động cơ có chất lượng tốt hơn. Kế hoạch cho năm 1932 dự định sản xuất 3.000 chiếc T-26. Đối với điều này, xưởng xe tăng của Nhà máy Bolshevik được tổ chức lại thành Nhà máy số 174 mang tên KE Voroshilov vào tháng 2 năm 1932. K. Sirken được bổ nhiệm làm Giám đốc nhà máy và kỹ sư trưởng là S. Ginzburg. Các vấn đề về tổ chức các quy trình công nghệ mới phức tạp, quy trình sản xuất kém của các nhà cung cấp phụ tùng, sự thiếu hụt kỹ sư và kỹ thuật viên cũng như các thiết bị cần thiết vẫn khiến nhiều xe tăng bị trục trặc và chúng không được các đại diện Hồng quân chấp nhận. Vào ngày 26 tháng 10 năm 1932, Uỷ ban công nghiệp máy móc đặc biệt, bao gồm bốn nhà máy, được thành lập để giải quyết vấn đề sản xuất xe tăng ở Liên Xô. Kế hoạch sản xuất những chiếc T-26 cho năm 1932 đã giảm đáng kể và đặc biệt chú trọng đến việc nâng cao chất lượng của xe tăng.
Nhà máy số 174 cũng sản xuất một vài chiếc T-26 cho các cơ sở huấn luyện quân sự. Đây là những chiếc xe tăng đã được tháo vỏ để minh họa vị trí tương đối và chức năng của các bộ phận xe tăng trong quá trình huấn luyện kíp lái xe tăng.
|                                                  | 1931 | 1932  | Năm 1933 | 1934 | 1935  | 1936  | 1937 | 1938 | 1939  | 1940  | 1941 | Tổng cộng |
| ------------------------------------------------ | ---- | ----- | -------- | ---- | ----- | ----- | ---- | ---- | ----- | ----- | ---- | --------- |
| T-26 hai tháp pháo                               | 100  | 1361  | 576      | 1    | -     | -     | -    | -    | -     | -     | -    | 2.038     |
| T-26 một tháp pháo                               | -    | -     | 693      | 489  | 553   | 447   | -    | -    | 945   | 1,018 | 47   | 4.192     |
| T-26 một tháp pháo (trang bị một đài phát thanh) | -    | -     | 20       | 457  | 650   | 826   | 550  | 716  | 350   | 318   | -    | 3.887     |
| Tổng cộng                                        | 100  | 1.361 | 1.289    | 947  | 1.203 | 1.273 | 550  | 716  | 1.295 | 1.336 | 47   | 10.117    |

1. ↑  Nhà máy Voroshilov cũng sản xuất sáu lô xe tăng T-26 đã tháo dỡ, được gửi đến Nhà máy Đầu kéo Stalingrad.
2. ↑  Theo dữ liệu của RKKA, 116 xe tăng T-26 đã được chấp nhận từ nhà máy vào giữa năm 1941, nhưng số liệu này bao gồm cả các xe tăng sau khi đại tu với khả năng lắp tháp pháo từ xe tăng phun lửa KhT-133 với pháo 45 mm.
3. ↑  Bao gồm 267 xe tăng với súng máy phòng không.
4. ↑  Bao gồm 204 xe tăng với súng máy phòng không.

### Sản xuất tại Stalingrad
Nhà máy đầu kéo Stalingrad (STZ) là một trong những nhà máy sản xuất T-26 từ năm 1932, nhưng việc sản xuất ở Stalingrad đã không bắt đầu cho đến tháng 8 năm 1933. Quá trình tiến triển rất chậm, đặc biệt khó khăn vì sự chậm trễ giao hàng của các thiết bị gia công và dụng cụ ép cho nhà máy mới xây dựng. Trong năm 1936–1939, Văn phòng thiết kế của STZ đã phát triển một số xe tăng thử nghiệm (6 TK, 4 TG, STZ-25, STZ-35) dựa trên xe tăng T-26 và máy kéo vận tải STZ-5. Ví dụ, STZ-25 (T-25) có tháp pháo, phần sau của thân xe, động cơ và một số chi tiết truyền động từ bản T-26 thử nghiệm. Năm 1938, STZ-25 nặng 11,7 tấn (12,9 tấn ngắn) và có giáp nghiêng dày 16–24 mm. Các nhà quản lý nhà máy đã cố gắng quảng bá xe tăng do họ thiết kế hơn là sản xuất xe tăng T-26. Kết quả là STZ đã thất bại trong việc tổ chức sản xuất hàng loạt T-26, nhưng kinh nghiệm này đã giúp đưa T-34 vào sản xuất ở Stalingrad vào năm 1941. Những chiếc T-26 do STZ sản xuất không có sự khác biệt về hình dáng so với những chiếc T- khác trong những năm 1926, nhưng xe tăng sản xuất ở Stalingrad kém tin cậy hơn và đắt hơn.
|      | 1933 | 1934 | 1935 | 1936 | 1937 | 1938 | 1939 | 1940 |
| ---- | ---- | ---- | ---- | ---- | ---- | ---- | ---- | ---- |
| T-26 | 5    | 23   | 115  | ?    | —    | 301  | ?    | 10   |

- 1 15 chiếc có tháp pháo hình trụ và điện đài, 5 chiếc có tháp pháo hình nón và điện đài, và 10 chiếc có tháp pháo hình nón.

### Hiện đại hóa và sửa chữa
Một số xe tăng T-26 đời đầu đã được sửa chữa trong các đơn vị hoặc nhà máy xe tăng với việc sử dụng các bộ phận sản xuất sau này. Điều này có nghĩa là phải thay thế các bánh xích bọc hoàn toàn bằng cao su (ngoại trừ bánh trước) và bánh xe chịu tải bằng những bánh xe mới được tăng cường. Giáp đã được bổ sung cho đèn pha, độ dày giáp của cửa dưới cửa lái của tháp pháo đôi được tăng từ 6 lên 10 mm, và các thiết bị quan sát PT-1 hoặc PTK được bọc thép đã được lắp đặt. Một cửa sập chung phía trên động cơ, thùng dầu và thùng nhiên liệu được lắp thêm bắt đầu từ tháng 5 năm 1940. Năm 1940, 255 chiếc T-26 được hiện đại hóa theo cách này và trong nửa đầu năm 1941, 85 chiếc xe tăng khác đã được cải tiến. Một nhà máy trung tâm chịu trách nhiệm sửa chữa và hiện đại hóa T-26 là Nhà máy Máy vận chuyển S. Kirov ở Leningrad và Nhà máy số 105 được đặt theo tên của L. Kaganovich ở Khabarovsk từ đầu Chiến tranh Vệ quốc Vĩ đại cho đến năm 1945.

### Sản xuất năm 1941
Nhà máy số 174 đã sản xuất chiếc xe tăng T-26 cuối cùng của mình vào tháng 2 năm 1941. Sau đó, nhà máy bắt đầu trang bị lại để sản xuất loại xe tăng hạng nhẹ T-50 mới và phức tạp hơn nhiều. Công việc này bị chậm lại do sự chậm trễ trong việc giao thiết bị mới và việc sản xuất hàng loạt T-50 không bắt đầu đúng kế hoạch (dự kiến vào ngày 1 tháng 6 năm 1941). Do đó, ban lãnh đạo nhà máy đã quyết định tiếp tục sản xuất T-26, sử dụng thân xe T-26, tháp pháo và các bộ phận khác đã có trong kho. Khoảng 47 xe tăng T-26 đã được lắp ráp và 77 chiếc được sửa chữa vào tháng 7 đến tháng 8 năm 1941 trước khi nhà máy được di tản từ Leningrad đến Chelyabinsk vào cuối tháng 8 năm 1941, sau đó đến Chkalov vào tháng 9 năm 1941. Nhà máy số 174 sản xuất động cơ và phụ tùng cho T-26, lắp thêm các tấm giáp trên một số chiếc T-26, thay thế súng phun lửa bằng pháo 45 mm trong tháp pháo của 130 xe tăng phun lửa KhT-133, sửa chữa xe tăng bị hư hại trong các đơn vị Hồng quân (846 chiếc T-26 kể từ đầu năm 1941), và lắp khoảng 75 tháp pháo từ T-26 và T-50 làm boongke để phòng thủ Leningrad.

### Chi phí
Vào ngày 8 tháng 7 năm 1937, người đứng đầu ABTU của Hồng quân, Tư lệnh sư đoàn Bokis, đã ký một giấy chứng nhận cho tài sản được gửi vào ngày 17 tháng 7 năm 1937, trong đó ghi nhận chi phí của T-26:
- Xe tăng T-26 cơ bản (không có radio) với vũ khí và phụ tùng (phụ tùng, dụng cụ và phụ kiện) - 71.710 rúp (20.150 đô la Mỹ);
- Xe tăng T-26 có radio - 75.810 rúp. (21.302 đô la Mỹ);
- Động cơ T-26 với cụm ly hợp chính - 11.380 rúp (3198 đô la Mỹ);
- Hộp số để lắp ráp T-26 - 4700 rúp. (1320 đô la Mỹ);
- Pháo xe tăng 45 mm - 7000 rúp (2100 đô la Mỹ);
- Kính tiềm vọng cho T-26 - 6100 rúp (2000 đô la Mỹ);
- Đài phát thanh 71-TK - 10 với giá 1850 rúp (555 đô la Mỹ).

## Các biến thể
|                                                                                            | Trọng lượng, t | Giáp trước, mm | Giáp bên và giáp tháp pháo, mm | Giáp nóc, mm | Giáp tháp pháo, mm | Vũ khí                   | Số lượng đạn (pháo/súng máy) | Công suất động cơ, mã lực | Phạm vi hoạt động (đường cao tốc / địa hình), km |
| ------------------------------------------------------------------------------------------ | -------------- | -------------- | ------------------------------ | ------------ | ------------------ | ------------------------ | ---------------------------- | ------------------------- | ------------------------------------------------ |
| T-26 hai tháp pháo năm 1932                                                                | 8.2            | 13–15          | 13–15                          | 6            | 13–15              | 2 × 7.62mm DT            | —/ 6615                      | 90                        | 130–140 /70–80                                   |
| T-26 hai tháp pháo với súng máy năm 1932                                                   | 8.7            | 13–15          | 13–15                          | 6            | 13–15              | 1 × 37mm + 1 × 7.62mm DT | 222/3528                     | 90                        | 130–140 /70–80                                   |
| T-26 một tháp pháo trang bị radio, 1933–1934                                               | 9.4            | 15             | 15                             | 6–10         | 15                 | 1 × 45mm + 1 × 7.62mm DT | 124 (84) /2961               | 90                        | 130–140 /70–80                                   |
| T-26 một tháp pháo trang bị radio và thùng nhiên liệu, 1935–1936                           | 9.6            | 15             | 15                             | 6–10         | 15                 | 1 × 45mm + 1 × 7.62mm DT | 122 (82) /2961               | 90                        | 220–240 /130–140                                 |
| T-26 một tháp pháo trang bị súng máy, 1935–1936                                            | 9.65           | 15             | 15                             | 6–10         | 15                 | 1 × 45mm + 2 × 7.62mm DT | 102/2961                     | 90                        | 220–240 /130–140                                 |
| T-26 một tháp pháo trang bị radio, súng máy P-40 phòng không, 1937                         | 9.75           | 15             | 15                             | 6–10         | 15                 | 1 × 45mm + 2 × 7.62mm DT | 111 (107) /2772 (3024)       | 93                        | 220–240 /130–140                                 |
| T-26 một tháp pháo trang bị radio, súng máy phía sau, mặt giáp phẳng dưới tháp pháo, 1938  | 9.8            | 15             | 15                             | 6–10         | 15                 | 1 × 45mm + 2 × 7.62mm DT | 107/2772                     | 95                        | 220–240 /130–140                                 |
| T-26 một tháp pháo trang bị radio, súng máy phía sau, mặt giáp nghiêng của tháp pháo, 1939 | 10.25          | 15–20          | 15                             | 6–10         | 15–20              | 1 × 45mm + 2 × 7.62mm DT | 185/3528                     | 95                        | 220–240 /130–140                                 |

### Phiên bản hai tháp pháo
- T-26 model 1931:[26]Phiên bản xe tăng 2 tháp pháo trang bị hai súng máy DT. Biến thể sản xuất hàng loạt đầu tiên của T-26 được trang bị tháp pháo khác với thiết kế ban đầu của Vickers (tháp pháo của Liên Xô cao hơn và có cửa sổ quan sát). Các xe tăng được sản xuất từ năm 1931 đến tháng 3 năm 1932 có thân xe và tháp pháo dùng đinh tán, một bộ giảm thanh được gắn với hai kẹp và không có bất kỳ tấm che nào trên cửa sổ thoát khí. Khoảng 1.177 xe tăng T-26 mod 1931 trang bị súng máy được Hồng quân chế tạo, trong đó có 1.015 xe tăng hai tháp pháo như vậy vào ngày 1 tháng 4 năm 1933.
- T-26 model 1931 trang bị súng máy:[27][28]Phiên bản hai tháp pháo với pháo 37 mm ở tháp pháo bên phải (một số nguồn hiện đại gọi kiểu xe tăng này là T-26 model 1932). Có hai mẫu pháo 37 mm ở Liên Xô phù hợp để lắp vào xe tăng hạng nhẹ vào thời điểm đó — pháo Hotchkiss (hoặc biến thể cải tiến của Liên Xô PS-1) và pháo PS-2 mạnh hơn do P. Syachentov phát triển. Khẩu pháo sau ưu việt hơn, nhưng khi đó chỉ có những mô hình thử nghiệm. Do đó, 10 chiếc T-26 tiền sản xuất đầu tiên, có thiết kế giống với Vickers 6-Ton, đã được trang bị pháo Hotchkiss ở tháp pháo bên phải để tăng hỏa lực so với súng máy trang bị cho xe tăng Vickers. Pháo PS-2 thử nghiệm chỉ được lắp trên ba chiếc T-26, tháp pháo bên phải được thay thế bằng tháp pháo nhỏ từ T-35-1 (nguyên mẫu của xe tăng hạng nặng T-35).

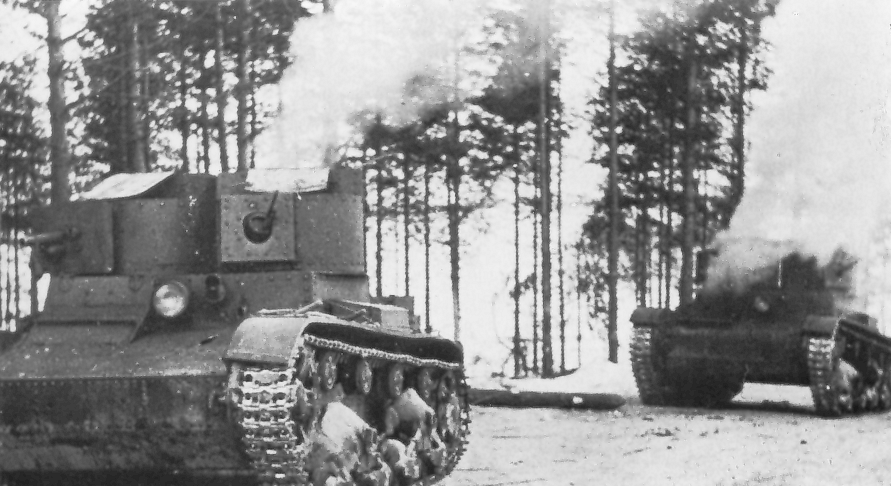
T-26 hai tháp pháo mod 1931 với thân xe và tháp pháo dùng đinh tán, được trang bị pháo 37 mm Hotchkiss (PS-1) ở tháp pháo bên phải. Trận Tolvajärvi. Tháng 12 năm 1939.

Do việc sản xuất hàng loạt pháo PS-2 bị trì hoãn, Tổng cục Pháo binh của Hồng quân đã ưu tiên cho một khẩu pháo mới. Nó được phát triển bởi Văn phòng Thiết kế Pháo binh của Nhà máy Bolshevik, được chế tạo từ các bộ phận lấy từ khẩu pháo chống tăng 37 mm của Đức đã mua trước đó do Rheinmetall phát triển và pháo PS-2. Hệ thống này đã được thử nghiệm thành công và Nhà máy Pháo binh số 8 được đặt theo tên M. Kalinin bắt đầu sản xuất hàng loạt với tên gọi B-3 (5K). Pháo B-3 có độ giật ít hơn và nòng nhỏ hơn so với PS-2, vì vậy nó có thể dễ dàng lắp vào tháp súng máy thông thường của T-26. Chiếc T-26 hai tháp pháo đầu tiên được trang bị pháo B-3 ở tháp pháo bên phải vào cuối năm 1931. Không may, việc sản xuất hàng loạt pháo B-3 diễn ra chậm chạp do tiêu chuẩn sản xuất kém (không có khẩu nào trong số 225 khẩu được sản xuất vào năm 1931 được đại diện Hồng quân chấp nhận; phải mất đến năm 1933 để hoàn thành đơn đặt hàng ban đầu cho 300 khẩu vào tháng 8 năm 1931). Pháo B-3 đã hoàn thiện được lắp trên xe tăng hạng nhẹ BT-2 sau giữa năm 1932. Điều này có nghĩa là xe tăng T-26 hai tháp pháo tiếp tục được trang bị pháo Hotchkiss (PS-1) 37 mm cũ. Khi quá trình sản xuất pháo PS-1 kết thúc, một số khẩu pháo được lấy từ các kho quân dụng và xe tăng MS-1 (T-18) bị loại bỏ .

Kế hoạch ban đầu là trang bị cho 1/5 số T-26 với khẩu 37 mm ở tháp pháo bên phải, nhưng tỷ lệ cuối cùng có phần cao hơn. Khoảng 450 chiếc T-26 hai tháp pháo mod 1931 gắn pháo 37 mm ở tháp pháo bên phải được sản xuất trong các năm 1931–1933 (chỉ bao gồm 20–30 xe tăng có pháo B-3). Có 392 xe tăng T-26 mod 1931 trang bị súng máy trong Hồng quân vào ngày 1 tháng 4 năm 1933.

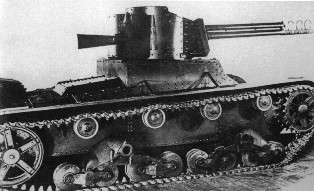
T-26 hai tháp pháo được trang bị pháo không giật 76,2 mm do LV Kurchevsky thiết kế ở tháp pháo bên phải. Năm 1934.

- T-26 (BPK)[29][30] (BPK là viết tắt của batal'onnaya pushka Kurchevskogo hay "pháo cấp tiểu đoàn của Kurchevsky"): Phiên bản hai tháp pháo mang pháo không giật 76,2 mm (hay gọi là "súng phản ứng động" vào thời điểm đó) ở tháp pháo bên phải. Vào cuối năm 1933, M. Tukhachevsky đề nghị trang bị cho một số xe tăng T-26 mod 1931 pháo không giật BPK 76,2 mm (do LV Kurchevsky thiết kế) trong tháp pháo bên phải để tăng hỏa lực. Một xe tăng nguyên mẫu được chế tạo vào năm 1934. BPK có sơ tốc đầu nòng 500 m/s (1.640 ft/s) và tầm bắn 4 km (2,5 mi). Xe tăng có thể mang 62 viên đạn, mỗi viên nặng 4 kg. Cuộc thử nghiệm được thực hiện vào ngày 9 tháng 3 năm 1934 cho thấy sự gia tăng đáng kể về hỏa lực, nhưng khẩu pháo không giật tỏ ra khó nạp đạn khi đang di chuyển và luồng lửa mạnh phụt ra phía sau vũ khí khi bắn ra sẽ gây nguy hiểm cho lính bộ binh phía sau xe tăng. Những thiếu sót cũng được quan sát thấy trong thiết kế của khẩu pháo, và do đó, kế hoạch tái trang bị xe tăng T-26 hai tháp pháo với pháo không giật đã không diễn ra.

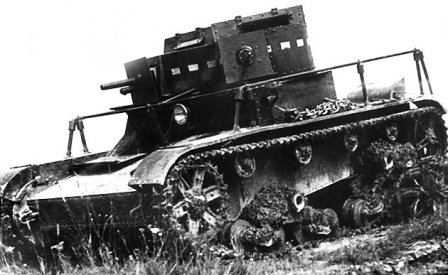
T-26 hai tháp pháo với pháo 37 mm Hotchkiss (PS-1) ở tháp pháo bên phải, được trang bị đài số 7N và ăng ten khung tay vịn trên thân xe. Năm 1934.

- T-26TU[31] (TU là viết tắt của tank upravleniya hay "xe tăng chỉ huy"): Phiên bản hai tháp pháo với đài radio simplex số 7N (phạm vi liên lạc: 10 km) và ăng ten khung tay vịn trên thân xe. Dây dẫn ăng ten được đặt ở phần trước của nóc tháp pháo. Chiếc xe này dành cho các chỉ huy cấp trung đội (và cao hơn). Ba xe tăng như vậy đã được thử nghiệm thành công vào tháng 9 năm 1932 và bảy đài radio khác đã được chuyển giao cho Nhà máy số 174, nhưng không rõ liệu chúng có bao giờ được lắp trên xe tăng T-26 hai tháp pháo hay không. Việc sản xuất hàng loạt xe tăng hai tháp pháo chỉ huy vô tuyến dự kiến bắt đầu vào ngày 1 tháng 1 năm 1933, nhưng điều này đã không xảy ra do các đài phát thanh số 7N đang thiếu hụt và sự ra đời của các xe tăng T-26 một tháp pháo với đài radio TK-1 số 71 được sản xuất hàng loạt.

Một chiếc T-26 hai tháp pháo đã được trao cho Viện Nghiên cứu Thông tin liên lạc vào tháng 3 năm 1932 để phát triển các thiết bị liên lạc trên xe tăng đặc biệt. Kế hoạch là trang bị cho mỗi xe tăng một chiếc điện thoại bàn phím, trong khi xe tăng của chỉ huy trung đội sẽ được trang bị một bộ chuyển mạch điện thoại cho 6 chiếc điện đàm (4 cho xe tăng trong trung đội, một để liên lạc với bộ binh và một để liên lạc với sở chỉ huy). Một thiết bị đầu cuối đặc biệt được gắn ở phía sau xe tăng để có thể kết nối các dây thông tin liên lạc. Kế hoạch chỉ dừng lại ở công tác thử nghiệm. 

### Phiên bản một tháp pháo

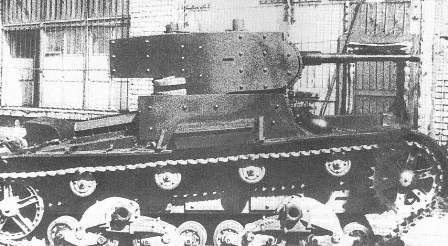
T-26 mod 1933 với vỏ giáp gắn kết bằng đinh tán sau khi chạy thử nghiệm vào đầu năm 1940

- T-26 model 1933: Phiên bản một tháp pháo trang bị pháo 45mm 20K và súng máy DT. Phiên bản này có một tháp pháo hình trụ mới với một hốc lớn phía sau. Một số xe tăng được trang bị đài phát thanh 71-TK-1 với ăng-ten tay vịn xung quanh tháp pháo (được gọi là xe tăng vô tuyến). Chúng được nâng cấp vào năm 1935 với thân xe và tháp pháo hàn, và một lần nữa vào năm 1936 với súng máy DT phía sau trong tháp pháo. Năm 1937, một số xe tăng được trang bị súng máy phòng không và đèn soi. Mẫu năm 1933 là phiên bản có nhiều biến thể nhất.
- T-26 model 1938: Tháp pháo hình nón mới, thay đổi nhỏ ở các bộ phận thân xe, tăng dung tích thùng nhiên liệu. Pháo của mod 1937 và mod 1938 được trang bị khóa nòng điện và kính ngắm TOP-1 ổn định theo chiều dọc (hoặc kính ngắm TOS trên mẫu 1938)

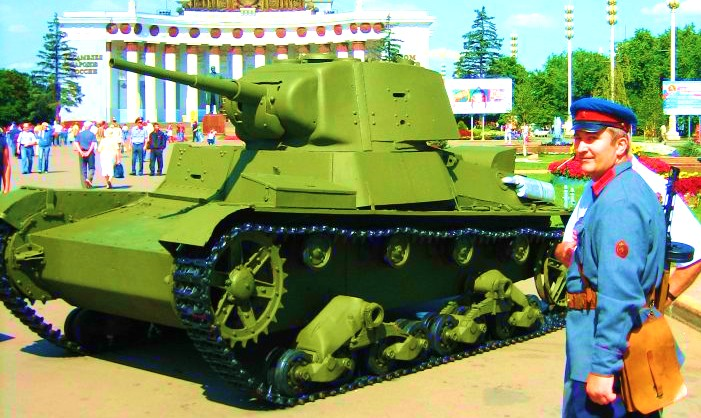
T-26 mod 1939 với tháp pháo hình nón và thân xe bằng thép hàn

- T-26 model 1939 (T-26-1): Tháp pháo với các tấm giáp nghiêng, súng máy phía sau được tháo ra trên một số xe tăng, động cơ 97 mã lực. Xe tăng được chế tạo sau năm 1940 có tháp pháo bọc bởi lớp giáp thép đồng nhất dày 20 mm, thiết bị quan sát thống nhất và vòng tháp pháo mới. Một số xe tăng được trang bị màn bọc thép. Khoảng 1.975 xe tăng T-26 với tháp pháo hình nón (T-26 mod 1938, T-26 mod 1939) đã được sản xuất.[32]
- T-26 sàng lọc:[33] Xe tăng có thêm lớp giáp gắn ngoài (giáp đính). Một số nguồn tin sau này đề cập đến chiếc xe tăng này với tên gọiT-26E (E là viết tắt của ekranirovanny hay "bị che"). Nhà máy số 174 đã phát triển thiết kế giáp 30–40 mm cho tất cả các loại T-26 một tháp pháo trong Chiến tranh Mùa đông. Vào ngày 30 tháng 12 năm 1939, các cuộc thử nghiệm tại nhà máy đã chứng minh rằng T-26 với lớp giáp gắn thêm đã chống lại thành công hỏa lực từ pháo chống tăng 45 mm ở cự ly từ 400 đến 500 m. Các tấm bọc thép bên và phía trước được gắn vào xe bằng bu lông và hàn điện. Vào giữa tháng 2 năm 1940, Hồng quân đã nhận được 27 xe T-26 loại này đã qua thử nghiệm. 1939 xe tăng và 27 xe tăng phun lửa KhT-133; thêm 15 T-xe tăng 26 mod  1939 được bọc thép bởi các xưởng của Tập đoàn quân 8 ở Suoyarvi vào đầu tháng 3 năm 1940. Tổng cộng, 69 chiếc T-26 với giáp loại này được sử dụng trong Chiến tranh Mùa đông và 20 chiếc nữa được chuyển giao cho các đơn vị xe tăng sau khi chiến tranh kết thúc. Việc sử dụng trong chiến đấu đã chứng minh rằng pháo chống tăng hạng nhẹ của Phần Lan không thể xuyên thủng lớp giáp của những chiếc xe tăng này. Bản T-26 mod 1939 với lớp giáp đính đã nặng tới 12 tấn (13 tấn ngắn), khiến khung gầm, hộp số và động cơ của xe tăng hạng nhẹ bị quá tải. Người lái xe được khuyên chỉ nên sử dụng bánh răng thấp. Trong Chiến tranh Vệ quốc Vĩ đại, việc lắp thêm giáp thép dày 15–40 mm trên khoảng 100 chiếc T-26 khác nhau đã được thực hiện bởi các nhà máy địa phương ở Leningrad vào năm 1941–1942, trong Trận phòng thủ Odessa (1941), Trận Moscow và Chiến dịch Krym–Sevastopol (1941–1942). Việc cắt các tấm thép thô sơ hơn được phát triển trong Chiến tranh Mùa đông; phần lớn các xe tăng sửa đổi này không có giáp thép ốp cho pháo như trong thiết kế ban đầu của Nhà máy số 174, và một số xe tăng chỉ có giáp gắn phía trước.[33]

#### Xe tăng pháo binh

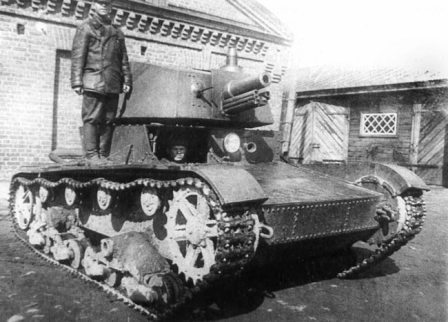
T-26 mod 1931 với tháp pháo hàn A-43 do N. Dyrenkov phát triển. Có thể nhìn thấy giá đỡ cho súng máy DT. Leningrad năm 1933.

- T-26 với tháp pháo A-43:[34][35][36]Xe tăng pháo binh T-26 hay "xe tăng hỗ trợ hỏa lực" với tháp pháo được phát triển bởi N. Dyrenkov tại Văn phòng Thiết kế Thử nghiệm của Bộ Thiết giáp và Cơ giới hóa Hồng quân (UMM RKKA). Hai loại tháp pháo, được trang bị pháo cấp trung đoàn 76mm Mẫu 1927 và súng máy DT lắp trên tháp hình cầu, được lắp ráp bởi Nhà máy Izhora. Chúng đã được ép và hàn một phần. Loại đầu tiên được cài đặt trên T-26 mod 1931 vào tháng 2 năm 1932 và kiểu thứ hai được sử dụng vào tháng 11 năm 1932 (trong lần sản xuất cuối cùng, tấm bọc thép phía sau của tháp pháo được làm dốc). Người ta thấy rằng tháp pháo A-43 rất chật đối với hai thành viên kíp lái; nó không có đủ trường quan sát; không có hệ thống thông gió tháp pháo, khiến việc bắn liên tục trở nên khó khăn; và cũng khó để xoay tháp pháo bằng tay. Vào đầu năm 1933, một phiên bản pháo tăng KT 76mm Model 1927/32 mới với chiều dài giật lùi giảm (từ 900 mm xuống 500 mm) được lắp vào tháp pháo A-43. Tháp pháo vẫn là một nơi rất chật hẹp đối với các kíp lái. Việc dự trữ đạn cho 54 viên đạn không thành công, và Hồng quân đã từ chối tháp pháo A-43.[34][35][36]

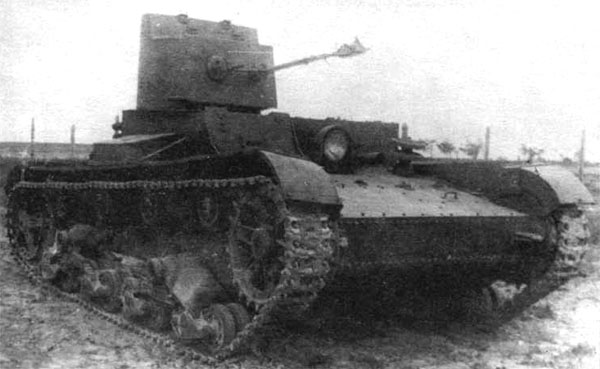
Xe tăng phun hóa chất HT-26

- T-26-4:[37] Xe tăng pháo binh có tháp pháo mở rộng được trang bị pháo KT 76,2mm 1927-1932 (một số nguồn sau này đề cập đến xe tăng này là T-26A, A là viết tắt của artilleriysky hoặc "pháo binh"). Tháp pháo được phát triển bởi Nhà máy Bolshevik (từ tháng 2 năm 1932 - bởi Văn phòng thiết kế của Nhà máy số 174 được thành lập) vào năm 1931–1932; nó đã được lắp trên T-26 mod 1931 vào tháng 11 năm 1932. Không giống như tháp pháo A-43, tháp pháo của Nhà máy số 174 thuận tiện hơn nhiều cho kíp lái. Tháp pháo của T-26-4 khá giống với tháp pháo chính của xe tăng hạng trung T-28. T-26-4 với pháo KT đã hoàn thành thử nghiệm và 5 chiếc được chế tạo vào năm 1933–1934 theo lô thử nghiệm. Ban đầu, nó được lên kế hoạch trang bị 3 chiếc T-26-4 này với pháo tăng KT 76,2 mm mod 1927/32 và hai xe tăng khác với pháo tăng 76,2 mm PS-3. Pháo xe tăng PS-3 được phát triển tại Phòng Cơ khí-Thí nghiệm (OKMO) của Nhà máy số 174 bởi kỹ sư P. Syachentov. PS-3 có thông số kỹ thuật tốt hơn so với pháo tăng KT sản xuất hàng loạt và cũng có một số cải tiến kỹ thuật (công tắc bắn bằng chân, thiết bị huấn luyện ban đầu, cố định vị trí di chuyển, ống ngắm quang học hai mắt). T-26-4 trang bị pháo tăng PS-3 đã được thử nghiệm vào tháng 10 năm 1933 nhưng người ta thấy rằng PS-3 quá mạnh so với xe tăng hạng nhẹ T-26 — vòng xoay tháp pháo và nóc xe bị biến dạng khi bắn pháo, và các lò xo treo bị hư hỏng. Nó đã được quyết định chỉ trang bị cho T-26-4 pháo tăng 76,2 mm KT. Tất cả 5 xe tăng pháo T-26-4 thử nghiệm đã được thử nghiệm trong các cuộc tập trận quân sự gần Leningrad vào tháng 9 năm 1934 trước khi dự kiến sản xuất hàng loạt 50 chiếc như vậy vào năm 1935. Nhưng vào ngày 19 tháng 9 năm 1934, một sự cố với T-26-4 đã xảy ra: một vụ nổ phá hủy 1 chiếc xe vì vỏ đạn bị nổ trong quá trình bắn pháo. Mặc dù thực tế rằng khiếm khuyết này không liên quan đến thiết kế tháp pháo, đại diện Hồng quân đã hủy đơn đặt hàng sản xuất T-26-4. Ngoài ra công việc thiết kế cho Xe tăng pháo AT-1 trang bị pháo tăng 76,2mm PS-3 mạnh mẽ hơn bắt đầu vào thời điểm đó. Cấu trúc tháp pháo của T-26-4 là thiết kế được sử dụng trong xe tăng pháo BT-7A sản xuất hàng loạt.[37]

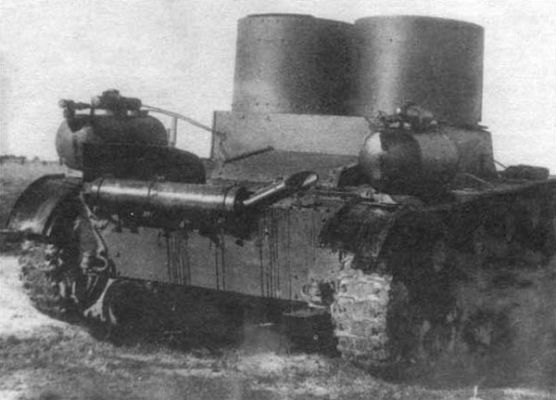
Xe tăng hóa chất hai tháp pháo HT-26.

Năm 1939, Tổng cục Thiết giáp của Hồng quân (ABTU RKKA) đã ra lệnh phát triển một tháp pháo hình nón mới cho T-26 tương tự như tháp pháo của BT-7 để trang bị pháo tăng L-10 76,2mm. Các kỹ sư của Nhà máy số 174 cảm thấy không thể thực hiện dự án này vì nó sẽ dẫn đến tình trạng quá tải đáng kể khung gầm của T-26.

### Phương tiện chiến đấu bọc thép
Nhiều loại phương tiện chiến đấu bọc thép khác nhau đã được phát triển trên khung gầm T-26 trong những năm 1930. Trong số đó có các xe tăng phun lửa KhT-26, KhT-130 và KhT-133 (lần lượt sản xuất 552 xe, 401 và 269 xe); Xe kéo pháo T-26T (197 chiếc được sản xuất); Xe tăng điều khiển từ xa TT-26 và TU-26 (162 chiếc thuộc tất cả các mẫu đã được sản xuất); Xe tăng công binh bắc cầu ST-26 (71 chiếc được sản xuất); Pháo tự hành SU-5 (33 chiếc đã được sản xuất); thử nghiệm chở hàng hóa/xe bọc thép chở quân, phương tiện trinh sát, và nhiều loại khác.
Phần lớn những chiếc xe này được phát triển tại Nhà máy Cơ khí Thử nghiệm Leningrad (từ năm 1935 được gọi là Nhà máy số 185 được đặt theo tên SM Kirov) bởi các kỹ sư tài năng của Liên Xô PN Syachentov, SA Ginzburg, LS Troyanov, NV Tseits, BA Andryhevich, MP. Zigel và những người khác. Nhiều thiết bị gắn trên xe đã được phát triển cho T-26, bao gồm các phụ kiện rà phá bom mìn, phao bơm hơi và hệ thống ống thở để vượt chướng ngại vật dưới nước, thiết bị vượt chướng ngại vật và nhiều thiết bị khác. Xe tăng hạng nhẹ T-26 cũng được cải tiến thành các loại xe bọc thép chiến đấu trên thực địa trong thời chiến.

#### Pháo Tự hành

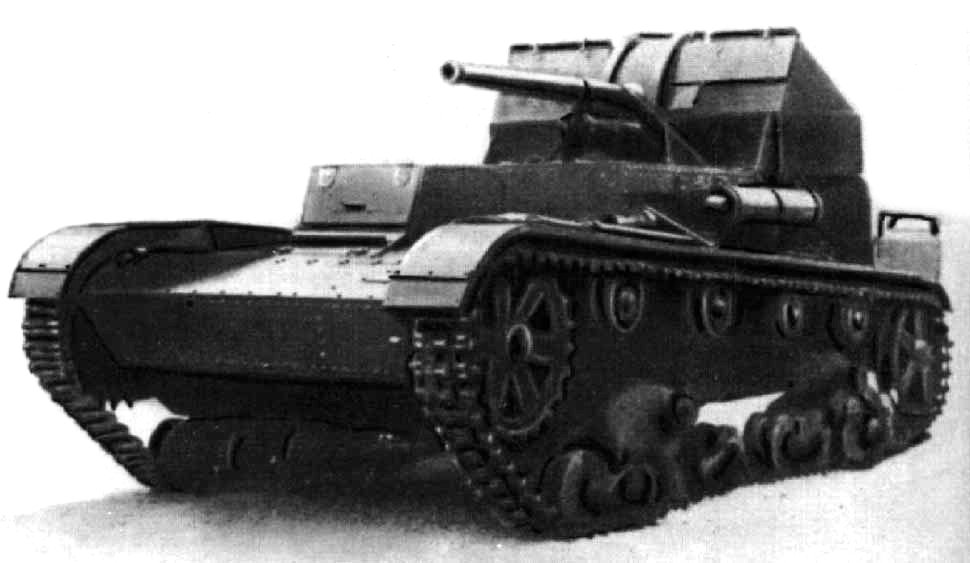
SU-5-1

- SU-1 - Pháo tự hành trang bị một khẩu pháo cấp trung đoàn 76,2mm kiểu 1927.
- SU-5 - Dòng pháo tự hành được phát triển vào năm 1934 bởi phòng thiết kế của Nhà máy thử nghiệm Spetsmashtrest.
  - SU-5-1 - Trang bị một pháo 76,2mm Model 1902/30
  - SU-5-2 - Trang bị một khẩu lựu pháo 122mm 1910/30
  - SU-5-3 - Trang bị một khẩu súng cối 152mm Model 1931 (NM).
- SU-6 - Pháo phòng không tự hành dựa trên T-26, cũng được phát triển bởi Cục Thiết kế Nhà máy Hoa tiêu vào năm 1934. Trang bị là một khẩu pháo phòng không bán tự động 76mm model 1931 (3-K).

#### Xe bọc thép chở quân

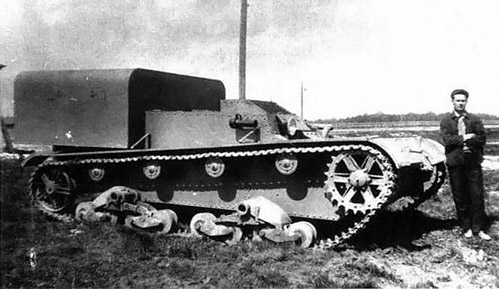
TP-26

- TR-4 - Xe bọc thép chở quân
- TR-26 - Xe bọc thép chở quân
- TR-4-1 - Xe vận chuyển đạn dược.
- TP-26 - Xe vận chuyển đạn dược.
- TC-26 - Xe vận tải nhiên liệu.
- T-26TS - Xe vận tải nhiên liệu.

#### Xe kéo

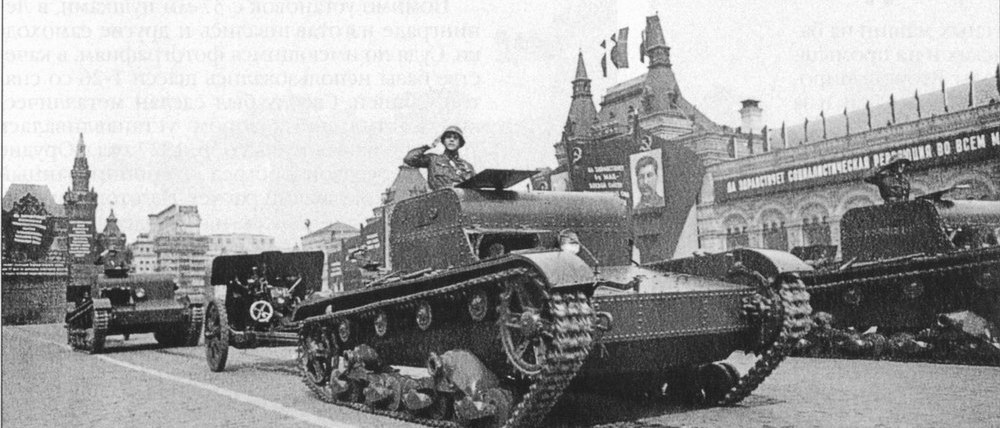
T-26T kéo theo 76mm F-22 trong buổi duyệt binh

- Các máy kéo T-26T có thân xe mở ở trên và T-26T2 có thân xe kín. Một số loại xe này còn tồn tại cho đến năm 1945.

#### Xe kỹ thuật

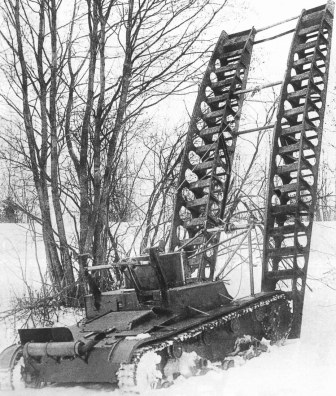
Xe tăng công binh ST-26

- ST-26  - xe tăng công binh lắp cầu (Bridgelayer) (1933-1935). Vũ khí: súng máy DT. Sản xuất từ năm 1933 đến năm 1935. Tổng cộng có 65 xe được lắp ráp (1933 - 1, 1934 - 44, 1935 - 20). 6 chiếc xe tăng khác được chuyển đổi thành những chiếc cầu nối của các hệ thống khác nhau.

#### Xe tăng hóa học
- ST (Chemical Tank of Adjunct Schmidt) là một dự án về xe tăng hóa học đa năng được thiết kế để thiết lập màn khói, sử dụng các tác nhân chiến tranh hóa học, khử khí độc trong khu vực và phun lửa. Được phát triển vào đầu những năm 1930 bởi một nhóm các nhà thiết kế dưới sự lãnh đạo của Grigory Efimovich Schmidt, một cộng sự của Học viện Quân sự-Kỹ thuật của Hồng quân. Phương tiện là khung gầm T-26 với hai thùng chứa hóa chất thay vì tháp pháo (600 lít và 400 lít), thân xe có một chút thay đổi do lắp đặt các thiết bị đặc biệt và cần phải niêm phong. Dự án không được thực hiện do không tuân thủ yêu cầu thống nhất tối đa với dòng T-26 nối tiếp.
- OU-T-26  - Xe tăng được phát triển bởi các nhân viên của NIO VAMM của Stalin, dưới sự lãnh đạo của Zh.Ya. Kotin vào năm 1936, khác với xe tăng T-26 hai tháp pháo nối tiếp bằng cách lắp thêm một súng phun lửa.

#### Xe tăng điều khiển từ xa

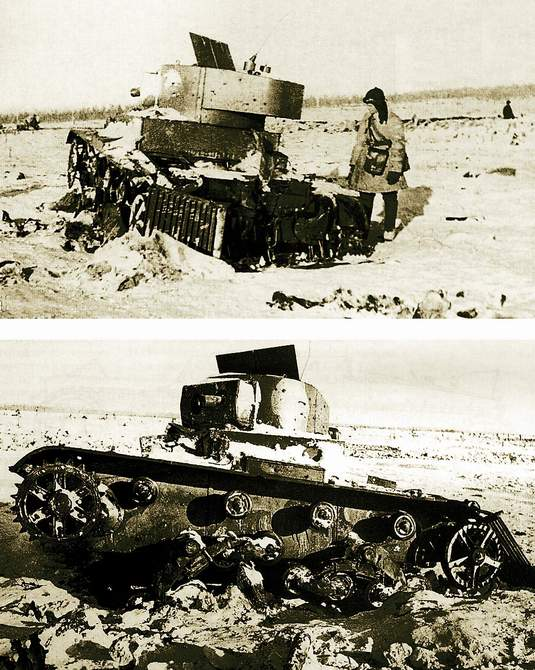
Xe tăng điều khiển vô tuyến TT-26 (Biệt đội 217 thuộc lữ đoàn xe tăng hóa chất 30, tháng 2 năm 1940.

- TT-26
- TU-26

### Các biến thể nước ngoài
- Đức Quốc xã - 7.5 cm Pak 97/38(f) auf Pz.740(r):  Mười khẩu pháo chống tăng Pak 97/38 có tấm chắn đã được lắp thử nghiệm trên khung gầm xe tăng hạng nhẹ T-26 của Liên Xô, dẫn đến các phương tiện được ký hiệu 7,5 cm Pak 97/38 (f) auf Pz.740 (r). Những khẩu pháo tự hành này phục vụ cho Đại đội 3 của Tiểu đoàn chống tăng 563 trước khi được thay thế bởi Marder III vào ngày 1 tháng 3 năm 1944.
- Phần Lan
  - T-26K (K = Koulutus nghĩa là hướng dẫn): Biến thể của Phần Lan được sử dụng để đào tạo lái xe. Tương tự như xe kéo pháo T-26T nhưng có cấu trúc tháp pháo hình hộp vuông vức hơn. 5 chiếc được chế tạo từ những chiếc T-26 bị bắt từ năm 1947 đến năm 1952.[39]

- T-26V (V = Vetäjä nghĩa là kéo co): Biến thể Phần Lan để kéo pháo chống tăng. Tương tự với xe kéo pháo T-26T. 3 nguyên mẫu chuyển đổi từ những chiếc T-26 bị bắt năm 1944.

- Romania

- T-26/37: Biến thể của Romania tái trang bị những chiếc T-26 bị bắt giữ bằng pháo Škoda 37mm và súng máy ZB 7,92 mm.
- Vânătorul de care R35: Pháo tự hành chống tăng của România dựa trên Renault R35, sử dụng pháo 45mm 20-K của T-26. Nguyên mẫu đầu tiên thậm chí còn sử dụng tháp pháo của một chiếc T-26 bị bắt giữ. 

## Lịch sử chiến đấu
T-26 là xe tăng chủ lực trong Nội chiến Tây Ban Nha và đóng một vai trò quan trọng trong Trận hồ Khasan năm 1938 cũng như trong Chiến tranh Mùa đông 1940. Mặc dù gần như đã lỗi thời vào đầu Thế chiến 2, T-26 vẫn là loại xe tăng có số lượng nhiều nhất trong lực lượng thiết giáp của Hồng quân trong giai đoạn đầu cuộc xâm lược của Đức vào Liên Xô tháng 6 năm 1941. Xe tăng hạng nhẹ T-26 của Liên Xô tham chiến lần cuối vào tháng 8 năm 1945, tại Mãn Châu.
Mặc dù có lớp giáp bảo vệ yếu, chiếc xe tăng này có khả năng chịu đựng khá tốt do động cơ được đặt ở khoang phía sau phía sau có vách ngăn. Chiếc xe tăng này đã đạt kỷ lục về số lượng đạn pháo thời đó - mang được 230 quả đạn 37mm, gồm cả đạn xuyên giáp và đạn cháy.
T-26 cũng được sử dụng rộng rãi trong quân đội của Tây Ban Nha, Trung Quốc và Thổ Nhĩ Kỳ. Ngoài ra, xe tăng hạng nhẹ T-26 bị bắt được sử dụng bởi quân đội Phần Lan, Đức, Romania và Hungary.
Năm 1937, 82 xe tăng T-26 một tháp pháo đã được chuyển giao cho Trung Quốc. Nhiều chiếc đã được Trung Quốc sử dụng để chống lại quân đội Đế quốc Nhật Bản.

### Những năm trước chiến tranh
Đơn vị đầu tiên được trang bị T-26 là Lữ đoàn cơ giới hóa số 1 mang tên K. V Kalinovsky (Quân khu Moscow). Số xe tăng được chuyển giao cho Hồng quân đến cuối năm 1931 không được trang bị vũ khí và chỉ dùng để huấn luyện, và T-26 chỉ được đưa vào hoạt động vào năm 1932. Những chiếc xe tăng T-26 được sản xuất hàng loạt đầu tiên đã được giới thiệu trước công chúng trong cuộc duyệt binh trên Quảng trường Đỏ ở Moscow vào ngày 7 tháng 11 năm 1931 - kỷ niệm 14 năm Cách mạng Tháng Mười. Các lữ đoàn cơ giới hóa mới, mỗi lữ đoàn được trang bị 178 xe tăng T-26, cũng được tổ chức vào thời điểm đó.
Bộ Tổng tham mưu các lực lượng vũ trang Liên Xô (RKKA) quyết định thành lập các đơn vị xe tăng lớn hơn dựa trên kinh nghiệm có được trong cuộc tập trận quân sự 1931-1932, vì vậy các sư đoàn cơ giới đã được tạo ra ở quân khu Moscow, quân khu Ukraina và Quân khu Leningrad vào mùa thu năm 1932. Mỗi sư đoàn cơ giới bao gồm hai lữ đoàn cơ giới (một được trang bị T-26 và một trang bị xe tăng BT ). Từ năm 1935, các sư đoàn cơ giới chỉ được trang bị xe tăng BT.
Khi việc sản xuất hàng loạt T-26 model 1933 bắt đầu, mỗi trung đội xe tăng bao gồm 3 xe (một xe tăng model 1933 một tháp pháo và 2 xe tăng model 1931 hai tháp pháo). Sau đó, phần lớn xe tăng T-26 hai tháp pháo được chuyển cho các khu huấn luyện chiến đấu và cho các tiểu đoàn xe tăng của các sư đoàn súng trường (vào đầu năm 1935, tiểu đoàn xe tăng thuộc sư đoàn súng trường gồm 3 đại đội, mỗi đại đội có 15 xe tăng T-26).
Tháng 8 năm 1938, các quân đoàn, lữ đoàn và trung đoàn cơ giới được tổ chức lại thành các đơn vị xe tăng tương ứng. Cuối năm 1938, Hồng quân có 17 lữ đoàn xe tăng hạng nhẹ (mỗi lữ đoàn 267 xe tăng T-26) và 3 lữ đoàn xe tăng hóa học (được trang bị xe tăng phun lửa dựa trên khung gầm T-26).

### Nội chiến Tây Ban Nha
Nội chiến Tây Ban Nha là cuộc xung đột đầu tiên có sự tham gia của T-26. Theo yêu cầu của chính phủ Cộng hòa Tây Ban Nha, Liên Xô đã bán vũ khí, thiết bị quân sự sang Tây Ban Nha cũng như cung cấp cố vấn quân sự (bao gồm cả kíp lái) trong khuôn khổ hoạt động X. Lô hàng xe tăng đầu tiên cho quân cộng hòa Tây Ban Nha được giao vào ngày 13 tháng 10 năm 1936, tại thành phố cảng Cartagena, Tây Ban Nha; 50 chiếc T-26 với đầy đủ phụ tùng, đạn dược, nhiên liệu và khoảng 80 tình nguyện viên dưới sự chỉ huy của đại tá S. Krivoshein, chỉ huy của Lữ đoàn cơ giới biệt kích số 8. Phía đối diện, lô thiết giáp đầu tiên Đức Quốc Xã giao cho lực lượng Quốc gia nổi dậy của Francisco Franco là xe tăng hạng nhẹ Panzer I cho Quân đoàn Condor, đến chỉ một tuần sau đó. Ý cũng bắt đầu cung cấp cho quân đội Quốc Gia xe tăng CV-33 vào tháng 8 năm 1936.
Các xe tăng của phe Cộng hòa và phe Quốc gia lần đầu tiên tham chiến trong cuộc tiến công của lực lượng Franco về phía Madrid và trong Cuộc vây hãm Madrid, nơi các xe tăng Panzer I và CV-33 của Phe Quốc gia chịu tổn thất nặng nề trước các xe tăng T-26 của phe Cộng hòa được trang bị pháo 45mm. Những chiếc xe tăng T-26 đầu tiên của Liên Xô chuyển giao cho Cartagena nhằm mục đích huấn luyện cho các kíp xe tăng của phe Cộng hòa tại trung tâm huấn luyện Archena (cách Cartagena 90 km), nhưng tình hình xung quanh Madrid trở nên phức tạp nên một đại đội xe tăng đã được thành lập gồm 15 xe tăng dưới sự chỉ huy của một sĩ quan Liên Xô, Pols Armans.
Đại đội xe tăng của Arman tham chiến vào ngày 29 tháng 10 năm 1936 gần Seseña, cách thủ đô Madrid 30 km về phía tây nam. 12 chiếc T-26 đã tiến được 35 km trong cuộc đột kích kéo dài 10 giờ và gây tổn thất đáng kể cho quân Pháp (khoảng hai phân đội kỵ binh Maroc và hai tiểu đoàn bộ binh bị đánh bại; 12 khẩu pháo dã chiến 75mm, bốn xe tăng CV-33 và khoảng 20 - 30 xe tải với hàng hóa bị phá hủy hoặc hư hại) với tổn thất là 3 xe tăng T-26 trước chai xăng và hỏa lực pháo binh. Đặc biệt, trường hợp đầu tiên mà một xe tăng bị tiêu diệt bởi chiến thuật "húc xe tăng" đã được thực hiện ngày hôm đó, khi xe tăng T-26 của trung đội trưởng - Trung úy Semyon Osadchy gặp hai xe tăng hạng nhẹ CV-33 của quân Quốc gia. Chiếc T-26 đã lao thẳng vào 1 xe tăng gần làng Esquivias và làm nó rơi xuống một hẻm núi. Kíp lái của một chiếc xe tăng khác đã bị tiêu diệt bởi hỏa lực súng máy của xe tăng sau khi họ rời bỏ phương tiện của mình. Chiếc T-26 của Arman bị chai xăng đốt cháy; mặc dù bị thương, Armans vẫn tiếp tục chỉ huy đại đội xe tăng. T-26 của Armans đã phá hủy một chiếc và làm hỏng hai chiếc CV-33 với hỏa lực từ pháo xe tăng. Vào ngày 31 tháng 12 năm 1936, Arman được phong tặng Anh hùng Liên Xô vì cuộc đột kích bằng xe tăng và tham gia tích cực vào việc bảo vệ Madrid. Vào ngày 17 tháng 11 năm 1936, đại đội của Armans có 5 xe tăng T-26 trong tình trạng hoạt động tốt.
Ngày 3 tháng 11 năm 1936, tổ lái T-26 của Trung úy Semyon Osadchy đã tiêu diệt được hai khẩu đội pháo và sáu ổ súng máy trong trận đánh, hơn 200 lính bộ binh bị tiêu diệt bởi trung đội xe tăng của ông. Trong trận chiến này, cả hai chân của ông đều bị đứt lìa do trúng đạn trực diện, và vào ngày 13 tháng 11 năm 1936, ông qua đời tại một bệnh viện ở Madrid vì chứng hoại tử. Vào ngày 31 tháng 12 năm 1936, Trung úy Kuzmich Semyon Osadchy được truy tặng danh hiệu Anh hùng Liên Xô.
Ngày 28 tháng 10 năm 1936, kỵ binh thiết giáp của Pháp từ Tiểu đoàn xe tăng 88 trang bị xe tăng Panzer I Ausf-A đã chạm trán với xe tăng T-26 của quân Cộng hòa. Xe Pz-IA tỏ ra lép vế về hỏa lực khi đối đầu với T-26.
Một đơn vị xe tăng của Krivoshein, bao gồm 23 xe tăng T-26 và 9 xe bọc thép, đã tấn công quân Franco vào ngày 1 tháng 11 năm 1936, hỗ trợ cho lực lượng chủ lực của quân Cộng hòa đang rút lui về Madrid. Nhóm xe tăng của Krivoshein tham gia trận chiến giành Torrejón de Velasco và Valdemoro vào ngày 4–5 tháng 11 năm 1936, cuộc phản công ở ngoại ô Cerro de los Ángeles vào ngày 13 tháng 11 năm 1936, và liên tục chiến đấu bên trong chính Madrid giữa tháng 12 năm 1936. Các binh lính Liên Xô thuộc đơn vị của Krivoshein trở về Liên Xô vào cuối tháng 11 năm 1936, ngoại trừ một số lính xe tăng thuộc đại đội Pogodin, thợ máy của xưởng sửa chữa xe tăng Alcalá de Henares và các giảng viên quân sự của trung tâm huấn luyện Archena.

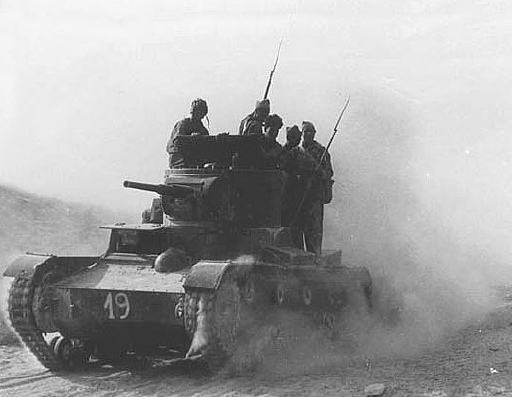
Lực lượng Cộng hòa điều khiển một chiếc T-26 trong Trận Belchite, Tháng 9 năm 1937.

Lữ đoàn xe tăng 1 của phe Cộng hòa ban đầu bao gồm một tiểu đoàn xe tăng, một đại đội xe máy Tây Ban Nha và một tiểu đoàn vận tải. Nó được thành lập vào tháng 12 năm 1936 trên cơ sở chuyển giao khoảng 100 xe tăng và binh lính Liên Xô dưới sự chỉ huy của chỉ huy lữ đoàn trưởng người Liên Xô D. Pavlov tại trung tâm huấn luyện Archena. Các chỉ huy và lính tăng tình nguyện Liên Xô được cử đến Tây Ban Nha thuộc các đơn vị xe tăng tốt nhất của Hồng quân: Lữ đoàn cơ giới hóa (đặt theo tên của V. Volodarsky ) từ Peterhof, Lữ đoàn cơ giới hóa số 4 từ Babruysk (chỉ huy - D. Pavlov) và Quân đoàn cơ giới hóa số 1 được đặt theo tên KB Kalinovsky từ Naro-Fominsk. Các xạ thủ xe tăng thường là người Tây Ban Nha.
Lữ đoàn xe tăng 1 của phe Cộng hòa (1 Brigada Blindada) tham chiến lần đầu tiên gần Las Rosas và Majadahonda (phía tây bắc thủ đô Madrid) vào đầu tháng 1 năm 1937, hỗ trợ cho các Lữ đoàn Quốc tế 12 và 14. Trận đánh này đã phá vỡ cuộc tấn công thứ hai của phe Quốc gia vào Madrid.
Có khoảng 70 chiếc T-26 trong biên chế Quân đội Cộng hòa vào đầu năm 1937. Vào tháng 2 năm 1937, các đơn vị cấp đại đội của Lữ đoàn xe tăng đã tham gia Trận Jarama. Vào ngày 14 tháng 2 năm 1937, Lữ đoàn xe tăng cùng với Lữ đoàn bộ binh 24 đã tham gia một cuộc phản công và đánh bại một lực lượng chủ lực của phe Quốc gia, gây thương vong cho khoảng 1000 quân Quốc Gia. Vào ngày 27 tháng 2 năm 1937, Lữ đoàn xe tăng đã tiến hành 5 cuộc tấn công vào các vị trí của quân Quốc Gia mà không có sự hỗ trợ của bộ binh, nhưng bị thiệt hại nặng nề bởi pháo chống tăng (tổn thất 35 - 40% số xe tăng). Tuy nhiên, T-26 đã được sử dụng rất thành công trong Trận Guadalajara vào tháng 3 năm 1937 sau khi Lữ đoàn xe tăng 1 được thành lập (Sở chỉ huy đặt ở Alcalá de Henares). Tiêu biểu, một trung đội gồm hai xe tăng T-26 dưới sự chỉ huy của sĩ quan Tây Ban Nha, E. Ferrera đã phá hủy hoặc làm hư hại 25 xe tăng Ý vào ngày 10 tháng 3 năm 1937. Vào tháng 9 - tháng 10 năm 1937, Lữ đoàn xe tăng số 1 của quân đội Cộng hòa bị giải tán. Một số tình nguyện viên quay trở lại Liên Xô, trong khi những người khác tham gia vào Trung đoàn Xe tăng Quốc tế dưới sự chỉ huy của Thiếu tá Liên Xô S.A Kondratiev.
Từ mùa thu năm 1937, tất cả các kíp tăng T-26 đều là người Tây Ban Nha. Vào mùa hè năm 1938, Quân đội Cộng hòa có hai sư đoàn thiết giáp, được thành lập với sự giúp đỡ của Liên Xô. Tháp pháo từ xe tăng T-26 và BT-5 và xe bọc thép BA-6 không thể sửa chữa được lắp trên xe Chevrolet 1937 và các xe bọc thép khác do quân Cộng hòa phát triển và sản xuất. Thiết giáp và bộ binh của phe Cộng hòa thường gặp phải các vấn đề về hiệp đồng trong suốt cuộc chiến. Xe tăng T-26 thường tấn công vào các chiến hào hoặc vị trí phòng thủ của đối phương trên những con phố nhỏ hẹp của các thị trấn Tây Ban Nha mà không có bộ binh yểm trợ, nơi chúng gặp phải sự kháng cự mạnh mẽ. Bộ binh Quân đội Quốc gia, đặc biệt là người Maroc, đã dũng cảm phòng thủ bất chấp thương vong nặng nề, họ ẩn nấp trong các tòa nhà, ném lựu đạn và chai xăng gây hư hại cho động cơ xe tăng.
Cuối cùng, Liên Xô đã cung cấp tổng cộng 281 chiếc T-26. Năm 1933, số xe này được quân Cộng hòa sử dụng trong hầu hết các trận chiến của Nội chiến Tây Ban Nha. Nhiều nguồn cho biết tổng cộng 297 chiếc T-26 đã được chuyển giao cho Tây Ban Nha, nhưng con số này có lẽ bao gồm cả đợt giao hàng 15 chiếc T-26 theo kế hoạch đầu tiên vào ngày 26 tháng 9 năm 1936.
Khoảng 40% số xe T-26 đã rơi vào tay Quân đội Quốc gia trong giai đoạn cuối cuộc chiến, chủ yếu là sau thất bại của phe Cộng hòa. Vào tháng 3 năm 1937, một đại đội xe tăng T-26 bị bắt được đưa vào Panzergruppe Drohne - một đơn vị xe tăng của Quân đoàn Đức Quốc Xã ở Tây Ban Nha. Những người theo phe Quốc gia đánh giá cao những chiếc xe tăng của Liên Xô, thậm chí còn đưa ra một khoản tiền thưởng là 500 pesetas cho mỗi chiếc xe tăng bị bắt còn nguyên vẹn. Vào tháng 8 năm 1937, một cuộc tái tổ chức của Đơn vị Drohne vào kiểm soát Tây Ban Nha bắt đầu, dẫn đến việc thành lập Bandera de Carros de Combate de la Legion - một bộ phận của Quân đoàn Nước ngoài Tây Ban Nha, vào tháng 3 năm 1938. Bandera bao gồm hai tiểu đoàn ( Agrupaciones de Carros 1 và 2). Một tiểu đoàn được trang bị xe tăng Panzer I và một tiểu đoàn trang bị xe tăng T-26 bị bắt. Đến gần năm 1939, cả hai tiểu đoàn đều có tổ chức tương tự, đại đội thứ ba của họ được trang bị xe tăng T-26. Những người theo phe Quốc gia đã sử dụng xe tăng T-26 bị bắt trong trận Teruel, trận Brunete, trận Bilbao, trận Ebro và cuộc tấn công Catalonia. Những người theo phe Quốc gia đã phát triển nguyên mẫu xe tăng hạng nhẹ của riêng họ (Verdeja) trong cuộc chiến, với việc sử dụng rộng rãi các yếu tố từ Panzer I, và đặc biệt là T-26. Sau đó, những chiếc T-26 là nòng cốt Sư đoàn Thiết giáp Brunete Tây Ban Nha, phục vụ cho đến năm 1953.

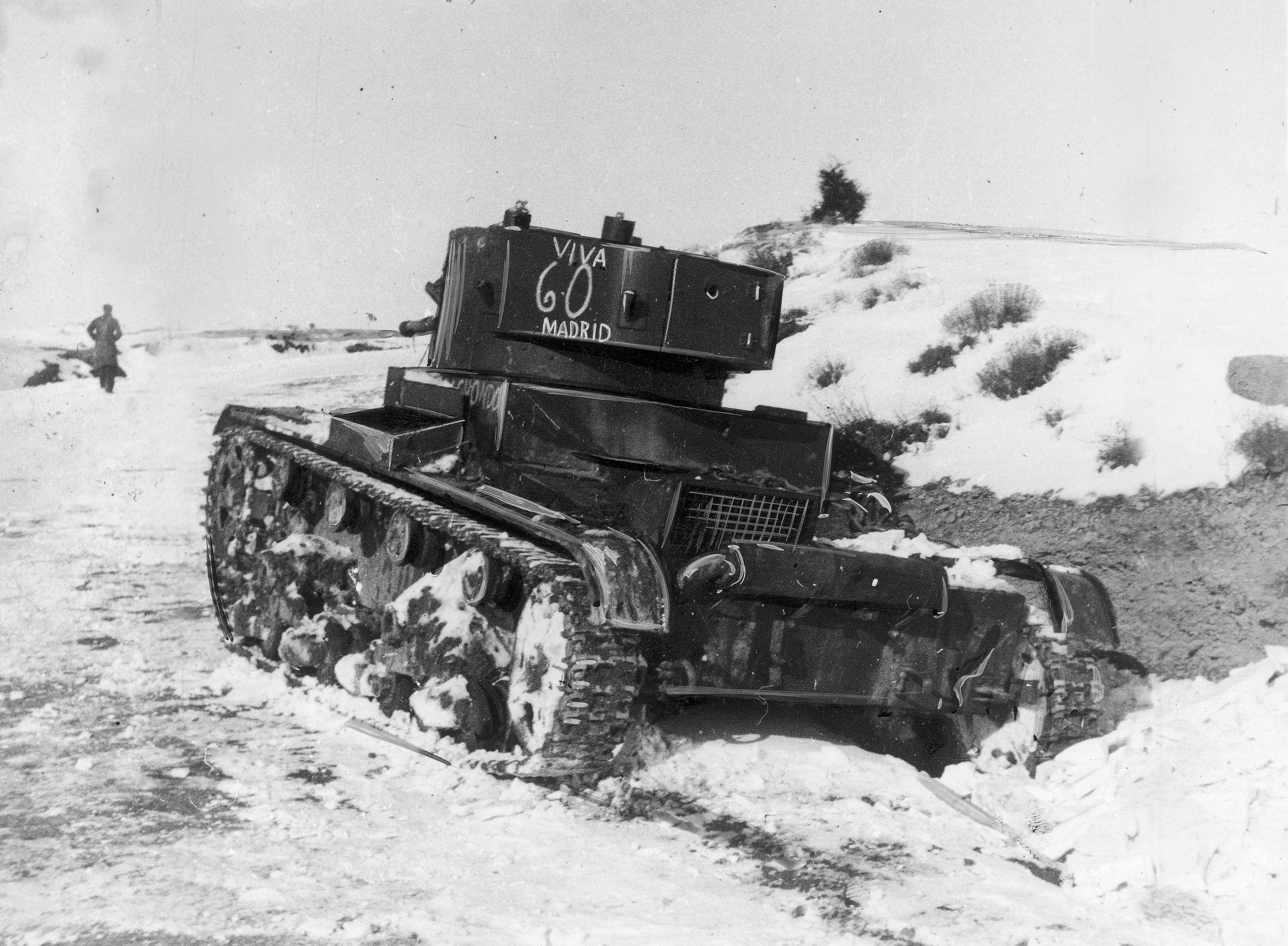
T-26 trong trận Teruel. Tháng 12 năm 1937

T-26 là loại xe tăng được sử dụng rộng rãi nhất trong Nội chiến Tây Ban Nha trong cả 2 phe. Nó được gọi là "xe tăng của Nội chiến Tây Ban Nha" trong tiêu đề một bài báo của Lucas Molina Franco. "Không có pháo, cơ động kém và bị áp đảo, người Tây Ban Nha không có câu trả lời hiệu quả cho xe tăng", làm dấy lên một số phát triển thú vị trong bối cảnh thiết kế xe tăng và chiến thuật chống tăng. Điều này đặc biệt đúng với T-26, vì không có xe tăng nào khác trên chiến trường có thể hạ gục nó. Bất chấp ưu thế của T-26 so với xe tăng hạng nhẹ Panzer I của Đức Quốc Xã và xe tăng CV-33 của Ý (chỉ trang bị súng máy), Nội chiến Tây Ban Nha đã phát hiện ra một điểm yếu của T-26 - lớp giáp khá yếu nên nó có thể bị hạ gục bởi súng chống tăng ở cự ly gần. Các báo cáo của Ý cho biết về lỗ hổng này: pháo 20mm của Ý và Đức Quốc Xã không hiệu quả trên 400 mét; pháo 3,7 cm Pak-36 không quá 500 mét; pháo 47/32 M35 không quá 600 mét.
Người Ý lo ngại về vũ khí trang bị mạnh mẽ của T-26, thường được sử dụng ở cự ly rất xa, lên đến 1.500 mét. Người Ý đánh giá khẩu pháo 45mm của T-26 mạnh hơn khẩu Cannone da 65/17 modello 13 nhỏ và cũ hơn mà họ có. Mối nguy hiểm lớn hơn được đặt ra bởi pháo phòng không 8,8 cm FlaK 18/36/37/41, lần đầu tiên được triển khai trong những năm đó và có khả năng tiêu diệt bất kỳ xe tăng nào thời đó ở tầm rất xa. Lớp giáp 15mm của T-26 cung cấp rất ít khả năng bảo vệ chống lại đạn pháo 88mm, ngay cả khi chỉ bắn đạn HE Không phải tất cả các sĩ quan quân đội Liên Xô đều nhận ra sự lỗi thời của xe tăng bộ binh hạng nhẹ T-26 vào giữa những năm 1930 và công việc thiết kế xe tăng với giáp dày hơn vẫn còn tiến triển chậm chạp ở Liên Xô vào thời điểm đó.

### Chiến tranh biên giới Xô-Nhật

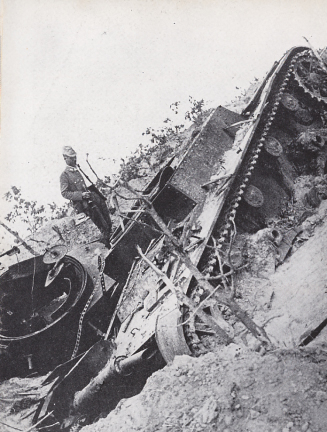
Xe tăng T-26 của Liên Xô bị phá hủy trên một con dốc.

Hoạt động quân sự đầu tiên mà Hồng quân sử dụng xe tăng hạng nhẹ T-26 là Chiến tranh biên giới Xô – Nhật, chiến dịnh Khasan vào tháng 7 năm 1938. Lực lượng xe tăng Liên Xô bao gồm Lữ đoàn cơ giới số 2 và hai tiểu đoàn xe tăng độc lập (thuộc Sư đoàn 32 và 40). Chúng bao gồm 257 xe tăng T-26 (với 10 xe tăng phun lửa KhT-26), 3 xe tăng xây cầu ST-26, 81 xe tăng hạng nhẹ BT-7 và 13 pháo tự hành SU-5-2. Lữ đoàn cơ giới hóa số 2 đã thay mới 99% ban chỉ huy trước đây (bao gồm cả lữ đoàn trưởng A. P Panfilov) do họ đã bị bắt giữ với tội danh phản bội ba ngày trước khi hành quân. Điều đó có ảnh hưởng bất lợi đến các hành động của lữ đoàn trong cuộc xung đột (ví dụ, xe tăng của họ đã mất 11 giờ để hoàn thành cuộc hành quân 45 km vì không nắm rõ về tuyến đường).
Trong cuộc tấn công vào dãy núi Bezymyannaya và Zaozernaya do Lục quân Đế quốc Nhật Bản trấn giữ, xe tăng Liên Xô đã gặp phải một hệ thống phòng thủ chống tăng được tổ chức tốt. Kết quả là 77 xe tăng T-26 bị tổn thất, trong đó 1 chiếc KhT-26 và 10 chiếc T-26 bị phá hủy hoàn toàn, và một chiếc T-26 bị mất tích trên lãnh thổ đối phương, không bao giờ được tìm thấy. Sau khi kết thúc cuộc chiến, 39 xe tăng trong số này đã được sửa chữa lại trong các đơn vị xe tăng và những chiếc khác được sửa chữa trong xưởng.

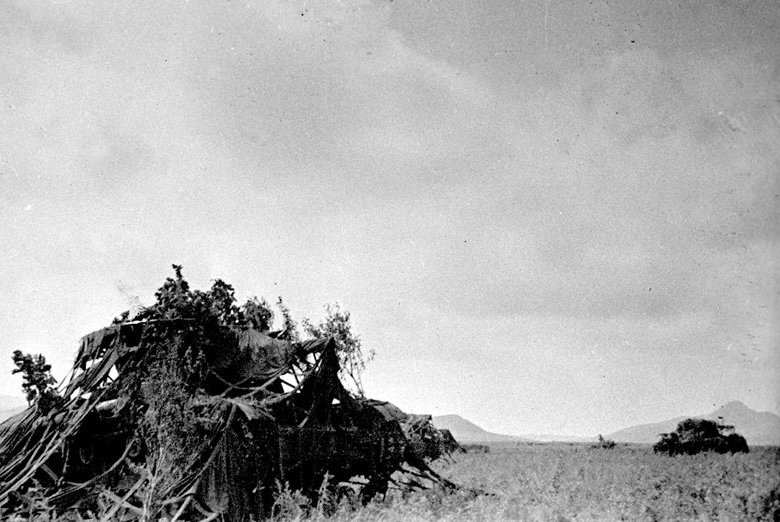
Xe tăng T-26 được ngụy trang.

Chỉ có 33 xe tăng T-26, 18 xe tăng phun lửa KhT-26 và 6 xe kéo pháo T-26T trong các đơn vị xe tăng của Quân đoàn đặc biệt 57 vào ngày 1 tháng 2 năm 1939. Để so sánh, quân đoàn có 219 xe tăng BT. Biên chế với T-26 vẫn như trước vào tháng 7 năm 1939: Tập đoàn quân số 1, tham gia trận Khalkhin Gol ở Mông Cổ, chỉ có 14 chiếc T-26 (thuộc Sư đoàn súng trường 82) và 10 xe tăng phun lửa KhT-26 (thuộc Lữ đoàn xe tăng 11). Số lượng xe tăng T-26 (chủ yếu là biến thể xe tăng phun lửa) đã tăng lên phần nào trong thời gian tiến hành các hoạt động chiến đấu vào tháng 8, nhưng chúng luôn chỉ chiếm một phần nhỏ trong số tất cả các xe tăng tham gia cuộc xung đột. Tuy nhiên, T-26 đã được sử dụng rộng rãi trong chiến đấu.
T-26 đã chứng tỏ là một chiếc xe tăng rất tốt trong Trận Khalkhin Gol theo các báo cáo của quân đội: khả năng hành quân đường dài của nó trong điều kiện sa mạc là tuyệt vời, và mặc dù có vỏ giáp mỏng (dễ bị xuyên thủng ngay cả bởi pháo cỡ 37mm của quân Nhật), T-26 vẫn thể hiện khả năng sống sót cao. Một số xe tăng T-26 tiếp tục chiến đấu sau nhiều lần trúng đạn 37mm và không bốc cháy, điều này xảy ra thường xuyên hơn với xe tăng BT.
Trong các trận đánh gần sông Khalkhin Gol, 7 chiếc T-26 đã bị phá hủy hoàn toàn, trong đó XT-26 - 5 chiếc, T-26 một tháp pháo - 2 chiếc.

### Liên Xô tấn công Ba Lan
Ngay trước Chiến tranh thế giới thứ hai, Hồng quân có khoảng 8.500 chiếc T-26 thuộc tất cả mọi biến thể. Những chiếc này phục vụ chủ yếu trong 17 lữ đoàn xe tăng hạng nhẹ độc lập (mỗi lữ đoàn có 256–267 chiếc T-26 trong bốn tiểu đoàn, bao gồm 10–11 xe tăng phun lửa) và trong 80 tiểu đoàn xe tăng độc lập của một số sư đoàn súng trường (mỗi tiểu đoàn có 10–15 xe tăng hạng nhẹ T-26 ở đại đội thứ nhất và 22 xe tăng lội nước T-37/T-38 ở đại đội thứ hai). Các đơn vị xe tăng như vậy đã tham gia vào chiến dịch tấn công Ba Lan của Liên Xô, 16 ngày sau khi bắt đầu cuộc xâm lược Ba Lan của Đức (1939).
Ngày 17 tháng 9 năm 1939, 878 xe tăng T-26 của Phương diện quân Belorussia (Bao gồm các Lữ đoàn xe tăng 22, 25, 29 và 32) và 797 xe tăng T-26 của Phương diện quân Ukraina (Bao gồm các Lữ đoàn xe tăng 26, 36 và 38 ) đã vượt qua biên giới Ba Lan. Tổn thất trong chiến đấu ở Ba Lan chỉ là 15 xe tăng T-26. Tuy nhiên, 302 chiếc T-26 đã bị trục trặc kỹ thuật trong các cuộc hành quân.

### Chiến tranh mùa đông

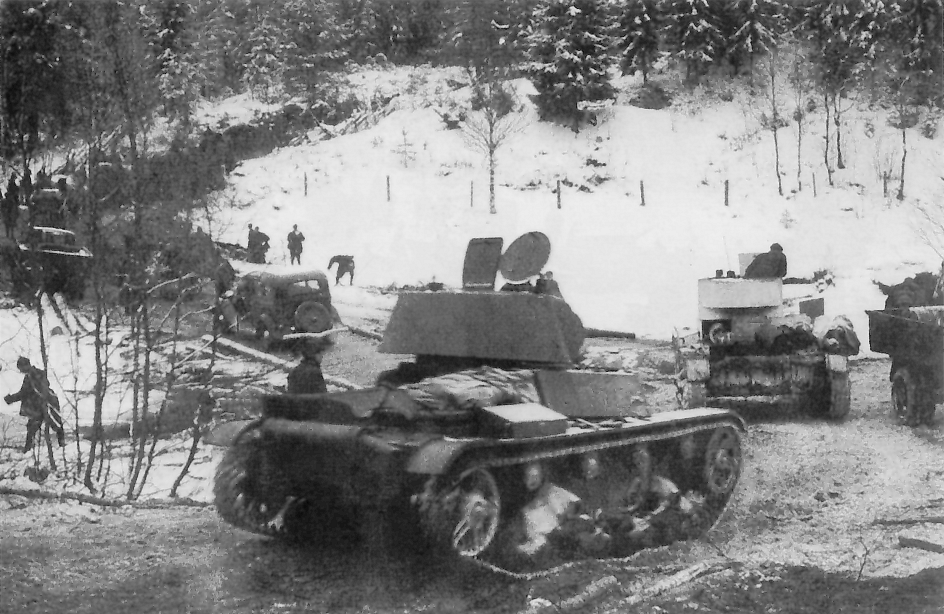
Xe tăng hạng nhẹ T-26 của Liên Xô (model 1939 và model 1933), xe GAZ-M1 và xe tải GAZ-AA của Tập đoàn quân 7 trong cuộc tiến công trên eo đất Karelian. 2 tháng 12 năm 1939.

Các đơn vị xe tăng được trang bị chủ yếu là T-26, đã tham gia Chiến tranh Liên Xô–Phần Lan (1939–1940): Lữ đoàn xe tăng hạng nhẹ 35, 39 và 40, tám tiểu đoàn xe tăng độc lập (OTB) của các sư đoàn súng trường thuộc Quân đoàn 8 và 14. Trong cuộc chiến, Lữ đoàn xe tăng hạng nhẹ 29, các đơn vị xe tăng của Quân đoàn súng trường 28 (bao gồm bốn trung đoàn xe tăng, 10 sư đoàn súng trường, sáu đại đội xe tăng độc lập của các trung đoàn súng trường) và năm đại đội xe tăng là nòng cốt của tập đoàn quân 9 đã xung trận.
Quân đội Phần Lan khi đó chỉ có vài chục xe tăng nên T-26 ít tham gia đấu tăng với đối phương. Nguy cơ chính mà T-26 gặp phải trong cuộc chiến này là pháo chống tăng và bộ binh trang bị chai xăng, lựu đạn của Phần Lan.
Các lữ đoàn xe tăng hạng nhẹ trong Chiến tranh Mùa đông được trang bị nhiều loại xe tăng T-26, bao gồm cả xe tăng tháp đôi và một tháp pháo được sản xuất từ năm 1931 đến năm 1939. Các tiểu đoàn xe tăng độc lập của các sư đoàn súng trường chủ yếu có xe tăng cũ, được sản xuất từ năm 1931-1936. Nhưng một số đơn vị xe tăng đã được trang bị phiên bản mới là T-26 mod 1939. Tổng cộng có 848 chiếc T-26 thuộc các đơn vị xe tăng của Quân khu Leningrad vào đầu cuộc chiến. Cùng với Xe tăng BT và T-28, T-26 là một phần của lực lượng chủ lực trong cuộc đột phá Phòng tuyến Mannerheim bao gồm hệ thống pháo chống tăng, tổ súng máy và các công sự khác.
Kinh nghiệm rút ra trong quá trình chiến đấu cho thấy buộc phải thay đổi cấu trúc của các đơn vị xe tăng Liên Xô. Các xe tăng lội nước T-37 và T-38 tỏ ra vô dụng trong các điều kiện thời tiết mùa đông ở chiến trường phía bắc. Theo sắc lệnh của Đại hội đồng quân sự Hồng quân từ ngày 1 tháng 1 năm 1940, mỗi sư đoàn súng trường phải có một tiểu đoàn xe tăng gồm 54 xe tăng T-26 (trong đó có 15 xe tăng phun lửa) và một trung đoàn súng trường nên có một xe tăng, mỗi đại đội có 17 chiếc T-26. Việc tổ chức bảy trung đoàn xe tăng (mỗi trung đoàn 164 chiếc T-26) cho các sư đoàn súng trường cơ giới và cơ giới hạng nhẹ cũng bắt đầu vào thời điểm đó, nhưng chỉ có hai sư đoàn cơ giới hạng nhẹ (kỵ binh cơ giới) được thành lập - Sư đoàn 24 và 25.
Xe tăng T-26 phiên bản cũ hai tháp pháo cũng được sử dụng trong Chiến tranh Mùa đông, chủ yếu là trong các tiểu đoàn tăng độc lập thuộc các sư đoàn súng trường. Số xe tăng này không tham gia vào các trận chiến chủ chốt nhưng thích hợp để bảo vệ đường dây liên lạc và được sử dụng trong dịch vụ tín hiệu. Tuy nhiên, một số  xe tăng T-26 model 1931 được sử dụng chiến đấu trên eo đất Karelian. Ví dụ, Tiểu đoàn xe tăng độc lập số 377 của Sư đoàn súng trường 97 tham chiến vào ngày 28 tháng 1 năm 1940 cùng với 31 chiếc T-26 (bao gồm 11 chiếc hai tháp pháo) và 6 xe tăng phun lửa KhT-26.
Trong số các đơn vị xe tăng được trang bị T-26, hoạt động của Lữ đoàn xe tăng hạng nhẹ 35 (chỉ huy là đại tá V. N. Kashuba, từ tháng 1/1940 là đại tá F. G. Anikushkin) là đáng chú ý nhất. Lữ đoàn có 136 xe tăng T-26 thuộc các kiểu khác nhau, 10 xe tăng phun lửa KhT-26 và 3 xe tăng công binh ST-26 vào ngày 30 tháng 11 năm 1939. Ban đầu, lữ đoàn tham gia chiến đấu tại Kiviniemi và sau đó được tái triển khai sang khu vực Hottinen, nơi số xe tăng của đơn vị dù chịu tổn thất cao và thiếu phương tiện sửa chữa, đã hỗ trợ các cuộc tấn công của Sư đoàn súng trường số 123 và 138 cho đến cuối tháng 12. Vào tháng Giêng, năm xe của Lữ đoàn 35 được sơ tán và số T-26 được sửa chữa của đơn vị, thực hiện trong sự hiệp đồng với các đơn vị pháo binh, công binh và súng trường. Bằng việc đột phá các vị trí phòng thủ chính của Phòng tuyến Mannerheim, các tiểu đoàn của lữ đoàn chuyển sang trực thuộc các Sư đoàn Súng trường 100, 113 và 123.
Vào ngày 26 tháng 2 năm 1940, 6 xe tăng Vickers 6 tấn của Phần Lan (trang bị pháo 37mm 37 psvk 36) thuộc Đại đội xe tăng 4 (4./Pans.P) bất ngờ chạm trán với ba chiếc T-26 mod 1933 từ Lữ đoàn xe tăng hạng nhẹ 35 (đây là xe tăng của đại đội trưởng Tiểu đoàn 112 đang tiến hành trinh sát) và đội tiên phong của tiểu đoàn súng trường Liên Xô gần Honkaniemi. Kết quả của cuộc giao tranh, một xe tăng Phần Lan bị hư hại do lựu đạn cầm tay và được quân Phần Lan sơ tán, T-26 cũng hạ gục 5 chiếc khác mà không bị tổn thất gì). Chiếc T-26 của đại úy V. S. Arkhipov đã hạ gục 3 xe tăng Vickers trong số 5 chiếc này, và bị hư hỏng nhẹ trong chiến đấu (quả đạn của chiếc Vickers số 667 của Phần Lan bắn trúng thùng nhiên liệu chính, nhưng chiếc xe tăng Liên Xô đã chuyển sang thùng nhiên liệu nhỏ).
Tập đoàn quân 8, chiến đấu ở phía bắc Hồ Ladoga, có 125 chiếc T-26 trong các tiểu đoàn xe tăng độc lập (OTB) của các sư đoàn súng trường vào ngày 30 tháng 11 năm 1939. Các trung đội xe tăng bị tổn thất đáng kể do bộ binh trinh sát không nắm bắt rõ các vị trí phục kích của Phần Lan, cũng không có công binh yểm trợ. Ví dụ, vào ngày 19 tháng 12 năm 1939, sáu chiếc T-26 với 50 lính bộ binh từ Sư đoàn Súng trường 75 được điều động đến tấn công quân Phần Lan, những chiếc xe tăng này đã rơi vào ổ phục kích của Phần Lan trên đường và bị tiêu diệt. Tuy nhiên, vấn đề hiệp đồng tác chiến trở nên tốt hơn khi chiến tranh gần kết thúc. Nhưng nếu các hành động được lên kế hoạch tốt, các cuộc tấn công bằng xe tăng thường vẫn đạt được thành công - chẳng hạn, trung đội xe tăng độc lập số 111 đã xuyên thủng hàng phòng ngự của địch và phá vây cho tiểu đoàn bộ binh mà không bị tổn thất, vào ngày 9 tháng 12 năm 1939.

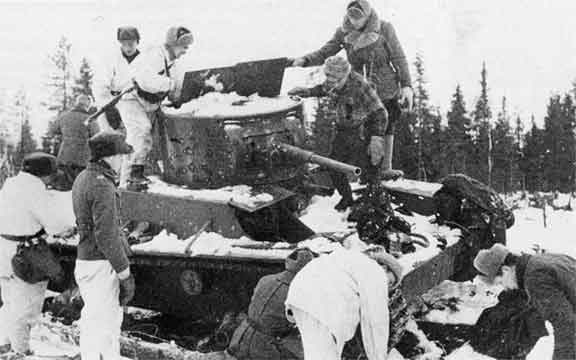
Binh sĩ Phần Lan kiểm tra một chiếc T-26 mod 1933 bị bỏ lại của Liên Xô tại Raate. Tháng 1 năm 1940.

Tập đoàn quân 9 (khu vực Repola, kandalaksha và Suomussalm) chỉ tiếp nhận biên chế các đơn vị xe tăng được trang bị T-26 trong quá trình chiến tranh. Ví dụ, tiểu đoàn xe tăng độc lập số 100 và 97 có 47 chiếc T-26 mỗi đơn vị (bao gồm cả phiên bản T-26 hai tháp pháo năm 1931 được trang bị pháo 37mm Hotchkiss không có đạn), tiểu đoàn xe tăng độc lập số 302 được trang bị 7 chiếc T-26 hai tháp pháo. Bất chấp việc binh lính thiếu kinh nghiệm và các mẫu xe tăng T-26 đã cũ, các tiểu đoàn của Tập đoàn quân 9 đã chiến đấu rất hiệu quả. Tiêu biểu vào ngày 11 tháng 12 năm 1939, hai xe tăng thuộc tiểu đoàn xe tăng độc lập số 100 đã đột phá vào Mjärkjärvi, truy kích quân Phần Lan đang rút lui. Đại đội xe tăng từ tiểu đoàn này cùng với đơn vị bộ binh đã đánh tan cuộc phục kích của Phần Lan gần Kuokojärvi vào ngày 8 tháng 12 năm 1939, bao vây và chiếm thị trấn vào ngày hôm sau. Trung đội từ tiểu đoàn xe tăng độc lập số 97 đã phá hủy các hỏa điểm của quân Phần Lan giữa hồ Alasenjärvi và Saunojärvi, giúp trung đoàn súng trường Liên Xô tiến vào phòng tuyến cuối cùng.
Điều kiện thuận lợi đã giúp tiểu đoàn xe tăng độc lập số 100 thực hiện thành công các nhiệm vụ độc lập xuyên biên giới mà không cần tính toán kỹ càng, và nhiều sĩ quan Liên Xô tin rằng cho đến cuối cuộc chiến loại xe tăng này chỉ có thể được sử dụng trên đường bộ. Trinh sát kém và không có sự chuẩn bị pháo binh thường dẫn đến những tình huống bi thảm - bằng cách như vậy, tiểu đoàn xe tăng độc lập số 100 đã mất 5 xe tăng trước một khẩu pháo chống tăng Phần Lan gần Kursu (Lapland) vào ngày 14 tháng 12 năm 1939, sĩ quan chỉ huy tiểu đoàn nằm trong số 9 người tử trận. Tổn thất chiến đấu của Tập đoàn quân số 9 là 30 chiếc T-26 trong suốt cuộc chiến. iets (2001), pp. 72–74</ref>
Tại vùng cực Murmansk, Tập đoàn quân 14 có tiểu đoàn xe tăng độc lập số 411 được trang bị 15 xe tăng T-26 và 15 xe tăng T-38 từ Quân khu Belorussian; tiểu đoàn xe tăng độc lập số 349 được trang bị 12 chiếc T-26 và 19 chiếc T-37/T-38 xe tăng từ Trung đoàn Huấn luyện của Trường Kỹ thuật Thiết giáp Leningrad. Địa hình hẹp chỉ cho phép sử dụng hai hoặc ba xe tăng T-26 phối hợp với một đại đội hoặc tiểu đoàn súng trường. Tiểu đoàn xe tăng độc lập số 411 trực thuộc Sư đoàn súng trường 52 tham chiến tích cực nhất. tiểu đoàn xe tăng độc lập số 349 tập trung ở Petsamo vào ngày 13 tháng 12 năm 1940, nơi đơn vị gia nhập biên chế Sư đoàn súng trường 10. Tập đoàn quân 14 mất 3 xe tăng do pháo, 2 xe do mìn và 2 xe bị chìm dưới sông.

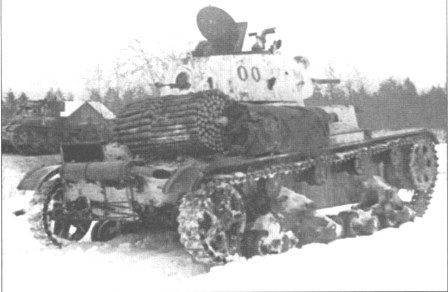
T-26 mod 1939 của thuộc Lữ đoàn xe tăng hạng nhẹ 40 với kiểu ngụy trang mùa đông, trên đường ra chiến trường. Tháng 2 năm 1940.

Trong trận Tolvajärvi và sau đó, quân Phần Lan đã đánh bại Sư đoàn súng trường 75, bắt giữ hoặc tiêu diệt gần 12 xe tăng T-26. Tại các trận Suomussalmi và Trận Raate, Sư đoàn súng trường số 44 của Liên Xô bị bao vây và mất toàn bộ số xe của tiểu đoàn xe tăng độc lập số 312, bao gồm 14 chiếc T-26. Tổng cộng trong Chiến tranh Mùa đông, quân Phần Lan chiếm được gần 70 xe tăng T-26 thuộc các phiên bản khác nhau, bao gồm cả xe tăng phun lửa KhT-26 và KhT-130, con số này tương đương với toàn bộ lực lượng thiết giáp Phần Lan trước chiến tranh.
Tổn thất do chiến đấu hoặc do trục trặc kỹ thuật của Tập đoàn quân số 7 trên eo đất Karelian từ ngày 30 tháng 11 năm 1939 đến ngày 13 tháng 3 năm 1940 là 930 xe tăng T-26 thuộc tất cả các biến thể, với 463 xe trong số này được đã sửa chữa trong chiến tranh. Tổn thất xe tăng T-26 đã vượt quá số lượng xe được huy động vào đầu cuộc chiến, nhưng số lượng xe tăng T-26 ở mặt trận không giảm do tiếp viện từ các nhà máy, xưởng xe tăng và các đơn vị xe tăng mới gửi đến mặt trận. Có 1.331 xe tăng T-26, BT và T-28 thuộc Phương diện quân Tây Bắc vào đầu tháng 2 năm 1940, tăng lên 1.740 xe tăng vào ngày 28 tháng 2 năm 1940 khi cuộc đột phá tuyến phòng thủ thứ hai của Phần Lan bắt đầu. Ví dụ, Lữ đoàn xe tăng hạng nhẹ 29 (chỉ huy - lữ đoàn trưởng S. Krivoshein ) với 256 chiếc T-26 được tái triển khai từ Brest đến eo đất Karelian vào tháng 2 năm 1940. Lữ đoàn đóng vai trò chủ chốt trong cuộc tấn công Vyborg vào ngày 12–13 tháng 3 năm 1940.
Trong Chiến tranh Mùa đông, Hồng quân đã mất 23 xe tăng T-26 tháp pháo đôi, 265 xe T-26 cơ bản và 10 xe T-26 chỉ huy một tháp pháo, cũng như 118 xe tăng KhT-26 và KhT-130.
Chiến tranh Mùa đông đã chứng minh rằng T-26 đã lỗi thời trước các vũ khí chống tăng mới, và thiết kế của nó đã không thể phát triển thêm nữa. Pháo chống tăng của Phần Lan dễ dàng xuyên thủng lớp giáp mỏng của T-26. Khả năng hành quân của xe ở địa hình gồ ghề, phủ đầy tuyết là kém vì động cơ công suất thấp. Liên Xô đã quyết định rút T-26 đã lỗi thời khỏi sản xuất vào năm 1940 và thay thế nó bằng một mẫu hoàn toàn mới, xe tăng hạng nhẹ T-50.

### Chiến tranh Xô-Đức
T-26 là xương sống của lực lượng thiết giáp Hồng quân trong những tháng đầu tiên cuộc xâm lược Liên Xô của Đức năm 1941. Vào ngày 1 tháng 6, Hồng quân Liên Xô có 8.747 xe tăng T-26 thuộc tất cả các biến thể, bao gồm cả xe chiến đấu bọc thép dựa trên khung gầm T-26. Về số lượng, T-26 chiếm 39,5% tổng số xe tăng của Liên Xô. T-26 là phương tiện chiến đấu chủ yếu trong các quân đoàn cơ giới của Liên Xô ở các quân khu biên giới. Ví dụ, Quân khu đặc biệt phía Tây có 1.136 xe tăng T-26 vào ngày 22 tháng 6 năm 1941 (52% tổng số xe tăng trong vùng). Quân đoàn cơ giới của Phương diện quân Tây Nam (thành lập từ các đơn vị của Quân khu đặc biệt Odessa và một số đơn vị của Quân khu đặc biệt Kievsau khi chiến tranh nổ ra) được trang bị 1.316 xe tăng T-26, chiếm 35% tổng số xe tăng trên mặt trận.

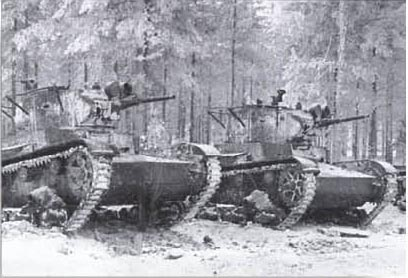
Một trung đội xe tăng T-26 của Liên Xô trước giai đoạn Đức xâm lược, năm 1939.

Có 4.875 xe tăng T-26 đóng ở các quân khu phía tây vào ngày 1 tháng 6 năm 1941. Tuy nhiên, một số xe tăng T-26 không sẵn sàng chiến đấu vì thiếu các bộ phận như bộ pin, bánh xe và xích. Tình trạng thiếu hụt như vậy khiến khoảng 30% số xe tăng T-26 không có khả năng chiến đấu. Ngoài ra, khoảng 30% số xe tăng T-26 được sản xuất từ năm 1931–1934 và chỉ còn thời hạn phục vụ hạn chế. Do đó, 5 quân khu phía tây của Liên Xô thực ra chỉ có khoảng 3.100 – 3.200 chiếc T-26 thuộc tất cả các biến thể đang hoạt động tốt (xấp xỉ 40% tổng số xe tăng ở các quân khu được đề cập), ít hơn một chút so với số lượng xe tăng Đức Quốc Xã tham gia xâm lược Liên Xô
| Biên chế xe tăng T-26 trong Hồng quân ngày 1 tháng 6 năm 1941 | Biên chế xe tăng T-26 trong Hồng quân ngày 1 tháng 6 năm 1941 | Biên chế xe tăng T-26 trong Hồng quân ngày 1 tháng 6 năm 1941 | Biên chế xe tăng T-26 trong Hồng quân ngày 1 tháng 6 năm 1941 | Biên chế xe tăng T-26 trong Hồng quân ngày 1 tháng 6 năm 1941 | Biên chế xe tăng T-26 trong Hồng quân ngày 1 tháng 6 năm 1941 | Biên chế xe tăng T-26 trong Hồng quân ngày 1 tháng 6 năm 1941 | Biên chế xe tăng T-26 trong Hồng quân ngày 1 tháng 6 năm 1941 | Biên chế xe tăng T-26 trong Hồng quân ngày 1 tháng 6 năm 1941 | Biên chế xe tăng T-26 trong Hồng quân ngày 1 tháng 6 năm 1941 | Biên chế xe tăng T-26 trong Hồng quân ngày 1 tháng 6 năm 1941 | Biên chế xe tăng T-26 trong Hồng quân ngày 1 tháng 6 năm 1941 | Biên chế xe tăng T-26 trong Hồng quân ngày 1 tháng 6 năm 1941 | Biên chế xe tăng T-26 trong Hồng quân ngày 1 tháng 6 năm 1941 | Biên chế xe tăng T-26 trong Hồng quân ngày 1 tháng 6 năm 1941 | Biên chế xe tăng T-26 trong Hồng quân ngày 1 tháng 6 năm 1941 | Biên chế xe tăng T-26 trong Hồng quân ngày 1 tháng 6 năm 1941 | Biên chế xe tăng T-26 trong Hồng quân ngày 1 tháng 6 năm 1941 | Biên chế xe tăng T-26 trong Hồng quân ngày 1 tháng 6 năm 1941 | Biên chế xe tăng T-26 trong Hồng quân ngày 1 tháng 6 năm 1941 | Biên chế xe tăng T-26 trong Hồng quân ngày 1 tháng 6 năm 1941 | Biên chế xe tăng T-26 trong Hồng quân ngày 1 tháng 6 năm 1941 |
| Biến thể                                                      | Loại                                                          | Quân khu Leningrad                                            | Quân khu Baltic                                               | Quân khu phía Tây                                             | Quân khu Kiev                                                 | Quân khu Odessa                                               | Quân khu Transcaucasian                                       | Quân khu Trung Á                                              | Quân khu xuyên Baikal                                         | Phương diện quân Viễn Đông                                    | Quân khu Arkhangelsk                                          | Quân khu Moscow                                               | Quân khu Volga                                                | Quân khu Oryol                                                | Quân khu Kharkov                                              | Quân khu Bắc Caucasian                                        | Quân khu Ural                                                 | Quân khu Siberia                                              | Thử nghiệm đánh giá                                           | Niêm cât                                                      | Tổng cộng                                                     |
| T-26 hai tháp pháo                                            | 2                                                             | 65                                                            | 22                                                            | 135                                                           | 173                                                           | 9                                                             | 20                                                            | 31                                                            | 136                                                           | 104                                                           |                                                               | 25                                                            | 38                                                            | 20                                                            | 64                                                            |                                                               |                                                               | 9                                                             |                                                               |                                                               | 851                                                           |
| T-26 hai tháp pháo                                            | 3                                                             | 8                                                             |                                                               | 39                                                            | 15                                                            | 10                                                            | 9                                                             | 10                                                            | 6                                                             | 26                                                            |                                                               |                                                               | 8                                                             | 6                                                             | 12                                                            |                                                               |                                                               | 3                                                             |                                                               |                                                               | 152                                                           |
| T-26 hai tháp pháo                                            | 4                                                             | 14                                                            | 3/3                                                           | 37/20                                                         | 42/23                                                         | 17/15                                                         | 7                                                             | 1/1                                                           | 14/14                                                         | 19/12                                                         |                                                               | 5/1                                                           | 4/2                                                           | 11                                                            | 5/3                                                           | 1/1                                                           |                                                               |                                                               | 78                                                            |                                                               | 258                                                           |
| T-26 hai tháp pháo                                            | Tổng cộng                                                     | 87                                                            | 25/3                                                          | 211/20                                                        | 230/23                                                        | 36                                                            | 36                                                            | 42/1                                                          | 156/14                                                        | 149/12                                                        |                                                               | 30/1                                                          | 50/2                                                          | 37                                                            | 81/3                                                          | 1/1                                                           |                                                               | 12                                                            | 78                                                            |                                                               | 1261                                                          |
| T-26 vô tuyến                                                 | 1                                                             |                                                               | 238                                                           | 61                                                            | 136                                                           | 51                                                            | 5                                                             |                                                               |                                                               | 66                                                            |                                                               |                                                               |                                                               |                                                               |                                                               |                                                               |                                                               |                                                               |                                                               |                                                               | 557                                                           |
| T-26 vô tuyến                                                 | 2                                                             | 196                                                           | 63                                                            | 544                                                           | 550                                                           | 31                                                            | 244                                                           | 72                                                            | 243                                                           | 857                                                           |                                                               | 110                                                           | 8                                                             | 11                                                            | 35                                                            |                                                               |                                                               | 34                                                            |                                                               |                                                               | 2998                                                          |
| T-26 vô tuyến                                                 | 3                                                             | 17                                                            | 17                                                            | 38                                                            | 22                                                            | 1                                                             | 31                                                            | 9                                                             | 7                                                             | 8                                                             |                                                               | 11                                                            | 2                                                             | 1                                                             | 8                                                             |                                                               |                                                               |                                                               |                                                               |                                                               | 172                                                           |
| T-26 vô tuyến                                                 | 4                                                             | 9                                                             | 16/9                                                          | 76/55                                                         | 38/36                                                         |                                                               | 13/6                                                          | 3/2                                                           | 18/12                                                         | 24/20                                                         |                                                               | 10/6                                                          | 5/5                                                           | 2/1                                                           | 3                                                             |                                                               |                                                               |                                                               | 102                                                           |                                                               | 319                                                           |
| T-26 vô tuyến                                                 | Tổng cộng                                                     | 222                                                           | 334/9                                                         | 719/55                                                        | 746/36                                                        | 83                                                            | 293/6                                                         | 84/2                                                          | 268/12                                                        | 955/20                                                        |                                                               | 131/6                                                         | 15/5                                                          | 14/1                                                          | 46                                                            |                                                               |                                                               | 34                                                            | 102                                                           |                                                               | 4046                                                          |
| T-26 trang bị đài radio                                       | 1                                                             |                                                               | 26                                                            | 57                                                            | 171                                                           | 67                                                            | 1                                                             |                                                               |                                                               | 60                                                            |                                                               |                                                               |                                                               |                                                               | 12                                                            |                                                               |                                                               |                                                               |                                                               |                                                               | 394                                                           |
| T-26 trang bị đài radio                                       | 2                                                             | 195                                                           | 92                                                            | 230                                                           | 471                                                           | 19                                                            | 263                                                           | 78                                                            | 196                                                           | 892                                                           |                                                               | 103                                                           | 8                                                             | 8                                                             | 27                                                            |                                                               |                                                               | 5                                                             |                                                               |                                                               | 2587                                                          |
| T-26 trang bị đài radio                                       | 3                                                             | 23                                                            | 21                                                            | 26                                                            | 13                                                            | 1                                                             | 41                                                            | 9                                                             | 10                                                            | 32                                                            |                                                               | 10                                                            |                                                               | 8                                                             | 2                                                             |                                                               |                                                               | 2                                                             |                                                               |                                                               | 198                                                           |
| T-26 trang bị đài radio                                       | 4                                                             | 4                                                             | 9/7                                                           | 28/13                                                         | 67/64                                                         | 8/8                                                           | 3                                                             | 4/4                                                           | 5/4                                                           | 12/5                                                          |                                                               | 1                                                             |                                                               |                                                               | 5/3                                                           | 1/1                                                           |                                                               |                                                               | 114                                                           |                                                               | 261                                                           |
| T-26 trang bị đài radio                                       | Tổng cộng                                                     | 222                                                           | 148/7                                                         | 341/13                                                        | 722/64                                                        | 95/8                                                          | 308                                                           | 91/4                                                          | 211/4                                                         | 996/5                                                         |                                                               | 114                                                           | 8                                                             | 16                                                            | 46/3                                                          | 1/1                                                           |                                                               | 7                                                             | 114                                                           |                                                               | 3440                                                          |
| Tổng cộng                                                     |                                                               | 531                                                           | 507/19                                                        | 1271/88                                                       | 1698/123                                                      | 214/23                                                        | 637/6                                                         | 217/7                                                         | 635/30                                                        | 2100/37                                                       | -                                                             | 275/7                                                         | 73/7                                                          | 67/1                                                          | 173/6                                                         | 2/2                                                           | -                                                             | 53                                                            | 294                                                           | -                                                             | 8747                                                          |
| ------------------------------------------------------------- | ------------------------------------------------------------- | ------------------------------------------------------------- | ------------------------------------------------------------- | ------------------------------------------------------------- | ------------------------------------------------------------- | ------------------------------------------------------------- | ------------------------------------------------------------- | ------------------------------------------------------------- | ------------------------------------------------------------- | ------------------------------------------------------------- | ------------------------------------------------------------- | ------------------------------------------------------------- | ------------------------------------------------------------- | ------------------------------------------------------------- | ------------------------------------------------------------- | ------------------------------------------------------------- | ------------------------------------------------------------- | ------------------------------------------------------------- | ------------------------------------------------------------- | ------------------------------------------------------------- | ------------------------------------------------------------- |

| Biên chế các biến thể xe tăng và xe hỗ trợ dựa trên T-26 trong Hồng quân vào ngày 1 tháng 6 năm 1941 | Biên chế các biến thể xe tăng và xe hỗ trợ dựa trên T-26 trong Hồng quân vào ngày 1 tháng 6 năm 1941 | Biên chế các biến thể xe tăng và xe hỗ trợ dựa trên T-26 trong Hồng quân vào ngày 1 tháng 6 năm 1941 | Biên chế các biến thể xe tăng và xe hỗ trợ dựa trên T-26 trong Hồng quân vào ngày 1 tháng 6 năm 1941 | Biên chế các biến thể xe tăng và xe hỗ trợ dựa trên T-26 trong Hồng quân vào ngày 1 tháng 6 năm 1941 | Biên chế các biến thể xe tăng và xe hỗ trợ dựa trên T-26 trong Hồng quân vào ngày 1 tháng 6 năm 1941 | Biên chế các biến thể xe tăng và xe hỗ trợ dựa trên T-26 trong Hồng quân vào ngày 1 tháng 6 năm 1941 | Biên chế các biến thể xe tăng và xe hỗ trợ dựa trên T-26 trong Hồng quân vào ngày 1 tháng 6 năm 1941 | Biên chế các biến thể xe tăng và xe hỗ trợ dựa trên T-26 trong Hồng quân vào ngày 1 tháng 6 năm 1941 | Biên chế các biến thể xe tăng và xe hỗ trợ dựa trên T-26 trong Hồng quân vào ngày 1 tháng 6 năm 1941 | Biên chế các biến thể xe tăng và xe hỗ trợ dựa trên T-26 trong Hồng quân vào ngày 1 tháng 6 năm 1941 | Biên chế các biến thể xe tăng và xe hỗ trợ dựa trên T-26 trong Hồng quân vào ngày 1 tháng 6 năm 1941 | Biên chế các biến thể xe tăng và xe hỗ trợ dựa trên T-26 trong Hồng quân vào ngày 1 tháng 6 năm 1941 | Biên chế các biến thể xe tăng và xe hỗ trợ dựa trên T-26 trong Hồng quân vào ngày 1 tháng 6 năm 1941 | Biên chế các biến thể xe tăng và xe hỗ trợ dựa trên T-26 trong Hồng quân vào ngày 1 tháng 6 năm 1941 | Biên chế các biến thể xe tăng và xe hỗ trợ dựa trên T-26 trong Hồng quân vào ngày 1 tháng 6 năm 1941 | Biên chế các biến thể xe tăng và xe hỗ trợ dựa trên T-26 trong Hồng quân vào ngày 1 tháng 6 năm 1941 | Biên chế các biến thể xe tăng và xe hỗ trợ dựa trên T-26 trong Hồng quân vào ngày 1 tháng 6 năm 1941 | Biên chế các biến thể xe tăng và xe hỗ trợ dựa trên T-26 trong Hồng quân vào ngày 1 tháng 6 năm 1941 | Biên chế các biến thể xe tăng và xe hỗ trợ dựa trên T-26 trong Hồng quân vào ngày 1 tháng 6 năm 1941 | Biên chế các biến thể xe tăng và xe hỗ trợ dựa trên T-26 trong Hồng quân vào ngày 1 tháng 6 năm 1941 | Biên chế các biến thể xe tăng và xe hỗ trợ dựa trên T-26 trong Hồng quân vào ngày 1 tháng 6 năm 1941 |
| Biến thể                                                                                             | Loại                                                                                                 | Quân khu Leningrad                                                                                   | Quân khu Baltic                                                                                      | Quân khu phía Tây                                                                                    | Quân khu Kiev                                                                                        | Quân khu Odessa                                                                                      | Quân khu Transcaucasian                                                                              | Quân khu Trung Á                                                                                     | Quân khu xuyên Baikal                                                                                | Phương diện quân Viễn Đông                                                                           | Quân khu Arkhangelsk                                                                                 | Quân khu Moscow                                                                                      | Quân khu Volga                                                                                       | Quân khu Oryol                                                                                       | Quân khu Kharkov                                                                                     | Quân khu Bắc Caucasian                                                                               | Quân khu Ural                                                                                        | Quân khu Siberia                                                                                     | Thử nghiệm đánh giá                                                                                  | Niêm cât                                                                                             | Tổng cộng                                                                                            |
| Xe tăng đặc biệt                                                                                     | Xe tăng đặc biệt                                                                                     | Xe tăng đặc biệt                                                                                     | Xe tăng đặc biệt                                                                                     | Xe tăng đặc biệt                                                                                     | Xe tăng đặc biệt                                                                                     | Xe tăng đặc biệt                                                                                     | Xe tăng đặc biệt                                                                                     | Xe tăng đặc biệt                                                                                     | Xe tăng đặc biệt                                                                                     | Xe tăng đặc biệt                                                                                     | Xe tăng đặc biệt                                                                                     | Xe tăng đặc biệt                                                                                     | Xe tăng đặc biệt                                                                                     | Xe tăng đặc biệt                                                                                     | Xe tăng đặc biệt                                                                                     | Xe tăng đặc biệt                                                                                     | Xe tăng đặc biệt                                                                                     | Xe tăng đặc biệt                                                                                     | Xe tăng đặc biệt                                                                                     | Xe tăng đặc biệt                                                                                     | Xe tăng đặc biệt                                                                                     |
| T-26 BHM-3 (HT-26)                                                                                   | 2 | 51                                                                                                   | 7 | 35                                                                                                   | 16                                                                                                   | | 3 | | 8 | 8 | | 37                                                                                                   | 13                                                                                                   | | | | | | | | 178                                                                                                  |
| T-26 BHM-3 (HT-26)                                                                                   | 3 | 12                                                                                                   | 1 | | | | 9 | | | 1 | | 11                                                                                                   | | | | | | | | | 34                                                                                                   |
| T-26 BHM-3 (HT-26)                                                                                   | 4 | 1 | 2/2                                                                                                  | 3/3                                                                                                  | | | 7 | 1/1                                                                                                  | 11/11                                                                                                | 3/3                                                                                                  | | 2/1                                                                                                  | 1/1                                                                                                  | | | 3/3                                                                                                  | | | 62                                                                                                   | | 96                                                                                                   |
| T-26 BHM-3 (HT-26)                                                                                   | Tổng cộng                                                                                            | 64                                                                                                   | 10/2                                                                                                 | 38/3                                                                                                 | 16                                                                                                   | - | 19                                                                                                   | 1/1                                                                                                  | 19/11                                                                                                | 12/3                                                                                                 | - | 50/1                                                                                                 | 14/1                                                                                                 | - | - | 3/3                                                                                                  | - | - | 62                                                                                                   | - | 308                                                                                                  |
| T-26 130 (HT-130)                                                                                    | 1 | | | 3 | 7 | | | | | | | | | | | | | | | | 10                                                                                                   |
| T-26 130 (HT-130)                                                                                    | 2 | 11                                                                                                   | 1 | 33                                                                                                   | 98                                                                                                   | 4 | 5 | 2 | 76                                                                                                   | 163                                                                                                  | | 18                                                                                                   | 2 | | 4 | | | 10                                                                                                   | | 1 | 428                                                                                                  |
| T-26 130 (HT-130)                                                                                    | 3 | 1 | | 9 | 8 | | 2 | 1 | 2 | 5 | | 10                                                                                                   | | | | | | | | | 38                                                                                                   |
| T-26 130 (HT-130)                                                                                    | 4 | | | 5 | | | | | 3/1                                                                                                  | 2/1                                                                                                  | | 3 | | | | | | | 11                                                                                                   | | 24                                                                                                   |
| T-26 130 (HT-130)                                                                                    | Tổng cộng                                                                                            | 12                                                                                                   | 1 | 50                                                                                                   | 113                                                                                                  | 4 | 7 | 3 | 81/1                                                                                                 | 170/1                                                                                                | - | 31                                                                                                   | 2 | - | 4 | - | - | 10                                                                                                   | 11                                                                                                   | 1 | 500                                                                                                  |
| T-26 133 (HT-133)                                                                                    | 1 | | 2 | | | | | | | | | | | | | | | | | | 2 |
| T-26 133 (HT-133)                                                                                    | 2 | 60                                                                                                   | 3 | 22                                                                                                   | 67                                                                                                   | 14                                                                                                   | 104                                                                                                  | | | | | 33                                                                                                   | 3 | | | | | | | | 306                                                                                                  |
| T-26 133 (HT-133)                                                                                    | 3 | 7 | 4 | | | | 1 | | | | | 4 | | | | | | | | | 16                                                                                                   |
| T-26 133 (HT-133)                                                                                    | 4 | | | | | | | | | | | | | | | | | | 3 | | 3 |
| T-26 133 (HT-133)                                                                                    | Tổng cộng                                                                                            | 67                                                                                                   | 9 | 22                                                                                                   | 67                                                                                                   | 14                                                                                                   | 105                                                                                                  | - | - | - | - | 37                                                                                                   | 3 | - | - | - | - | - | 3 | - | 327                                                                                                  |
| T-26 134 (HT-134)                                                                                    | 2 | | | | | | | | | | | 2 | | | | | | | | | 2 |
| Tổng số xe tăng hóa học                                                                              | Tổng số xe tăng hóa học                                                                              | 143                                                                                                  | 20/2                                                                                                 | 110/3                                                                                                | 196                                                                                                  | 18                                                                                                   | 131                                                                                                  | 4/1                                                                                                  | 100/12                                                                                               | 182/4                                                                                                | - | 120/1                                                                                                | 19/1                                                                                                 | - | 4 | 3/3                                                                                                  | - | 10                                                                                                   | 76                                                                                                   | 1 | 1137                                                                                                 |
| T-26 TT-131                                                                                          | 2 | | | | 25                                                                                                   | | | | | | | 27                                                                                                   | | | | | | | | | 52                                                                                                   |
| T-26 TT-131                                                                                          | 3 | | | | 1 | | | | | | | | | | | | | | | | 1 |
| T-26 TT-131                                                                                          | Tổng cộng                                                                                            | - | - | - | 26                                                                                                   | - | - | - | - | - | - | 27                                                                                                   | - | - | - | - | - | - | - | - | 53                                                                                                   |
| T-26 TU-132                                                                                          | 2 | 3 | | | 25                                                                                                   | | | | | | | 30                                                                                                   | | | | | | | | | 58                                                                                                   |
| T-26 TU-132                                                                                          | 3 | | | | 1 | | | | | | | | | | | | | | | | 1 |
| T-26 TU-132                                                                                          | 4 | | | | | | | | | | | 2 | | | | | | | | | 2 |
| T-26 TU-132                                                                                          | Tổng cộng                                                                                            | 3 | - | - | 26                                                                                                   | - | - | - | - | - | - | 32                                                                                                   | - | - | - | - | - | - | - | - | 61                                                                                                   |
| T-26 TOS (TT-131)                                                                                    | 2 | | | | | | | | | | | 2 | | | | | | | | | 2 |
| Tổng số xe tăng điện từ                                                                              | Tổng số xe tăng điện từ                                                                              | 3 | - | - | 52                                                                                                   | - | - | - | - | - | - | 61                                                                                                   | - | - | - | - | - | - | - | - | 116                                                                                                  |
| Xe tăng hỗ trợ                                                                                       | Xe tăng hỗ trợ                                                                                       | Xe tăng hỗ trợ                                                                                       | Xe tăng hỗ trợ                                                                                       | Xe tăng hỗ trợ                                                                                       | Xe tăng hỗ trợ                                                                                       | Xe tăng hỗ trợ                                                                                       | Xe tăng hỗ trợ                                                                                       | Xe tăng hỗ trợ                                                                                       | Xe tăng hỗ trợ                                                                                       | Xe tăng hỗ trợ                                                                                       | Xe tăng hỗ trợ                                                                                       | Xe tăng hỗ trợ                                                                                       | Xe tăng hỗ trợ                                                                                       | Xe tăng hỗ trợ                                                                                       | Xe tăng hỗ trợ                                                                                       | Xe tăng hỗ trợ                                                                                       | Xe tăng hỗ trợ                                                                                       | Xe tăng hỗ trợ                                                                                       | Xe tăng hỗ trợ                                                                                       | Xe tăng hỗ trợ                                                                                       | Xe tăng hỗ trợ                                                                                       |
| Xe công binh T-26                                                                                    | 2 | | | | 2 | | | | | 8 | | 1 | 1 | | | | | | | | 12                                                                                                   |
| Xe công binh T-26                                                                                    | 3 | 1 | | 1 | | | | | | 1 | | 2 | | | | | | | | | 5 |
| Xe công binh T-26                                                                                    | 4 | 1 | | 7 | | | | | | | | 23/18                                                                                                | | | | | | | 9 | | 40                                                                                                   |
| Xe công binh T-26                                                                                    | Tổng cộng                                                                                            | 2 | - | 8 | 2 | - | - | - | - | 9 | - | 26/18                                                                                                | 1 | - | - | - | - | - | 9 | - | 57                                                                                                   |
| Máy kéo T-26                                                                                         | 1 | | | | | | | | | 1 | | | | | | | | | | | 1 |
| Máy kéo T-26                                                                                         | 2 | 11                                                                                                   | 2 | 31                                                                                                   | 23                                                                                                   | | 1 | | 36                                                                                                   | 9 | | 12                                                                                                   | 9 | 2 | 3 | | | 1 | | | 140                                                                                                  |
| Máy kéo T-26                                                                                         | 3 | 6 | 1 | 4 | 1 | 4 | 1 | | 2 | | | 4 | | 4 | 1 | | | 1 | | | 29                                                                                                   |
| Máy kéo T-26                                                                                         | 4 | | | 7/4                                                                                                  | 9/9                                                                                                  | 1 | 1 | | 9/9                                                                                                  | | | 2 | | 1 | | 1/1                                                                                                  | | | 9 | 1 | 41                                                                                                   |
| Máy kéo T-26                                                                                         | Tổng cộng                                                                                            | 17                                                                                                   | 3 | 42/4                                                                                                 | 33/9                                                                                                 | 5 | 3 | - | 47/9                                                                                                 | 10                                                                                                   | - | 18                                                                                                   | 9 | 7 | 4 | 1/1                                                                                                  | - | 2 | 9 | 1 | 211                                                                                                  |
| Tổng cộng                                                                                            | | 19                                                                                                   | 3 | 50/4                                                                                                 | 35/9                                                                                                 | 5 | 3 | - | 47/9                                                                                                 | 19                                                                                                   | - | 44/18                                                                                                | 10                                                                                                   | 7 | 4 | 1/1                                                                                                  | - | 2 | 18                                                                                                   | 1 | 268                                                                                                  |
| --- | --- | --- | --- | --- | --- | --- | --- | --- | --- | --- | --- | --- | --- | --- | --- | --- | --- | --- | --- | --- | --- |

Vào mùa hè năm 1941, số lượng xe tăng rất lớn của Hồng quân đã bị hao hụt nghiêm trọng. Những con đường gồ ghề, những lỗ hổng trong thiết kế bánh xích vào đầu những năm 1930 và các công tác bảo trì, phục hồi và sửa chữa không đầy đủ đều khiến chúng phải gánh chịu hậu quả. Trong một số đơn vị thiết giáp tiền tuyến, có tới một nửa số xe tăng T-26, T-28 và Xe tăng BT có các bộ phận dẫn động chính (động cơ, hộp số hoặc hệ thống treo) bị hỏng hoặc hao mòn hoàn toàn. Những chiếc xe này bị mổ xẻ lấy phụ tùng để duy trì cho số còn lại hoạt động. Những chiếc xe tăng bị hư hại trong Chiến tranh Mùa đông năm 1939 cũng bị mổ xẻ để lấy các bộ phận.

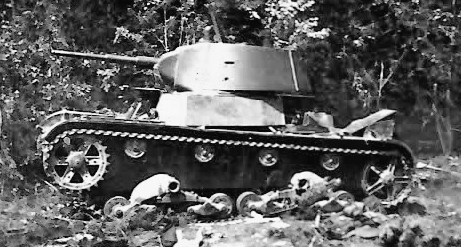
T-26 mod 1939 bị bỏ lại. Chiến dịch Barbarossa.

Hầu hết số xe tăng T-26 đã bị tổn thất trong 6 tháng đầu của cuộc chiến. Một tỷ lệ khá lớn trong tổn thất của T-26 vào mùa hè năm 1941 là do các nguyên nhân phi chiến đấu. Do cuộc chiến bắt đầu đột ngột, các kỹ thuật viên chưa được biên chế đầy đủ vào các đơn vị hỗ trợ kỹ thuật của các đơn vị xe tăng. Ngoài ra, máy kéo để sơ tán thiết bị và xe chở dầu cũng chưa được chuyển giao đầy đủ. Nhiều xe tăng T-26 và BT cũ kỹ, cùng với xe T-34 và KV chưa hoàn thiện, đã bị hỏng hóc khi hành quân, một số xe tăng đã bị bắt ngay tại kho chứa hoặc trên các sân ga - Hồng quân không có đủ phương tiện và thời gian để dỡ chúng ra chiến trường hoặc di tản về hậu phương để sửa chữa.
Ngoài ra, sự thiếu thốn về phương tiện cứu kéo và phụ tùng thay thế dẫn đến việc xe tăng bị hỏng trong chiến đấu hoặc trục trặc khi hành quân thường không thể sửa chữa được. Nhiều chiếc xe tăng dù chỉ bị hỏng hóc nhẹ nhưng cũng không có người sửa chữa, và đã phải cho nổ tung hoặc đốt cháy bởi các kíp lái khi họ rút lui. Quân đoàn cơ giới 12, được triển khai tại Quân khu đặc biệt Baltic, có 449 xe tăng T-26, 2 xe tăng phun lửa và 4 xe kéo pháo T-26T vào ngày 22 tháng 6 năm 1941. Quân đoàn mất 201 xe tăng T-26, tất cả các xe tăng phun lửa và máy kéo pháo vào ngày 7 tháng 7 năm 1941. Thêm 186 xe tăng T-26 bị mất do lỗi kỹ thuật.
Sự thay thế dự kiến cho T-26 là xe tăng hạng nhẹ T-50, bắt đầu được sử dụng trong Hồng quân vào tháng 2 năm 1941. Xe tăng T-50 tinh vi hơn được phát triển dựa trên kinh nghiệm thu được trong Chiến tranh Mùa đông và các cuộc thử nghiệm của Liên Xô đối với Panzer III. Tuy nhiên, T-50 mới và phức tạp cùng động cơ diesel của nó đã gặp phải các vấn đề sản xuất và loại xe tăng mới chưa được đưa vào sản xuất hàng loạt trước Chiến tranh Xô–Đức.

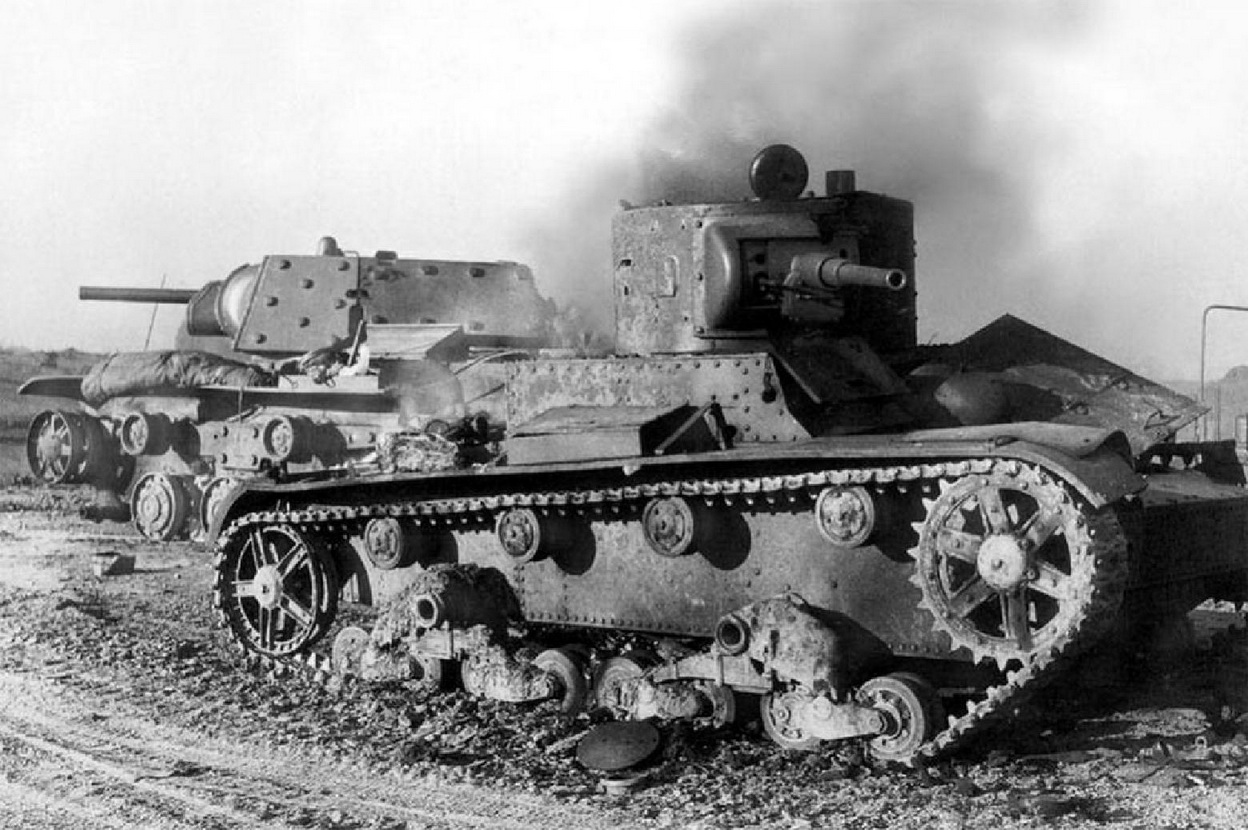
Xe tăng hạng nhẹ T-26 model 1933 và xe tăng hạng nặng KV-1 của Liên Xô bị khỏi vòng chiến đấu. Mùa hè năm 1941.

Tuy nhiên, nhiều kíp lái T-26 đã cố gắng hết sức để chống lại sự tiến công của đối phương. Ví dụ, một tiểu đoàn hỗn hợp của Sư đoàn xe tăng 55 (gồm 18 xe tăng T-26 một tháp pháo và 18 xe tăng T-26 hai tháp pháo) hỗ trợ Sư đoàn bộ binh 117 đang rút lui gần Zhlobin. Xe tăng T-26 một tháp pháo đã tiêu diệt 17 xe tăng Đức Quốc Xã. 9 chiếc xe tăng của tiểu đoàn đã kịp rút qua sông Dnepr nhưng 11 chiếc vẫn nằm trong lãnh thổ đối phương sau khi cây cầu bị phá hủy, số còn lại đã bị mất tích trong chiến đấu.
Xe tăng hạng nhẹ T-26 thua kém hoàn toàn xe tăng hạng trung như Panzer III và Panzer IV của Đức Quốc Xã về cỡ pháo, tốc độ, khả năng cơ động và vỏ giáp. Tuy nhiên, vũ khí trang bị của T-26 vẫn vượt trội so với xe tăng hạng nhẹ của Đức như Panzer I, Panzer II, Panzer 35(t) và Panzer 38(t), chiếm khoảng 50% lực lượng xe tăng Đức vào tháng 6 năm 1941. Pháo tăng 45mm 20K của Liên Xô cũng có thể xuyên thủng giáp của Panzer III và Panzer IV nhưng chỉ ở cự ly rất gần. Nguyên nhân chính dẫn đến tỷ lệ tổn thất cao của xe tăng hạng nhẹ Liên Xô trong tháng 6 - tháng 7 năm 1941 là do thiếu đạn xuyên giáp 45mm (loại đạn này đang thiếu hụt trong các đơn vị xe tăng), pháo xe tăng 45mm 20K được sản xuất vào năm 1932–1934 đã không còn đủ mạnh cũng như sự phối hợp kém giữa các đơn vị khác nhau của Hồng quân. Ưu thế trên không của Đức Quốc Xã và các vấn đề kỹ thuật thường xuyên xảy ra với các xe tăng cũ cũng khiến các lực lượng Liên Xô phải hứng chịu tổn thất.
Mặc dù bị tổn thất cao, xe tăng T-26 vẫn là bộ phận chủ chốt trong lực lượng thiết giáp của Hồng quân vào mùa thu năm 1941 (nhiều xe tăng được điều đến từ các quân khu sâu trong Liên Xô - Trung Á, Ural, Siberia, một phần từ Viễn Đông). Các đơn vị của Phương diện quân Tây được trang bị 298 xe tăng T-26 vào ngày 1 tháng 10 năm 1941, tương đương 62% tổng lực lượng xe tăng của phương diện quân này. Tuy nhiên, nhiều xe tăng T-26 cũ mà các lữ đoàn xe tăng nhận được từ các xưởng sửa chữa đều trong tình trạng kỹ thuật kém và kết quả là chỉ có 50 xe tăng T-26 (14 trong số chúng đang được sửa chữa) có sẵn khi trận Mátxcơva nổ ra. Xe tăng T-26 cũng tham gia Chiến dịch Rostov vào tháng 12 năm 1941.
Tính đến ngày 28 tháng 10 năm 1941, Phương diện quân Tây của Hồng quân chỉ còn 441 xe tăng đang hoạt động tốt, bao gồm 33 KV-1, 175 T-34, 43 BT, 50 T-26, 113 T-40 và 32 T-60.
Xe tăng T-26 cũng tham gia chiến đấu trong đội hình Phương diện quân Leningrad năm 1941. Ví dụ, Tiểu đoàn xe tăng xung kích 86, được trang bị T-26, hỗ trợ các cuộc tấn công của bộ binh Liên Xô từ Kolpino về phía Krasny Bor và Tosno vào ngày 20-26 tháng 12 năm 1941. Có trường hợp một chiếc T-26 đang hoạt động được ghi lại rõ ràng: trong sáu ngày liên tục tấn công và phản công, chiếc T-26 của  trung đội trưởng-Trung úy M.I Yakovlev đã phá hủy ba pháo chống tăng, bốn tổ súng máy, ba khẩu súng cối và một kho đạn ở Krasny Bor, ngoài ra còn tiều diệt khoảng 200 binh lính đối phương. T-26 của Yakovlev đã bị bắn thủng bởi 9 quả đạn, nhưng không ngừng hoạt động. Trung úy Yakovlev đã ba lần được nhận danh hiệu Anh hùng Liên Xô.

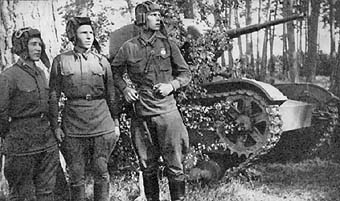
T-26 model 1938 và kíp lái trước khi chiến đấu. Có lẽ là năm 1942.

Xe tăng T-26 tiếp tục được sử dụng trên khắp mặt trận Xô-Đức từ Biển Barents đến Biển Đen ( Trận Crimea ) vào năm 1942, nhưng với số lượng giảm dần do mỗi xe tăng T-26 bị phá hủy hoặc mất tích đã được thay thế bằng một chiếc T-34. Trong Trận Kharkov lần thứ hai, một số đơn vị xe tăng của Quân đoàn xe tăng 22 thuộc Phương diện quân Tây Nam được trang bị T-26 (ví dụ, Lữ đoàn xe tăng 13 có sáu xe tăng T-26 vào ngày 9 tháng 5 năm 1942). Ngày 13 tháng 5 năm 1942, quân Đức phản công vào sườn Tập đoàn quân 38 của Liên Xô, sau đó tiến hành tấn công. Mỗi đơn vị xe tăng hiện có giao chiến với nhóm chiến đấu của Đức bao gồm khoảng 130 xe tăng thuộc Sư đoàn thiết giáp số 3 và 23. Ba lữ đoàn xe tăng Liên Xô đã bị mất toàn bộ xe tăng, nhưng đã gây cho đối phương nhiều tổn thất nặng nề.
Các hoạt động cuối cùng trong Chiến tranh Xô–Đức có sự tham gia của số lượng đáng kể xe tăng T-26 là Trận Stalingrad và Chiến dịch Kavkaz cuối năm 1942. Mặc dù T-26 không có hoạt động tích cực nào trên mặt trận chính Xô-Đức trong năm 1943, T-26 vẫn được biên chế cho một số đơn vị hậu phương. Do đó, Lữ đoàn xe tăng 151 (Tập đoàn quân 45, Phương diện quân Zakavkaz) được trang bị 24 chiếc T-26 và 19 xe tăng hạng nhẹ Mk VII Tetrarch của Anh, đã bảo vệ biên giới Liên Xô-Iran. Lữ đoàn xe tăng này được tái triển khai đến Tuapse (Tập đoàn quân 47) vào tháng 1 năm 1943.
Một số đơn vị xe tăng của Phương diện quân Leningrad bị bao vây đã sử dụng xe tăng T-26 của họ cho đến đầu năm 1944, khi việc phá vỡ Phong tỏa Leningrad bắt đầu (ví dụ, Lữ đoàn xe tăng 1 và 220 mỗi đơn vị có 32 xe tăng T-26 vào ngày 1 tháng 1 năm 1944). Những chiếc T-26 đã được sử dụng ở đó cho đến mùa hè năm 1944. Tại khu vực Karelia và Murmansk (khu vực xa xôi và ít tác chiến của mặt trận Xô-Đức), những chiếc T-26 còn phục vụ lâu hơn, cho đến cuối mùa hè năm 1944.

### Anh-Liên Xô tấn công Iran
Xe tăng T-26 của Sư đoàn xe tăng 6 và 54 thuộc Quân đoàn cơ giới 28 (có 717 xe tăng hạng nhẹ T-26 và BT vào ngày 1 tháng 5 năm 1941) đã tham gia vào Chiến dịch Countenance từ tháng 8 đến tháng 9 năm 1941.

### Chiến tranh Xô-Nhật
Chiến dịch Mãn Châu (1945) của Liên Xô là hoạt động quân sự cuối cùng mà T-26 của Hồng quân được sử dụng. Hồng quân có 1.461 chiếc T-26 ở vùng viễn đông vào ngày 5 tháng 8 năm 1945 (1.272 chiếc trong số này đang trong tình trạng hoạt động). Có nhiều xe tăng kiểu cũ (chủ yếu là xe tăng T-26 và BT-7) trong các lữ đoàn xe tăng độc lập ở vùng Viễn Đông; số xe này vẫn còn ở biên giới Mãn Châu trong suốt cuộc Chiến tranh Xô–Đức. Để tăng hiệu quả chiến đấu của các đơn vị xe tăng này, 670 xe tăng T-34-85 mới đã được cấp cho một tiểu đoàn của mỗi lữ đoàn vào mùa hè năm 1945, hai tiểu đoàn còn lại trang bị xe tăng hạng nhẹ T-26 hoặc BT-7 như trước. Ví dụ, Phương diện quân Viễn Đông 1 có 11 lữ đoàn xe tăng độc lập (80–85 xe tăng trong mỗi lữ đoàn, một nửa là T-26 hoặc BT) vào thời điểm đó. Một số chiếc T-26 thuộc 2 sư đoàn xe tăng và 5 lữ đoàn xe tăng của Phương diện quân Zabaikal. Những đơn vị xe tăng như vậy đã tham gia vào trận đánh bại Đạo quân Quan Đông của Đế quốc Nhật Bản vào tháng 8 năm 1945.
T-26 thường thể hiện khả năng hoạt động đường dài ở khu vực hoạt động Viễn Đông tốt hơn nhiều so với xe tăng hạng trung T-34-85 và M4 Sherman. Ngoài ra, hỏa lực của T-26 vẫn đủ để chống lại các loại xe bọc thép và xe tăng hạng nhẹ của Đế quốc Nhật Bản. Xe tăng T-26 đã tham gia lễ duyệt binh mừng chiến thắng trước Nhật Bản ở Cáp Nhĩ Tân vào tháng 9 năm 1945.

### Phục vụ bên ngoài Hồng quân
Sau khi Nội chiến Tây Ban Nha kết thúc và việc chiếm được các thiết bị quân sự của Cộng hòa Tây Ban Nha bao gồm cả những chiếc T-26, Tây Ban Nha của Franco đã nhận thêm một số chiếc T-26 từ Pháp được lấy từ các lực lượng Cộng hòa rút lui và bị giam giữ trong các kho của quân Pháp. Năm 1942, Quân đội Tây Ban Nha có 139 xe tăng hạng nhẹ T-26 model 1933 được đưa vào sử dụng. Sau khi Thế chiến II kết thúc, Tây Ban Nha có ít nhất 116 chiếc T-26, chủ yếu thuộc Sư đoàn Thiết giáp Brunete. Các xe tăng T-26 không được thay thế cho đến năm 1953, khi Tây Ban Nha và Hoa Kỳ ký một thỏa thuận bán các lô hàng vũ khí mới cho Tây Ban Nha. 12 xe tăng M47 Patton đầu tiên, chuyên dùng để thay thế các xe tăng T-26 cũ, đã đến Cartagena vào tháng 2 năm 1954.

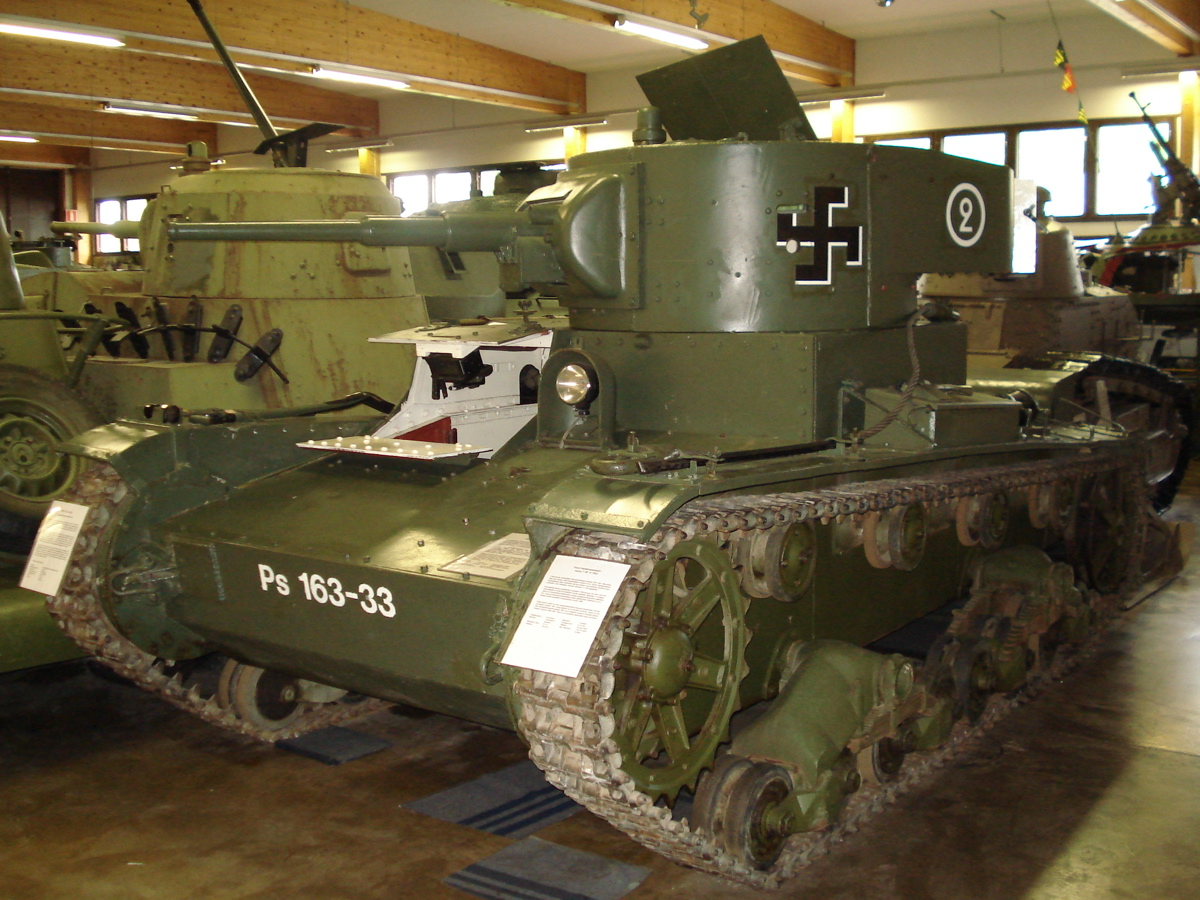
T-26 model 1933 trưng bày trong Bảo tàng Xe tăng Parola. Chiếc xe tăng bị bắt giữ này đã được Phần Lan sử dụng trong Chiến tranh Tiếp diễn. Chiếc xe đã được khôi phục lại tình trạng có thể lái được.

Quân đội Phần Lan đã bắt giữ gần 70 xe tăng T-26 thuộc các biến thể khác nhau (bao gồm cả xe tăng phun lửa KhT-26 và KhT-130) trong Chiến tranh Mùa đông. Trong số này, có 10 chiếc T-26 model 1931, 20 chiếc T-26 model 1933, 2 chiếc T-26 model 1938/1939, 2 chiếc KhT-26 và 4 KhT-130 được sửa chữa tại Xưởng xe tăng Varkaus và được đưa vào trang bị cho đến tháng 6 năm 1941. Phần Lan cũng trang bị lại xe tăng Vickers 6 tấn của Liên Xô với pháo 45mm 20K và chuẩn hóa đạn súng máy đồng trục DT với những chiếc T-26 bị bắt. Những chiếc Vickers sửa đổi này dưới tên gọi T-26E được Quân đội Phần Lan sử dụng trong Chiến tranh Tiếp diễn để hỗ trợ bộ binh.
Trong giai đoạn tấn công của Chiến tranh Tiếp diễn vào mùa hè và mùa thu năm 1941, Phần Lan đã bắt được hơn 100 chiếc T-26 với nhiều biến thể khác nhau (trong đó có một số xe tăng có giáp đính). Trong số này, 35 chiếc đã được sửa chữa toàn bộ và gửi cho Tiểu đoàn Thiết giáp, 21 chiếc được cất giữ để tân trang lại sau này, số còn lại bị loại bỏ. Có 102 chiếc T-26 trong Quân đội Phần Lan vào ngày 1 tháng 1 năm 1942 (xe tăng hai tháp pháo và xe tăng phun lửa được sử dụng làm phương tiện huấn luyện). Tiểu đoàn Thiết giáp được tổ chức lại thành Lữ đoàn Thiết giáp (gồm hai tiểu đoàn) vào ngày 10 tháng 2 năm 1942.

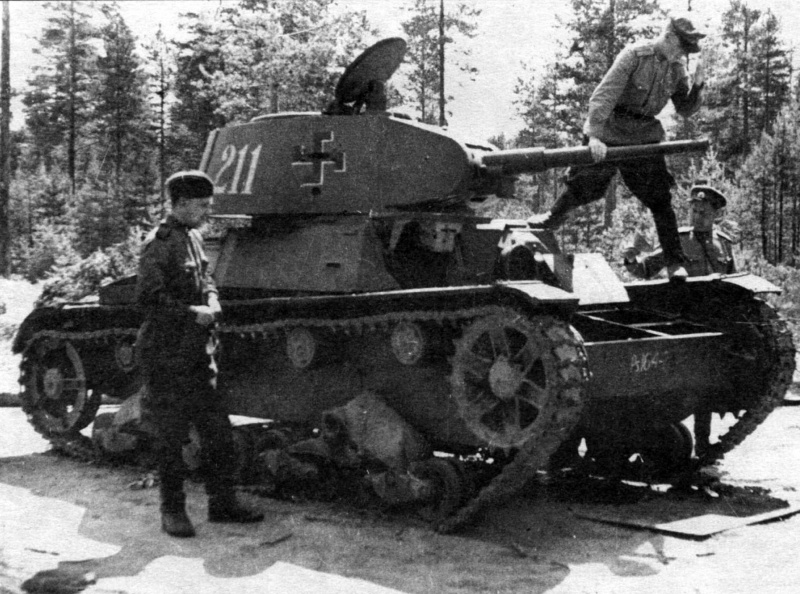
Sĩ quan Liên Xô kiểm tra xe tăng phun lửa KhT-133 của Phần Lan, được trang bị pháo 45 mm 20K và súng máy DT. Karelia năm 1944.

Phần Lan hiện đại hóa T-26 của họ vào năm 1942–1943. Tám chiếc T-26 model 1931 nhận được tháp pháo từ xe tăng T-26 hoặc BT một tháp pháo. Ngoài ra, tháp pháo từ những chiếc T-26 hoặc Xe tăng BT không thể sửa chữa của các biến thể khác nhau được lắp trên KhT-26, KhT-130 và KhT-133, đã loại bỏ thiết bị phun lửa. Một giá đỡ đạn cho súng máy DT đã được lắp trên một số loại xe tăng này ở tấm bọc thép phía trước của hộp tháp pháo. Ngoài ra, một số chiếc T-26 của Phần Lan có cửa lái được sửa đổi mở sang bên trái cũng như một bộ công cụ phụ tùng thay thế khác, và nhiều xe tăng được trang bị dầm sau đặc biệt để kéo pháo và các phương tiện bị hư hỏng.
T-26 vẫn là xe tăng chủ lực của Sư đoàn Thiết giáp Phần Lan trong suốt cuộc chiến, mặc dù StuG III của Đức bắt đầu thay thế nó vào năm 1943. Số lượng cao nhất trong biên chế Phần Lan là vào mùa hè năm 1944, khi người Phần Lan có tới 126 xe tăng T-26 khác nhau, bao gồm 22 chiếc Vickers 6 Tấn (T-26E) được làm lại, 2 chiếc T-26 model 1931, 1 KhT-26, 63 T-26 model 1933, 36 T-26 model 1938/1939 và 2 xe kéo pháo T-26T. Khoảng 75 chiếc T-26 và 19 chiếc T-26E tiếp tục phục vụ sau khi Chiến tranh thế giới thứ hai kết thúc. Một số xe tăng này được giữ làm phương tiện huấn luyện cho đến năm 1960, khi chúng cuối cùng bị loại bỏ và thay thế bằng các loại xe tăng mới hơn của Anh và Liên Xô. Vào tháng 1 năm 1960, Quân đội Phần Lan vẫn còn 21 xe tăng T-26 các loại trong biên chế và chiếc T-26 cuối cùng của Phần Lan đã chính thức nghỉ hưu vào năm 1961.
Quân đội (Wehrmacht) của Đức Quốc Xã đã sử dụng khoảng 40 xe tăng T-26 bị bắt giữ thuộc các biến thể khác nhau dưới tên gọi Panzerkampfwagen 737(r), 738(r), hoặc 740(r), tùy thuộc vào từng biến thể. Xe tăng phun lửa KhT-130 có tên gọi của Đức là Flammenwerfer Panzerkampfwagen 739(r). Chỉ có một số lượng rất nhỏ xe tăng T-26 bị bắt đã được sửa chữa bởi các xưởng quân đội Đức vào cuối năm 1941 Hàng trăm xe tăng Liên Xô bỏ rơi vào mùa hè 1941 trong các cuộc rút lui bị quân Đức thu giữ, hư hỏng nặng trong chiến đấu hoặc có những hỏng hóc kỹ thuật không thể sửa chữa vì không có phụ tùng thay thế, và xe tăng của Đức được ưu tiên bảo dưỡng cao hơn. Một số lượng nhỏ xe tăng T-26 của Đức tham gia Trận chiến Smolensk (1941),Trận Moscow, Trận Rzhev, chiến đấu gần Leningrad và Bryansk, trong trận Minsk và thậm chí cả cuộc nổi dậy Warsaw năm 1944. Chúng được sử dụng bởi một số đơn vị súng trường và xe tăng bao gồm Sư đoàn 3 SS Totenkopf. Ngoài ra, các đại đội xe tăng của quân cảnh Đức (Polizei-Panzer-Kompanien) đã sử dụng một vài chiếc T-26 bị bắt giữ, bao gồm cả những chiếc xe tăng hai tháp pháo lỗi thời, trên các lãnh thổ chiếm đóng của Liên Xô và Ba Lan.
Vào mùa thu năm 1943, mười xe tăng T-26 của Đức đã được trang bị lại thành pháo tự hành (các tháp pháo đã được dỡ bỏ và thay vào đó là các pháo 7,5 cm cũ của Pháp Pak 97/38 (f) có lá chắn). Pháo tự hành 7,5 cm Pak 97/98 (f) auf Pz.740 (r) đó phục vụ trong Đại đội 3 thuộc Tiểu đoàn chống tăng 563 (3 Kp. Pz.Jg.Abt. 563) nhưng tất cả đều là sớm được thay thế bằng Marder III vào ngày 1 tháng 3 năm 1944.
Tính đến ngày 1 tháng 11 năm 1942, Quân đội Hoàng gia Romania có 33 chiếc T-26 thuộc các biến thể khác nhau, chủ yếu do Đức Quốc Xã viện trợ. Tuy nhiên, họ không thể sửa chữa hầu hết các phương tiện bị bắt và vì vậy không phải tất cả đều được sử dụng trong chiến đấu. Ví dụ, Sư Đoàn Xe tăng 1 chỉ có 2 xe tăng T-26 vào tháng 5 năm 1942. Quân đội Hungary cũng sử dụng một vài chiếc T-26 mod 1933 bị bắt.

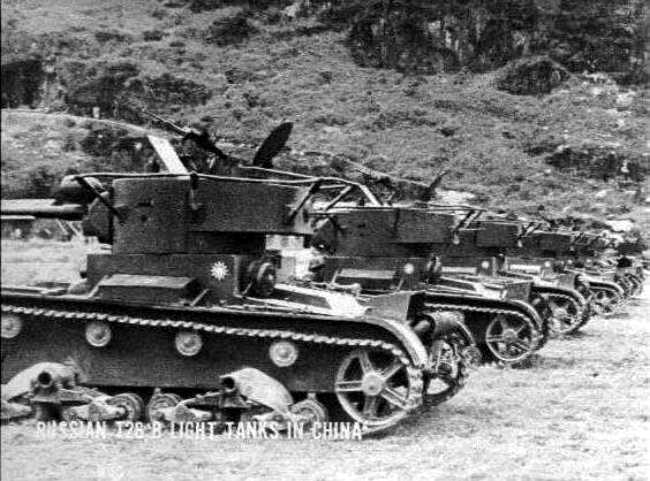
T-26 model 1933 của Quốc quân Trung Hoa Dân Quốc tại Hồ Nam

Vào tháng 8 năm 1937, chính phủ của Tưởng Giới Thạch đàm phán với chính phủ Liên Xô để viện trợ quân sự cho Cuộc kháng chiến chống Nhật Bản của Trung Quốc (1937–1945) trong khi ký kết Hiệp ước Không xâm lược giữa Trung Hoa Dân quốc và Liên Xô. Liên Xô đã bán 82 xe tăng T-26 model 1933 cho Trung Quốc. Những chiếc này được vận chuyển đến cảng Quảng Châu vào mùa xuân năm 1938, và được sử dụng để thành lập Sư đoàn bộ binh 200 của Quân đội Cách mạng Quốc gia Trung Quốc. Sư đoàn bộ binh 200 thực chất là một sư đoàn cơ giới gồm 4 trung đoàn, trong đó có một trung đoàn xe tăng được trang bị 70 hoặc 80 chiếc T-26, một trung đoàn xe bọc thép, một trung đoàn bộ binh cơ giới và một trung đoàn pháo binh.
Các kíp tăng Trung Quốc được huấn luyện dưới sự giám sát của các chuyên gia Liên Xô. Xe tăng T-26 của Sư đoàn bộ binh 200 được sử dụng trong trận Lanfeng năm 1938, trận đèo Côn Lôn năm 1939, trận Vân Nam-Miến Điện trong chiến dịch Miến Điện năm 1942 và một số trận chiến khác chống lại quân Đế quốc Nhật Bản cho đến năm 1944. Sau Thế chiến II, số xe tăng T-26 còn lại của Trung Quốc được trang bị cho Trung đoàn Thiết giáp số 1 của quân đội của chính phủ Quốc dân đảng Trung Quốc, hoạt động ở Hoa Đông trong Nội chiến Trung Quốc (1946–1950). Một số xe tăng T-26 đã bị Quân Giải phóng Nhân dân Trung Quốc tiêu diệt hoặc bắt giữ trong Chiến dịch Hoài Hải năm 1949. Một số chiếc T-26 còn sống sót đã chuyển đến Đài Loan khi chính phủ Tưởng Giới Thạch rời khỏi Trung Quốc đại lục và sau đó nghỉ hưu.

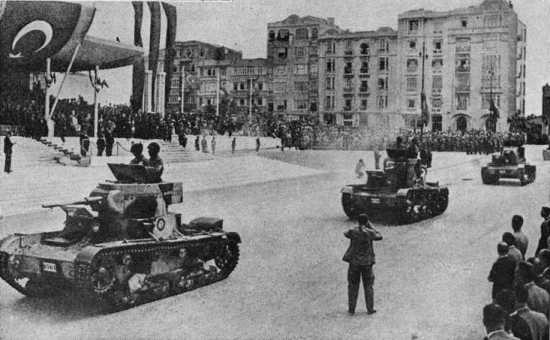
T-26 ở Thổ Nhĩ Kỳ. 1935

Năm 1935, Thổ Nhĩ Kỳ mua 60 chiếc T-26 model 1933 của Liên Xô (còn có hai chiếc T-26 hai tháp pháo model 1931 được trình cho chính phủ Thổ Nhĩ Kỳ vào năm 1933-1934), cùng với khoảng 60 xe bọc thép BA-6 để tạo thành Tiểu đoàn xe tăng 1 của Sư đoàn kỵ binh 2 tại Lüleburgaz. Lữ đoàn Thiết giáp của Quân đội Thổ Nhĩ Kỳ bao gồm các Đại đội 102 và 103 được trang bị loại T-26 mod 1933 (một đại đội gồm bốn trung đội, một trung đội có năm xe tăng) vào cuối năm 1937. Nhóm dự bị của lữ đoàn cũng có 21 xe tăng T-26. Đầu năm 1940, Quân đội Thổ Nhĩ Kỳ có Lữ đoàn Thiết giáp tại Istanbul, thuộc Tập đoàn quân 1 và Tiểu đoàn xe tăng 1 thuộc Tập đoàn quân 3. Xe tăng T-26 của Thổ Nhĩ Kỳ được đưa ra khỏi biên chế năm 1942.
Có khả năng là hai chiếc T- 26 hai tháp pháo mod 1931 đã được bán cho Afghanistan vào năm 1935, nhưng thông tin này chưa được xác nhận.

## Danh sách hiện vật

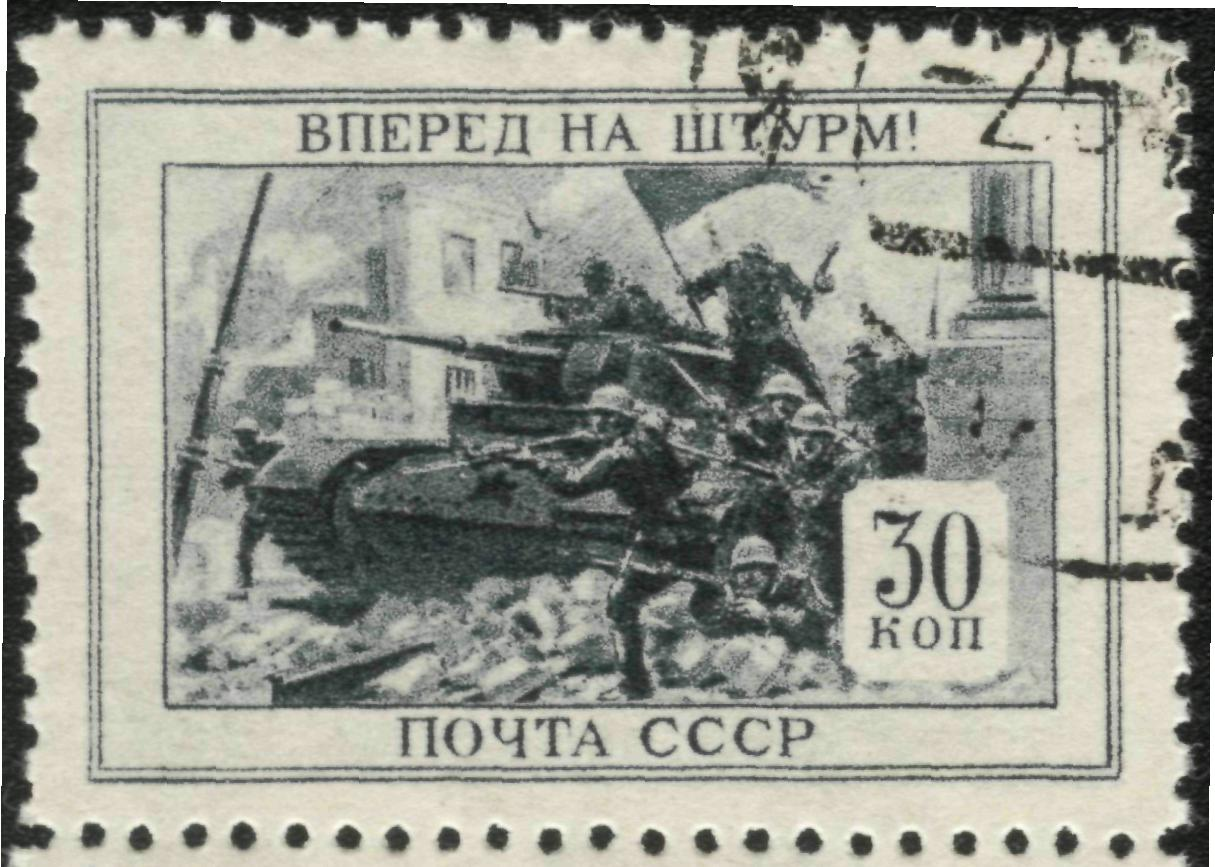
T-26 trên tem thư thời chiến của Bưu chính Liên Xô với tựa đề "Tiến lên xung kích!"

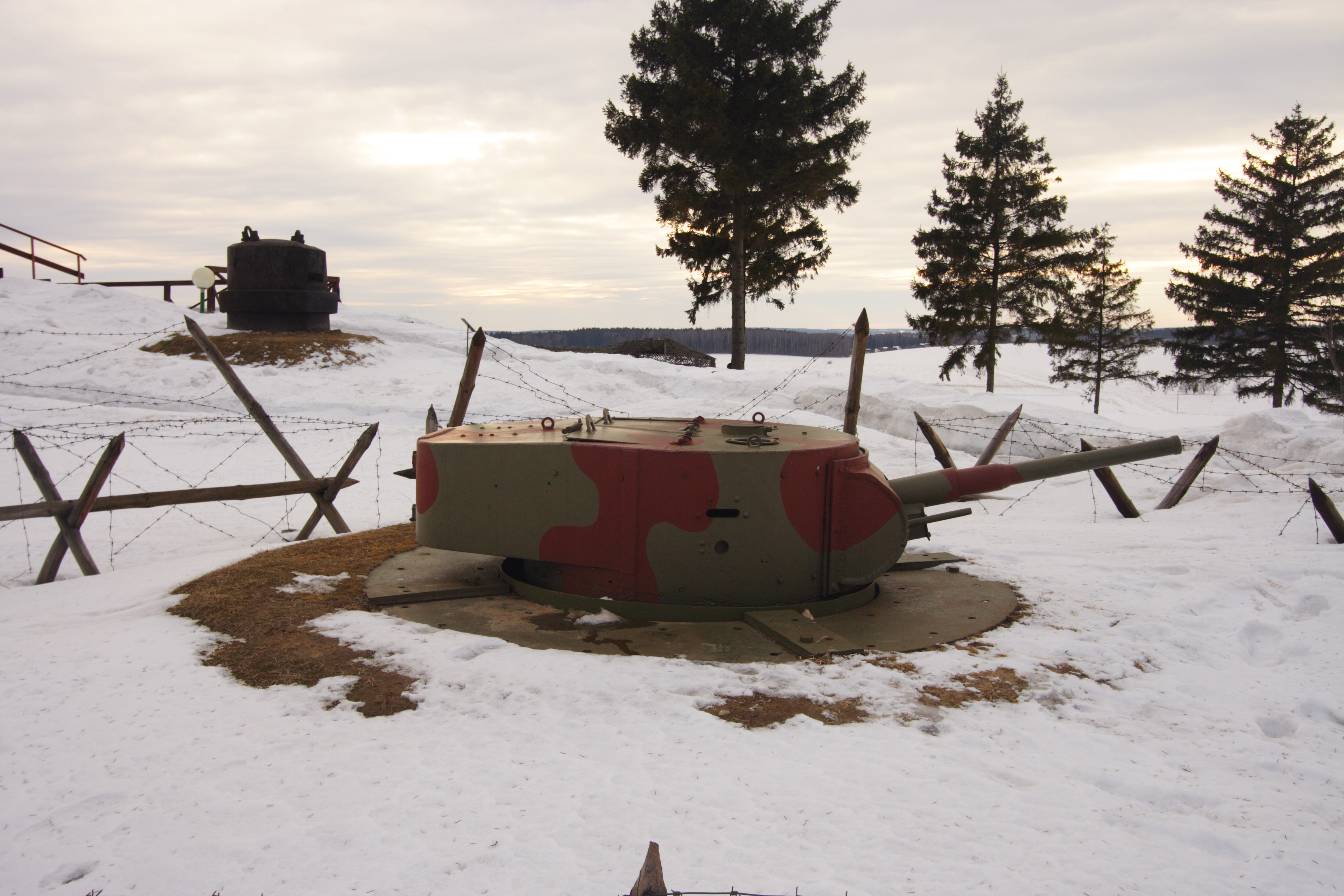
Tháp pháo T-26 model 1933 dùng làm lô cốt, di tích "Phòng tuyến Stalin"

Khoảng 50 xe tăng T-26 với nhiều biến thể khác nhau còn nguyên vẹn và được phục chế vẫn còn tồn tại cho đến ngày nay, không kể một số lượng lớn các tháp pháo và các bộ phận của thân xe bọc thép nằm rải rác nhiều nơi trên thế giới:

### Model 1931 (hai tháp pháo, súng máy)
- Nga - Công viên Chiến thắng trên Đồi Poklonnaya, Moscow. Chiếc xe được trục vớt lên từ sông Neva vào năm 1989.[110][111]
- Nga - Bảo tàng Thiết bị Quân sự "Chiến đấu Vinh quang của quân Urals" ở Verkhnyaya Pyshma. Được chế tạo lại từ một thân xe bọc thép với việc bổ sung một số chi tiết ban đầu (bao gồm một tháp súng máy).[110]
- Nga - Bảo tàng Lịch sử Quân sự Nga, Padikovo, tỉnh Matxcova. Đã được tân trang lại hoàn toàn, chạy bằng động cơ nguyên bản.
- Australia - Được trưng bày tại Bảo tàng Thiết giáp và Pháo binh Úc

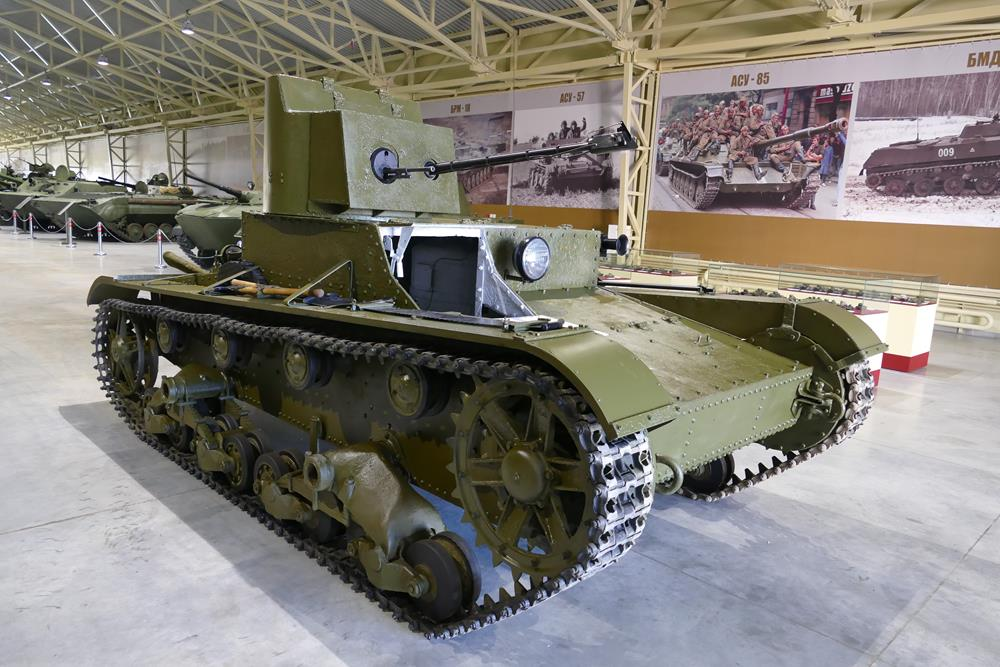
Xe tăng hóa chất HT-26 tại Bảo tàng Lịch sử Quân sự Nga
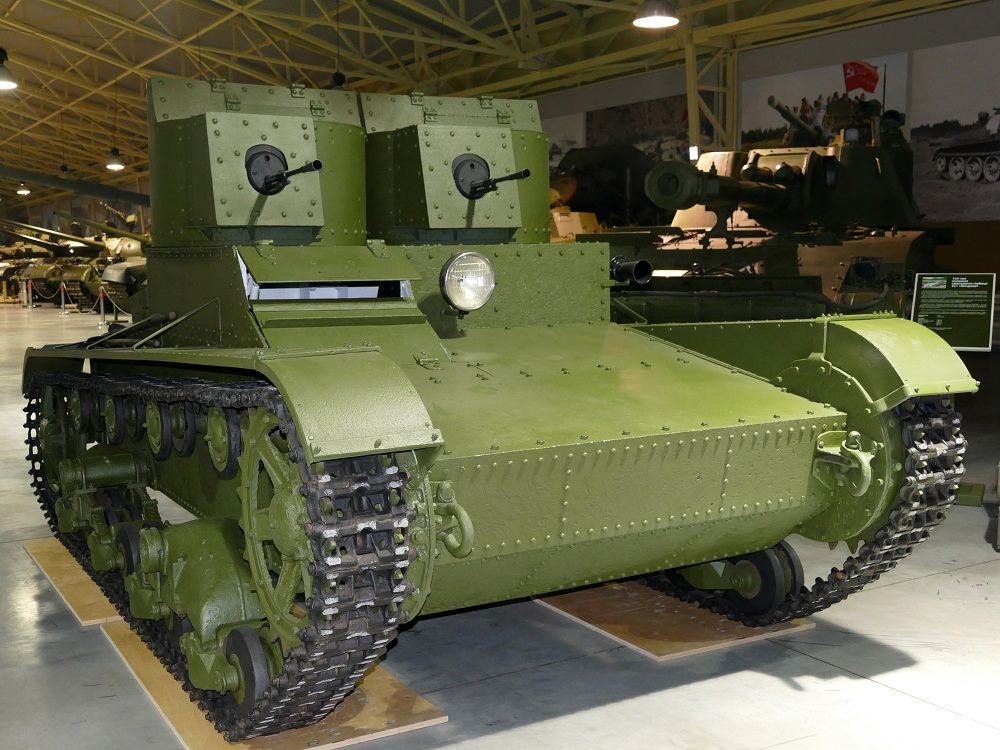
T-26 kiểu 1931 tại Bảo tàng Lịch sử Quân sự Nga ở Padikovo

### Model 1932 (hai tháp pháo, súng máy)

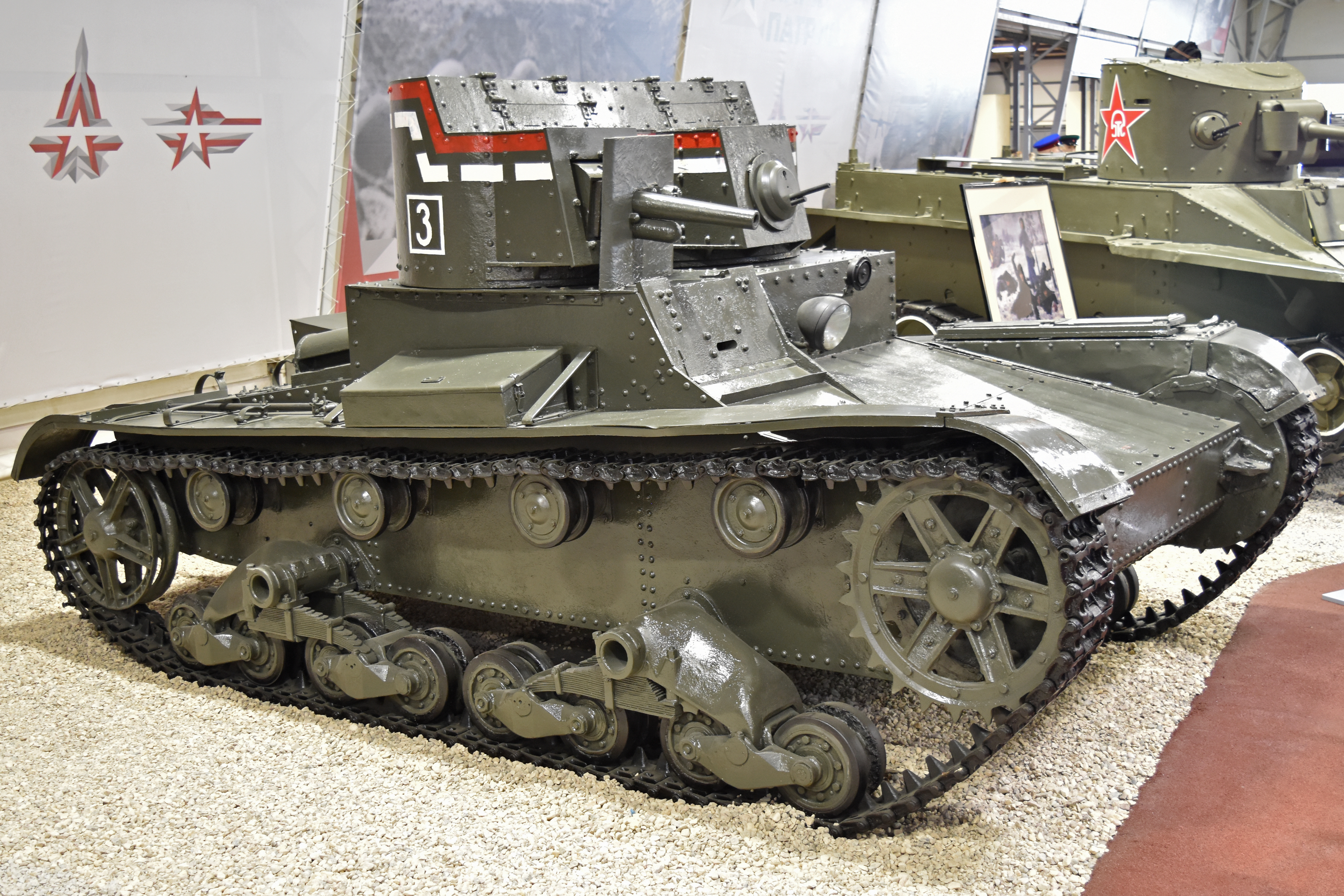
T-26 hai tháp pháo với súng máy trong trưng bày của Công viên "Yêu nước", Kubinka

- Nga - Công viên Yêu nước, Kubinka, Tỉnh Matxcova.[110]

### Model 1933/34/35/36/37 (tháp pháo hình trụ)
- Nga - Bảo tàng Lực lượng vũ trang Trung ương, Matxcova. Được chuyển từ Bảo tàng ở Kubinka vào đầu những năm 1980.[110]
- Nga - Công viên Chiến thắng trên Đồi Poklonnaya, Moscow. Được phục chế từ khung bọc thép bị phá hủy của xe tăng Vickers Ba Lan với việc bổ sung các chi tiết nguyên bản (bao gồm cả tháp pháo)
- Nga - Bảo tàng Công nghệ Vadim Zadorozhny, Quận Krasnogorsk (Tỉnh Matxcova). Được phục chế bằng cách sử dụng một số chi tiết ban đầu của tháp pháo và thân xe bọc thép

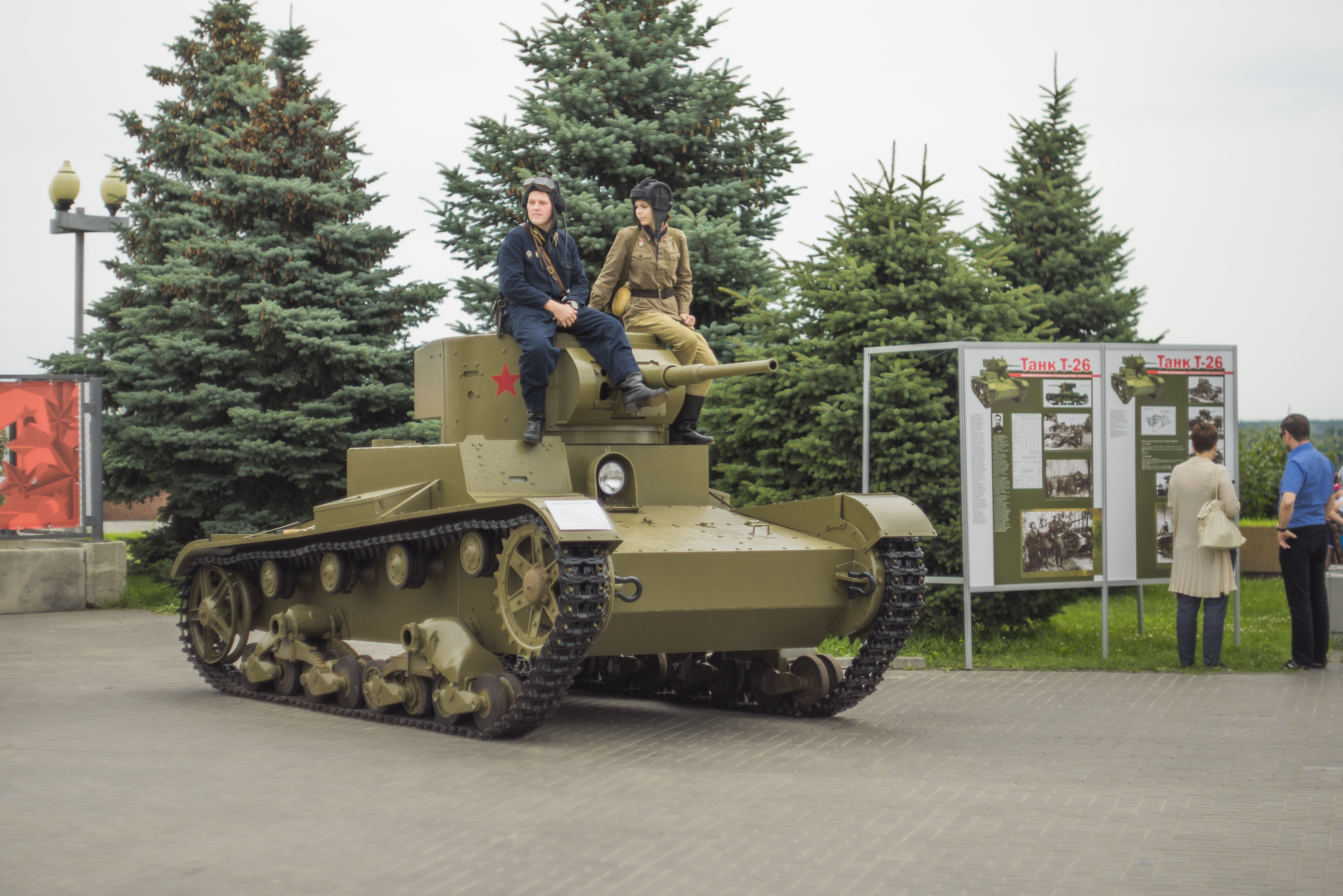
Xe tăng T-26 tại phức hợp Bảo tàng - Khu bảo tồn "Trận đánh Stalingrad"

- Nga - Bảo tàng-Khu bảo tồn Trận đánh Stalingrad, Volgograd. Model 1937. Được phục chế bằng các mảnh vỡ của chiếc xe ban đầu. Bảo tàng nhận từ nhà sưu tập và phục chế Dmitry Bushmakov
- Nga - Bảo tàng Khu bảo tồn "Phá vỡ cuộc vây hãm Leningrad" Kirovsk, tỉnh Leningrad. Được được trục vớt lên từ sông Neva vào năm 2003. Chiếc xe tăng không được phục chế hoàn toàn (thiệt hại chiến đấu được giữ nguyên).
- Nga - Bảo tàng Lịch sử Quân sự Nga, Padikovo, Tỉnh Matxcova. Được phục chế từ xác của ba chiếc xe tăng T-26, được khôi phục lại tình trạng hoạt động
- Nga - Bảo tàng Lịch sử Quân sự Lenino-Snegirevsky, Snegiri, Tỉnh Matxcova. Được tìm thấy gần làng Myasnoy Bor, tỉnh Novgorod vào năm 1989.

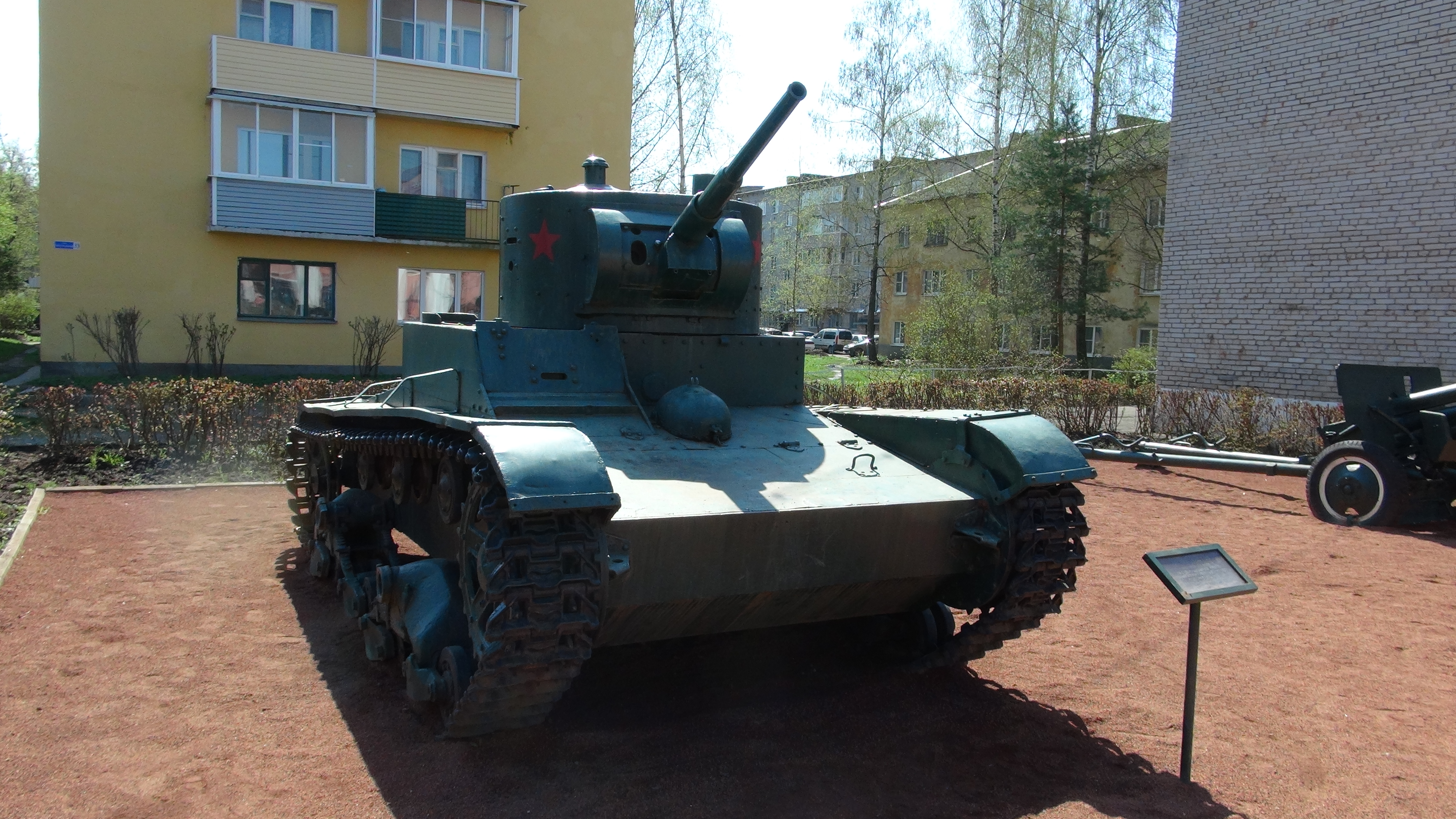
T-26 gần Bảo tàng NWF ở Staraya Russa

- Nga - Trong một khu vực mở gần Bảo tàng Phương diện quân Tây Bắc, Staraya Russa. Chiếc xe được trục vớt lên từ sông Lovat gần làng Korovitchino vào năm 1981
- Nga - Bảo tàng Vinh quang Quân sự Quốc gia, Saratov. Được tìm thấy gần Yelnya, phục chế và trưng bày vào năm 2011
- Nga - Bảo tàng tư nhân về thiết bị quân sự, Engels. Vẫn còn khả năng chiến đấu.

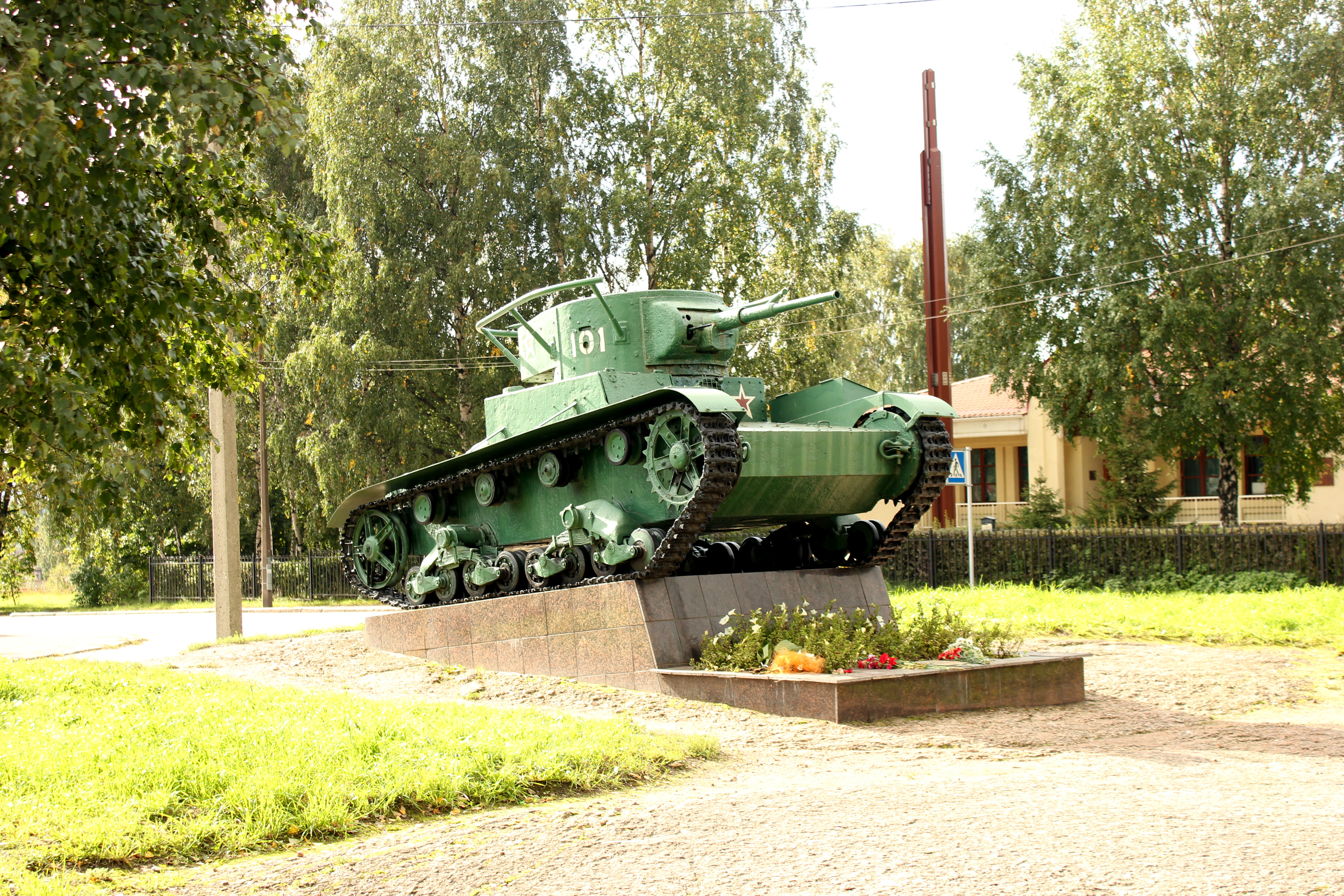
T-26 làm tượng đài của Vyborg. 2011

- Nga - Tượng đài ở ngã tư đường đường cao tốc Gagarin và Primorskoe, Vyborg. Chiếc xe này đã tham gia vào chiến tranh mùa đông. Bị chìm trong cuộc pháo kích ở Vịnh Phần Lan, kíp lái thiệt mạng. Được vớt lên vào năm 2005. Nó đã được phục chế tại nhà máy đóng tàu Vyborg và được lắp đặt như một đài tưởng niệm các binh sĩ xe tăng đã ngã xuống.

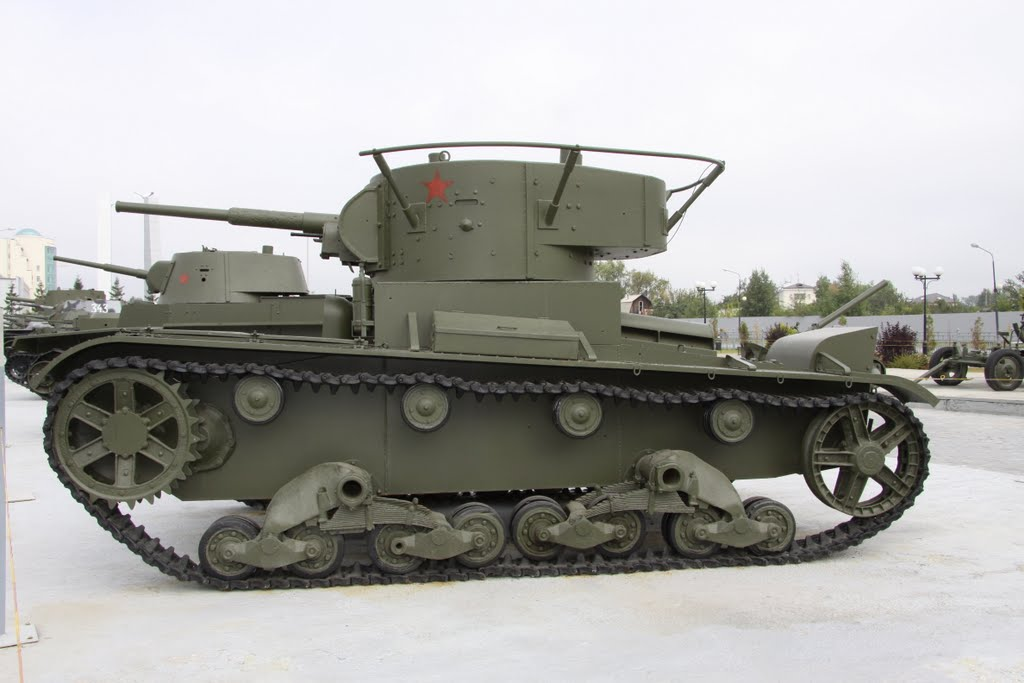
T-26RT 1933 trong bảo tàng thiết bị quân sự của UMMC

- Nga - Bảo tàng thiết bị quân sự và ô tô UMMC, Verkhnyaya Pyshma. Được phục chế từ một thân xe bọc thép bị hỏng với việc bổ sung một số chi tiết ban đầu và tháp pháo nguyên bản từ BT-5.
- Tây Ban Nha - Học viện Hạ sĩ quan, Talarn, Catalonia
- Tây Ban Nha - Học viện Bộ binh Tây Ban Nha, Toledo. Ba xe tăng. Tất cả trước đây đều là xe truyền tin, có dấu vết của giá đỡ ăng-ten cầm tay.
- Tây Ban Nha - Căn cứ quân sự Conde de Gazola của trung đoàn pháo binh 63. Ferral del Bernesga, Leon
- Tây Ban Nha - Học viện Quân sự Zaragoza. Hai xe tăng. Một trong số đó trước đây là xe truyền tin.
- Tây Ban Nha - Căn cứ quân sự General Alvarez de Castro của Trung đoàn bộ binh số 62 Arapiles. San Clemente Sasebas, Girona
- Tây Ban Nha - Bảo tàng Thiết giáp Lục quân Tây Ban Nha, El Goloso, phía bắc Madrid. Năm xe tăng, hai xe tăng dòng và ba xe tăng truyền tin trước đây. Một trong số chúng (xe truyền tin trước đây, với dấu vết của giá treo ăng-ten tay vịn) đang trong tình trạng có thể hoạt động.

T-26 tại Bảo tàng El Goloso ở Madrid
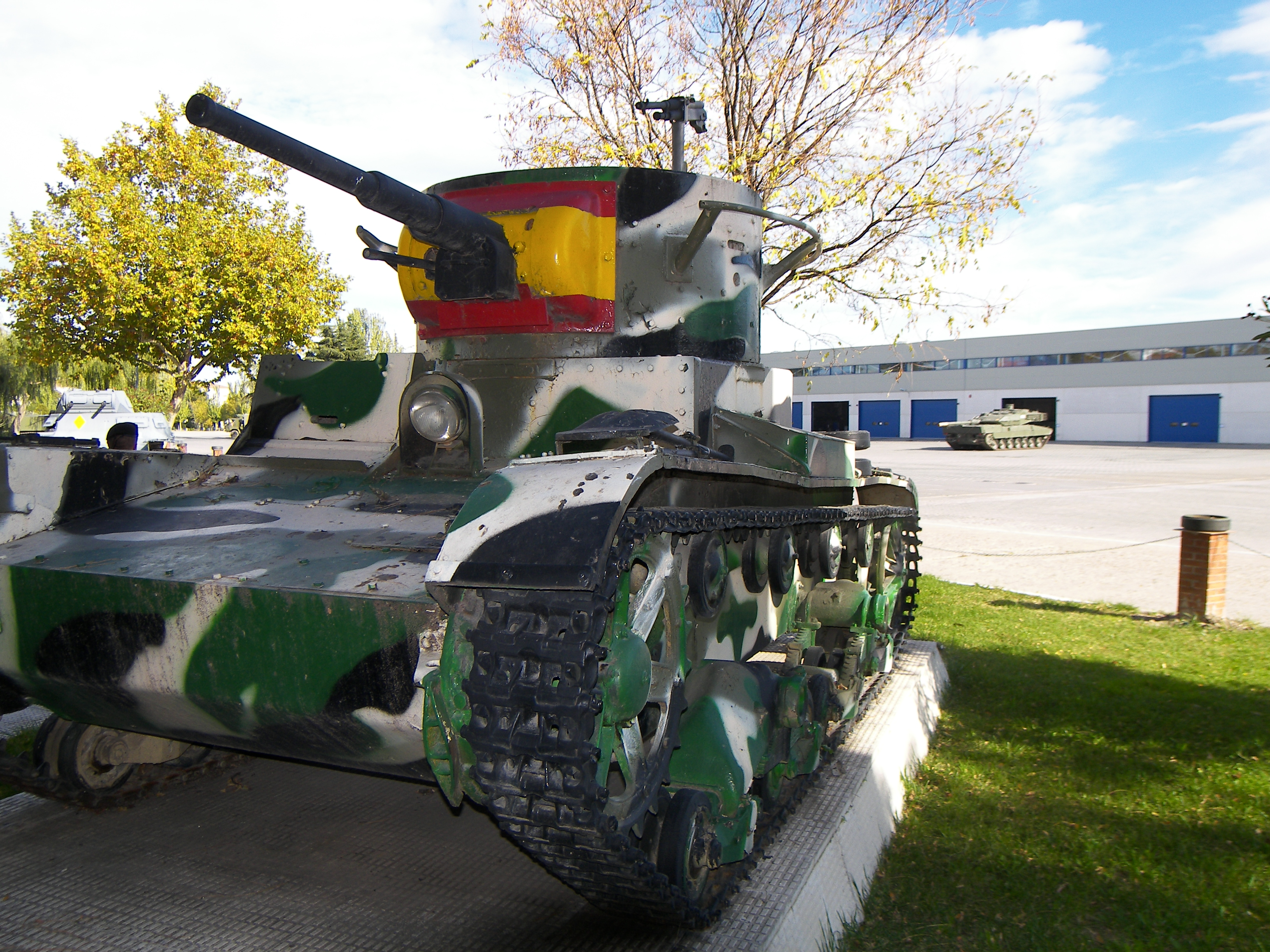
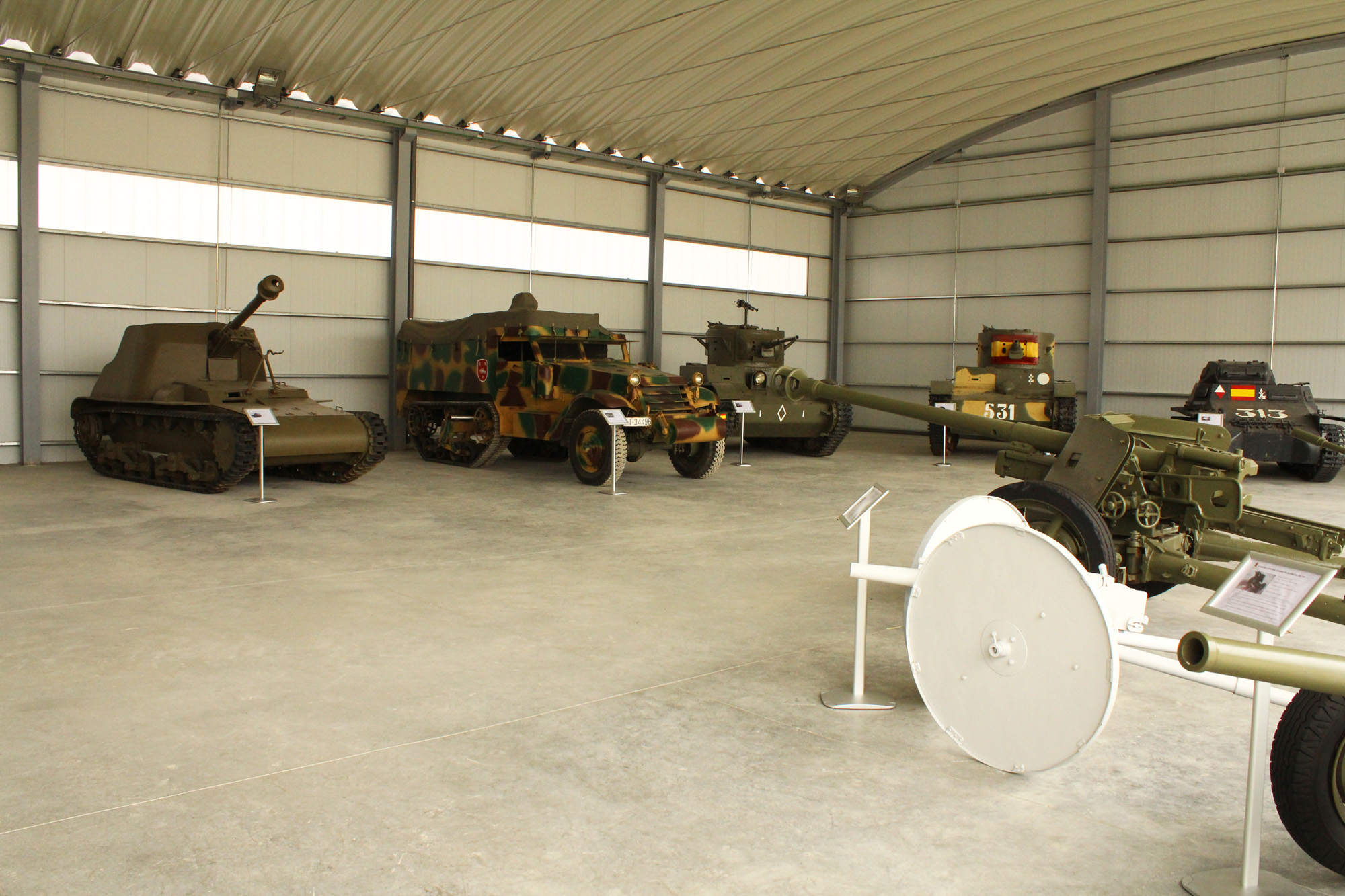

- Tây Ban Nha - Trung tâm Bảo dưỡng Xe bọc thép số 1, Segovia. Trước đây là xe tăng truyền tin
- Tây Ban Nha - Căn cứ quân sự "General Menacho" của Trung đoàn bộ binh cơ giới số 16 Castile. Valdebotoa, tỉnh Badajoz.

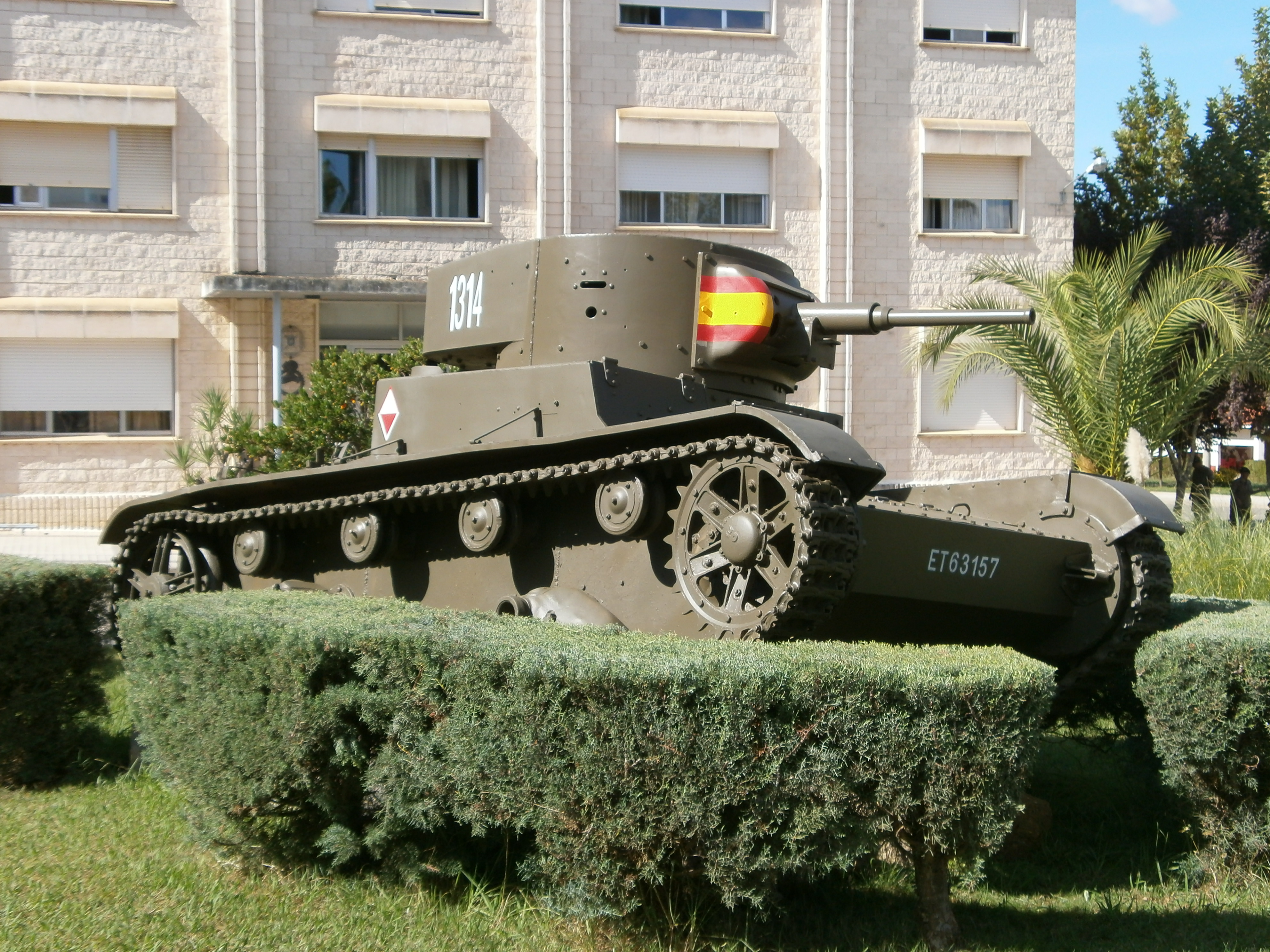
T-26 tại căn cứ quân sự "General Menacho", Badajoz. Năm 2013

- Tây Ban Nha - Căn cứ quân sự của trung đoàn xe tăng 10 "Cordova". Cerro Muriano, Cordoba.
- Tây Ban Nha - Căn cứ quân sự của trung đoàn đệ tứ "Alexander Farnese" của Quân đoàn Tây Ban Nha. Ronda, Malaga . Xe tăng vô tuyến trước đây
- Tây Ban Nha - Bảo tàng Lịch sử Quân sự của Valencia. Xe tăng vô tuyến trước đây

T-26 ở Bảo tàng Valencia. năm 2014
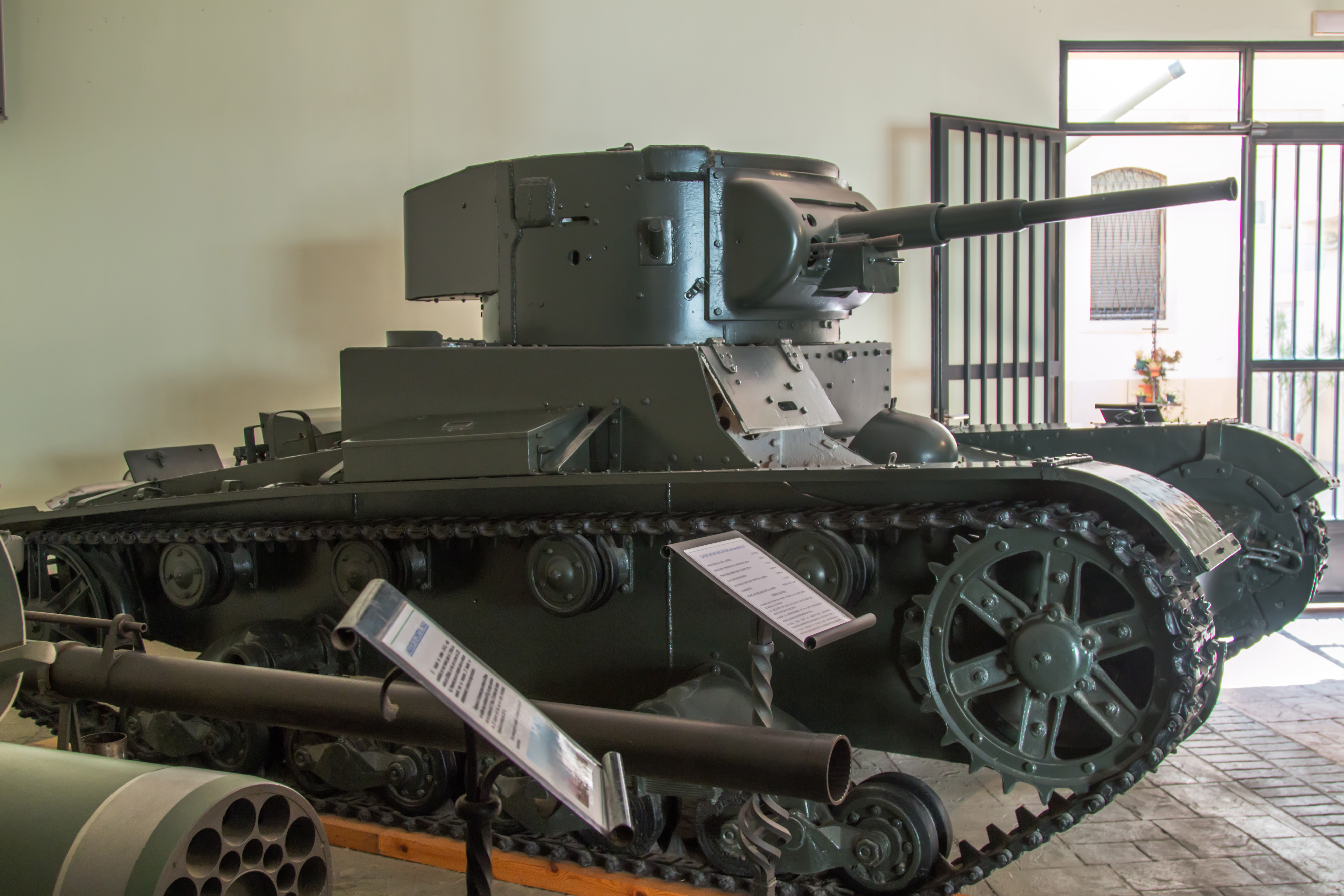
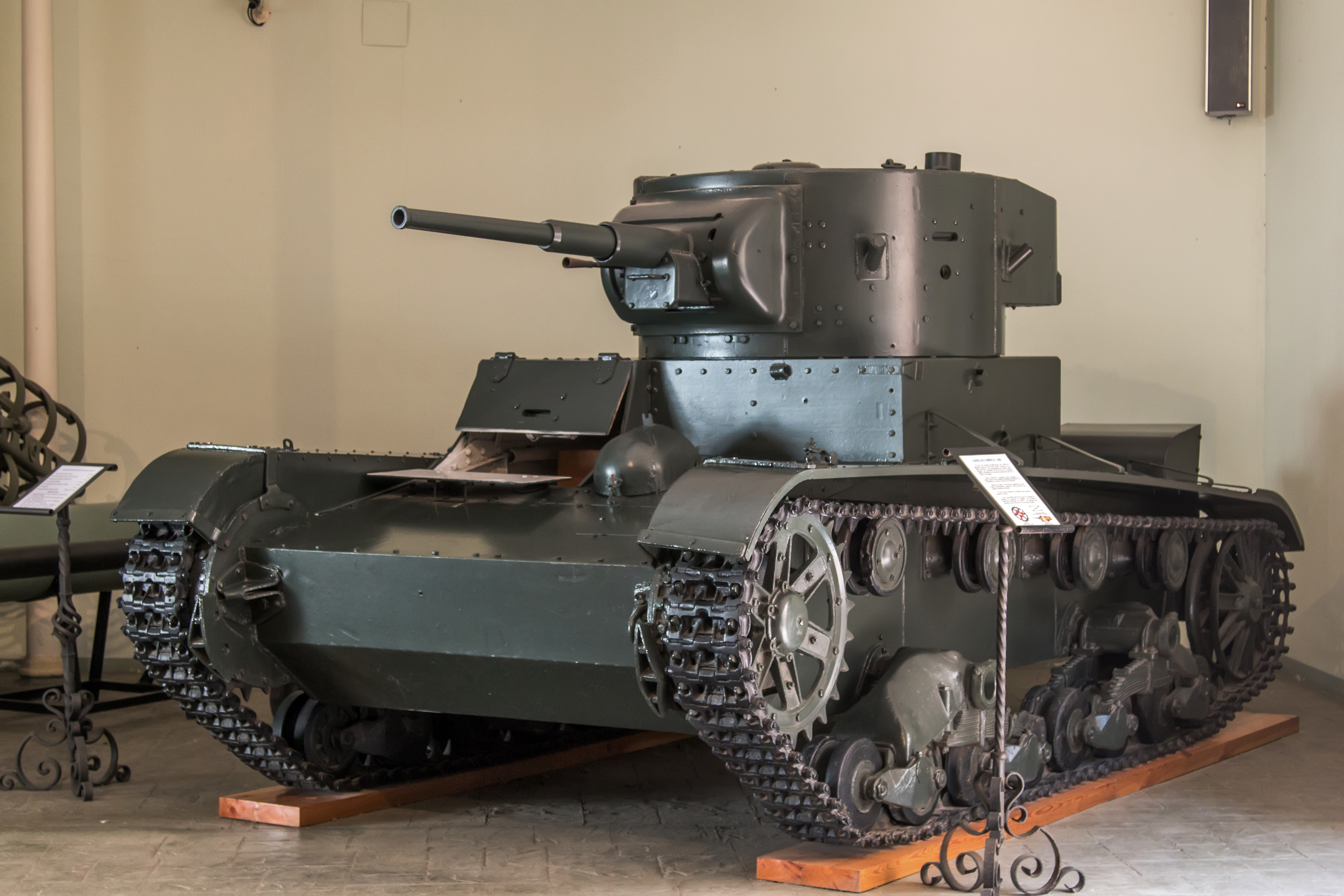

- Tây Ban Nha - Bảo tàng Lịch sử Quân sự Cartagena. Trong tình trạng hoạt động tốt.

T-26 tại Bảo tàng Cartagena, năm 2015
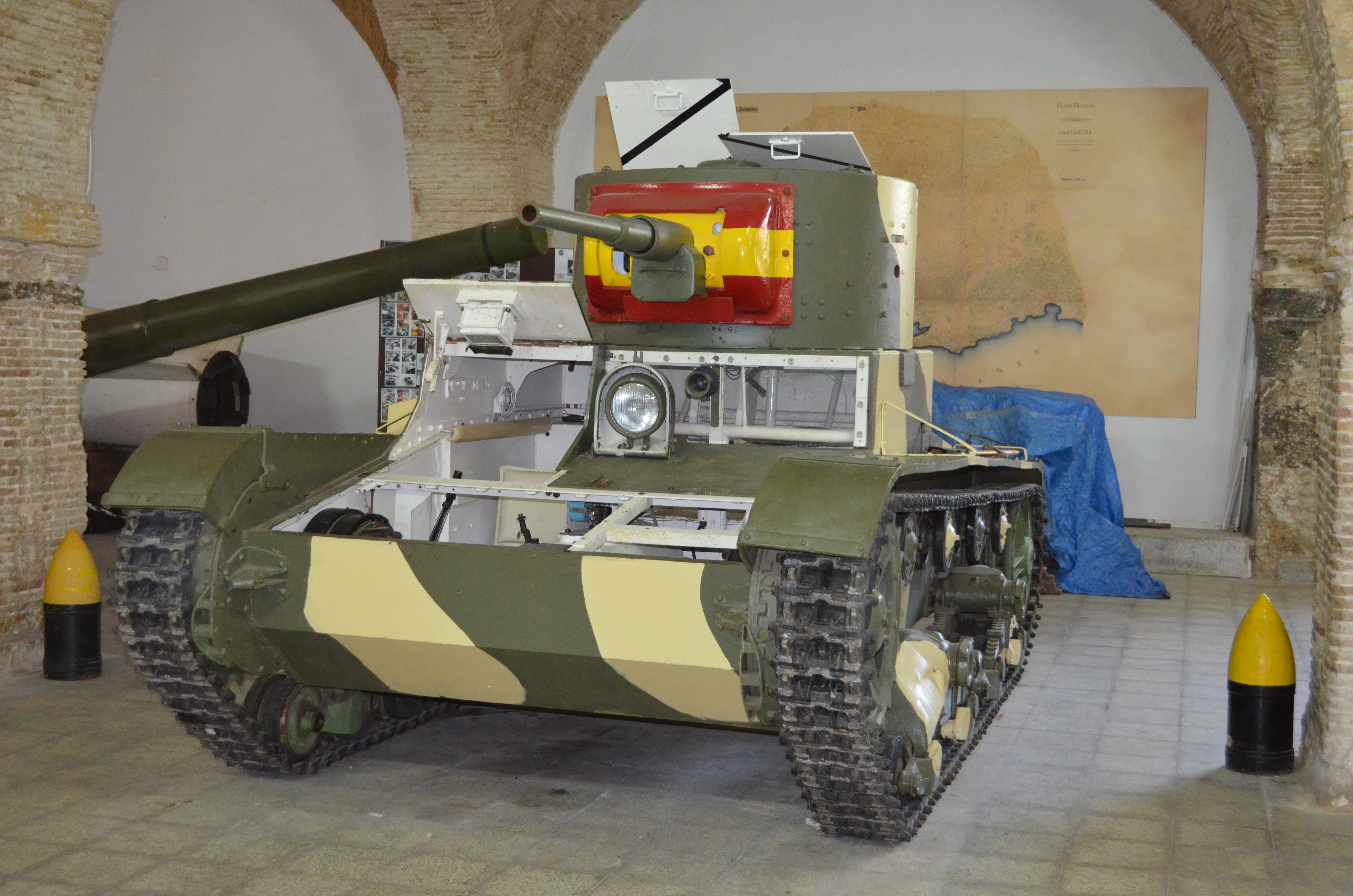
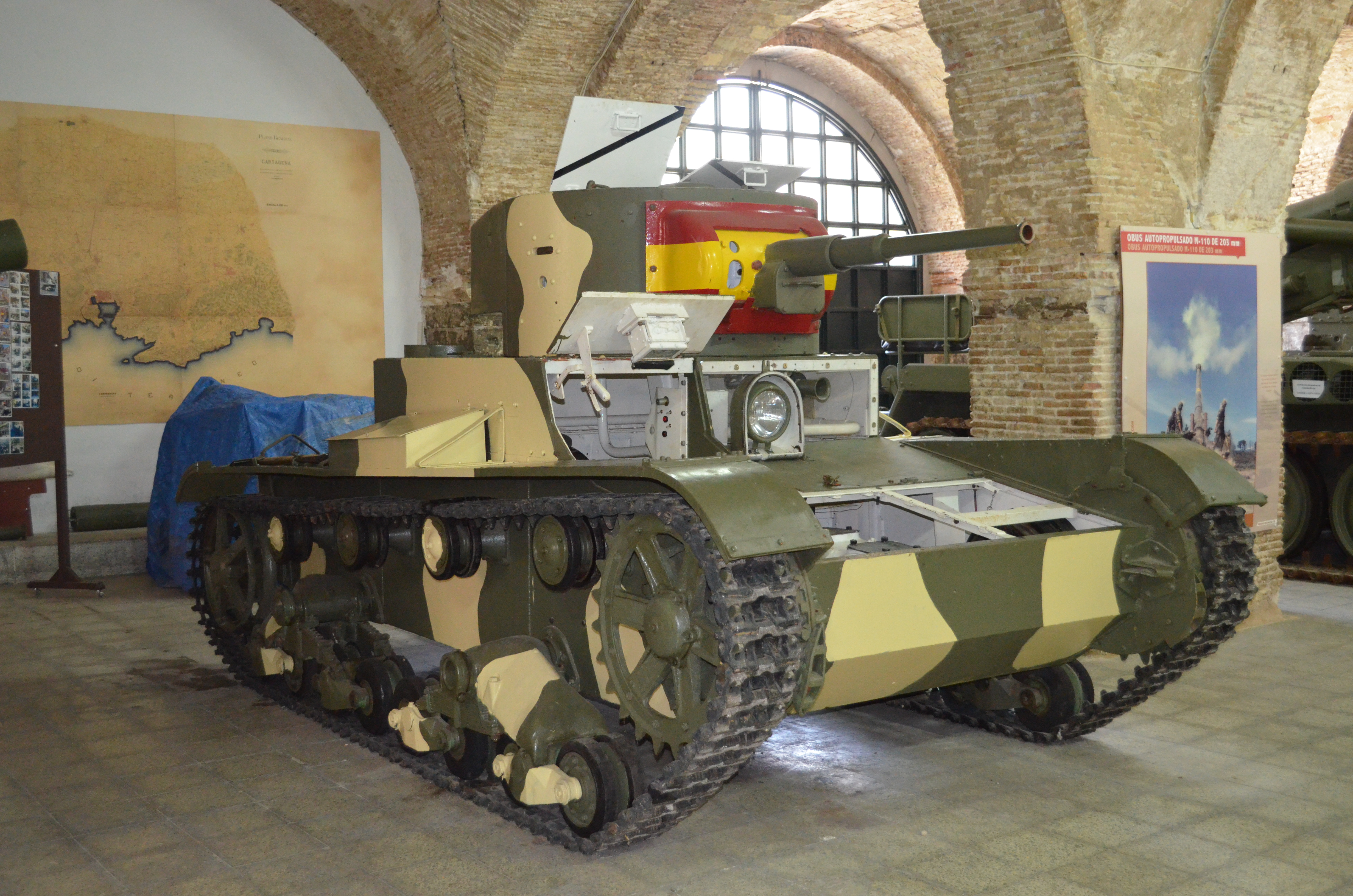

- Tây Ban Nha - Doanh trại của Trung đoàn 54 địa phương, Ceuta. Trước đây là xe tăng vô tuyến trước đây, lan can ăng-ten đã được giữ nguyên
- Tây Ban Nha - Căn cứ quân sự "El Empicinado" của Trung đoàn kỵ binh 12 "Farnesio". Santovenia de Pisuerga, Valladolid.
- Tây Ban Nha - Trung tâm bảo dưỡng xe bọc thép, Valladolid.

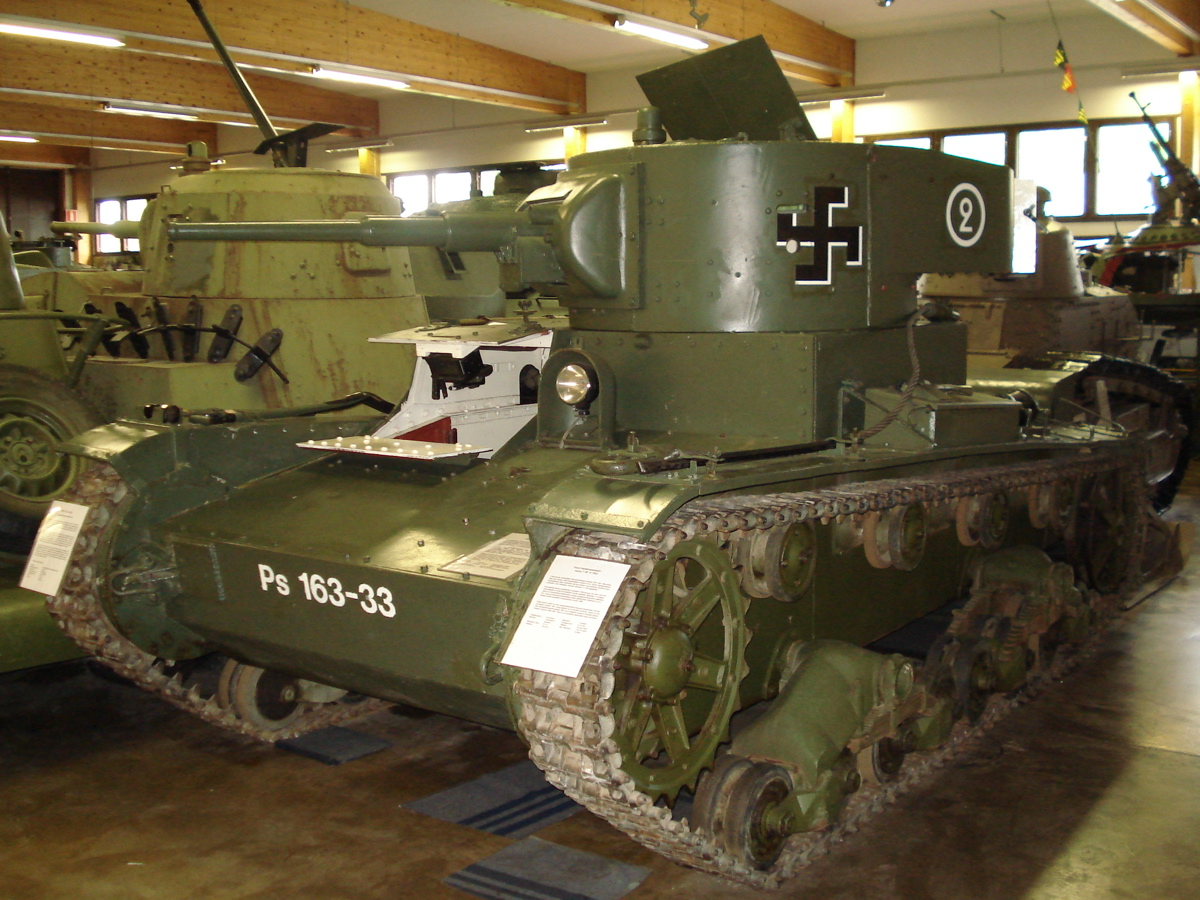
T-26 tại Bảo tàng xe tăng ở Parola

- Phần Lan - Bảo tàng Xe tăng Parola. Trong tình trạng còn hoạt động. Số hiệu của Phần Lan là Ps. 163-33
- Phần Lan - Khu vực quân sự ở Kuhmo. Số hiệu của Phần Lan là Ps. 163-45.
- Phần Lan - Bảo tàng Pháo binh Phần Lan, Hämeenlinna
- Vương quốc Anh - Bảo tàng Xe tăng Bovington. Trước đây được đặt trong Bảo tàng Xe tăng Parola, được chuyển đến Bovington vào những năm 2000.
- Cộng hòa Séc - Trong một bộ sưu tập tư nhân (còn lại một số chi tiết của phần thân và tháp pháo)
- Thổ Nhĩ Kỳ - Bảo tàng Xe tăng Etimezgut, Ankara
- Thổ Nhĩ Kỳ - Bảo tàng Quân sự Istanbul